# Liste von Ministerinnen
Die Liste von Ministerinnen enthält Frauen, die auf Staatsebene als Ministerin Mitglied einer Regierung waren, ohne gleichzeitig Regierungschefin zu sein (siehe auch Liste von Regierungschefinnen und weiblicher Staatsoberhäupter sowie Parlamentschefinnen weltweit).

## Außenministerinnen
Die folgende Liste ist chronologisch sortiert und beginnt 1947:
| Ministerin                           | Amtszeit                         | Staat                  |
| ------------------------------------ | -------------------------------- | ---------------------- |
| Ana Pauker                           | 1947–1953                        | Rumänien               |
| Golda Meir                           | 1956–1966                        | Israel                 |
| Indira Gandhi                        | 1967–1969, 1984                  | Indien                 |
| Elizabeth Bagaya                     | 1974                             | Uganda                 |
| Karin Söder                          | 1976–1978                        | Schweden               |
| Maria do Nascimento da Graça Amorim  | 1978–1985                        | São Tomé und Príncipe  |
| Flora Isabel MacDonald               | 1979–1980                        | Kanada                 |
| Mary Eugenia Charles                 | 1980–1990                        | Dominica               |
| Colette Flesch                       | 1980–1984                        | Luxemburg              |
| Gaositwe Kogakwa Tibe Chiepe         | 1984–1994                        | Botswana               |
| Rosa Otunbajewa                      | 1986–1989, 1992, 1994–1997, 2005 | Kirgistan              |
| Adrienne Ekila Liyonda               | 1987–1988                        | Zaire                  |
| Susana Ruiz Cerutti                  | 1989                             | Argentinien            |
| Danielle de St. Jorre                | 1989–1997                        | Seychellen             |
| Marie-Denise Fabien-Jean-Louis       | 1991                             | Haiti                  |
| Schachlo Machmudowa                  | 1991–1992                        | Usbekistan             |
| Barbara McDougall                    | 1991–1993                        | Kanada                 |
| Alda Bandeira                        | 1991–1993, 2002                  | São Tomé und Príncipe  |
| Pascaline Mferri Bongo               | 1991–1994                        | Gabun                  |
| Margaretha af Ugglas                 | 1991–1994                        | Schweden               |
| Claudette Werleigh                   | 1993–1995                        | Haiti                  |
| Andrea Willi                         | 1993–2001                        | Liechtenstein          |
| Janet Bostwick                       | 1994–2002                        | Bahamas                |
| Billie Miller                        | 1994–2008                        | Barbados               |
| Marithza Ruiz de Vielman             | 1994–1995                        | Guatemala              |
| Dorothy Musuleng-Cooper              | 1994–1995                        | Liberia                |
| Sy Kadiatou Sow                      | 1994                             | Mali                   |
| Lena Hjelm-Wallén                    | 1994–1998                        | Schweden               |
| Irina Bokowa                         | 1996–1997                        | Bulgarien              |
| Tarja Halonen                        | 1995–2000                        | Finnland               |
| Susanna Agnelli                      | 1995–1996                        | Italien                |
| María Emma Mejía                     | 1996–1998                        | Kolumbien              |
| Shirley Gbujama                      | 1996–1997                        | Sierra Leone           |
| Tansu Çiller                         | 1996–1997                        | Türkei                 |
| Nadeschda Michajlowa                 | 1997–2001                        | Bulgarien              |
| Gloria Amon Nikoi                    | 1997                             | Ghana                  |
| Zdenka Kramplová                     | 1997–1998                        | Slowakei               |
| Madeleine Albright                   | 1997–2001                        | Vereinigte Staaten     |
| Rosario Green                        | 1998–2000                        | Mexiko                 |
| Anna Lindh                           | 1998–2003                        | Schweden               |
| Lila Ratsifandrihamanana             | 1998–2002                        | Madagaskar             |
| Njam-Osoryn Tujaa                    | 1998–2000                        | Mongolei               |
| Hilia Barber                         | 1999                             | Guinea-Bissau          |
| Aïchatou Mindaoudou                  | 1999–2000, 2001–2010             | Niger                  |
| María Eugenia Brizuela de Ávila      | 1999–2004                        | El Salvador            |
| Lydie Polfer                         | 1999–2004                        | Luxemburg              |
| Nkosazana Dlamini-Zuma               | 1999–2009                        | Südafrika              |
| Mahawa Bangoura                      | 2000–2002                        | Guinea                 |
| Soledad Alvear                       | 2000–2004                        | Chile                  |
| Lilian Patel                         | 2000–2004                        | Malawi                 |
| Benita Ferrero-Waldner               | 2000–2004                        | Österreich             |
| Marie Levens                         | 2000–2005                        | Suriname               |
| Antonieta Rosa Gomes                 | 2001                             | Guinea-Bissau          |
| Ilinka Mitreva                       | 2001, 2002–2006                  | Mazedonien             |
| Arta Dade                            | 2001–2002                        | Albanien               |
| Filomena Mascarenhas Tipote          | 2001–2002                        | Guinea-Bissau          |
| Makiko Tanaka                        | 2001–2002                        | Japan                  |
| Ilinka Mitreva                       | 2001–2006                        | Mazedonien             |
| Gloria Macapagal-Arroyo              | 2002, 2003                       | Philippinen            |
| Yoriko Kawaguchi                     | 2002–2004                        | Japan                  |
| Fátima Veiga                         | 2002–2004                        | Kap Verde              |
| Sandra Kalniete                      | 2002–2004                        | Lettland               |
| Ana Palacio Vallelersundi            | 2002–2004                        | Spanien                |
| Kristiina Ojuland                    | 2002–2005                        | Estland                |
| Carolina Barco                       | 2002–2006                        | Kolumbien              |
| Micheline Calmy-Rey                  | 2003–2011                        | Schweiz                |
| Fatumata Djau Baldé                  | 2003                             | Guinea-Bissau          |
| Delia Domingo-Albert                 | 2003–2004                        | Philippinen            |
| Laila Freivalds                      | 2003–2006                        | Schweden               |
| Nina Pacari                          | 2003                             | Ecuador                |
| Teresa Patrício Gouveia              | 2003–2004                        | Portugal               |
| Leila Rachid de Cowles               | 2003–2006                        | Paraguay               |
| Helena Demakova                      | 2004, 2007                       | Lettland               |
| Salome Surabischwili                 | 2004–2005                        | Georgien               |
| Ursula Plassnik                      | 2004–2008                        | Österreich             |
| Fatoumata Kaba                       | 2005–2006                        | Guinea                 |
| Kolinda Grabar-Kitarović             | 2005–2008                        | Kroatien               |
| Alcinda Abreu                        | 2005–2008                        | Mosambik               |
| Antoinette Batumubwira               | 2005–2009                        | Burundi                |
| Rita Kieber-Beck                     | 2005–2009                        | Liechtenstein          |
| Condoleezza Rice                     | 2005–2009                        | Vereinigte Staaten     |
| Lygia Kraag-Keteldijk                | 2005–2010                        | Suriname               |
| Ngozi Okonjo-Iweala                  | 2006                             | Nigeria                |
| Carin Jämtin                         | 2006                             | Schweden               |
| Joy Ogwu                             | 2006–2007                        | Nigeria                |
| Mariam Aladji Boni Diallo            | 2006–2007                        | Benin                  |
| Valgerður Sverrisdóttir              | 2006–2007                        | Island                 |
| María Consuelo Araújo                | 2006–2007                        | Kolumbien              |
| Anna Fotyga                          | 2006–2007                        | Polen                  |
| Asha-Rose Migiro                     | 2006–2007                        | Tansania               |
| Margaret Beckett                     | 2006–2007                        | Vereinigtes Königreich |
| Dora Bakogianni                      | 2006–2009                        | Griechenland           |
| Tzipi Livni                          | 2006–2009                        | Israel                 |
| Joyce Banda                          | 2006–2009                        | Malawi                 |
| Kinga Göncz                          | 2006–2009                        | Ungarn                 |
| Patricia Espinosa Cantellano         | 2006–2012                        | Mexiko                 |
| María Fernanda Espinosa              | 2007                             | Ecuador                |
| Adaljíza Magno                       | 2007, seit 2020                  | Osttimor               |
| Lisa Shoman                          | 2007–2008                        | Belize                 |
| María Isabel Salvador                | 2007–2008                        | Ecuador                |
| Sandschaasürengiin Ojuun             | 2007–2008                        | Mongolei               |
| Sahana Pradhan                       | 2007–2008                        | Nepal                  |
| Erato Kozakou-Markoullis             | 2007–2008, seit 2011             | Zypern                 |
| Meritxell Mateu i Pi                 | 2007–2009                        | Andorra                |
| Maria da Conceição Nobre Cabral      | 2007–2009                        | Guinea-Bissau          |
| Ingibjörg Sólrún Gísladóttir         | 2007–2009                        | Island                 |
| Olubanke King-Akerele                | 2007–2010                        | Liberia                |
| Zainab Hawa Bangura                  | 2007–2010                        | Sierra Leone           |
| Paula Gopee-Scoon                    | 2007–2010                        | Trinidad und Tobago    |
| Laure Olga Gondjout                  | 2008                             | Gabun                  |
| Eka Tqeschelaschwili                 | 2008                             | Georgien               |
| Marisol Argueta de Barillas          | 2008–2009                        | El Salvador            |
| Rosemary Museminali                  | 2008–2009                        | Ruanda                 |
| Antonella Mularoni                   | 2008–2012                        | San Marino             |
| Maxine McClean                       | seit 2008                        | Barbados               |
| Carolyn Rodrigues                    | seit 2008                        | Guyana                 |
| Adiato Diallo Nandigna               | 2009                             | Guinea-Bissau          |
| Patricia Isabel Rodas Baca           | 2009                             | Honduras               |
| Rumjana Schelewa                     | 2009–2010                        | Bulgarien              |
| Sandra Pierantozzi                   | 2009–2010                        | Palau                  |
| Marie Michèle Rey                    | 2009–2011                        | Haiti                  |
| Etta Banda                           | 2009–2011                        | Malawi                 |
| Naha Mint Mouknass                   | 2009–2011                        | Mauretanien            |
| Sujata Koirala                       | 2009–2011                        | Nepal                  |
| Hillary Clinton                      | 2009–2013                        | Vereinigte Staaten     |
| Dipu Moni                            | 2009–2013                        | Bangladesch            |
| Aurelia Frick                        | 2009–2019                        | Liechtenstein          |
| Louise Mushikiwabo                   | seit 2009                        | Ruanda                 |
| Maite Nkoana-Mashabane               | seit 2009                        | Südafrika              |
| Lene Espersen                        | 2010–2011                        | Dänemark               |
| Michèle Alliot-Marie                 | 2010–2011                        | Frankreich             |
| Aminatou Maïga Touré                 | 2010–2011                        | Niger                  |
| Trinidad Jiménez García-Herrera      | 2010–2011                        | Spanien                |
| María Ángela Holguín                 | 2010–2018                        | Kolumbien              |
| Yvette Sylla                         | 2011                             | Madagaskar             |
| Hina Rabbani Khar                    | 2011–2013                        | Pakistan               |
| Vesna Pusić                          | 2011–2016                        | Kroatien               |
| Susan Waffa-Ogoo                     | 2012–2013                        | Gambia                 |
| Maja Pandschikidse                   | 2012–2014                        | Georgien               |
| Fowsiyo Yussuf Haji Aadan            | 2012–2014                        | Somalia                |
| Natália Pedro da Costa Umbelina Neto | 2012–2014                        | São Tomé und Príncipe  |
| Netumbo Nandi-Ndaitwah               | seit 2012                        | Namibia                |
| Julie Bishop                         | 2013–2018                        | Australien             |
| Emma Bonino                          | 2013–2014                        | Italien                |
| Dunya Maumoon                        | 2013–2016                        | Malediven              |
| Amina Mohamed                        | 2013–2018                        | Kenia                  |
| Hanna Tetteh                         | 2013–2017                        | Ghana                  |
| Federica Mogherini                   | 2014                             | Italien                |
| Keit Pentus-Rosimannus               | 2014–2015                        | Estland                |
| Harisoa Razafitrimo                  | 2014–2015                        | Madagaskar             |
| Margot Wallström                     | 2014–2019                        | Schweden               |
| Béatrice Jeanine Atallah             | 2015–2017                        | Madagaskar             |
| Aïchatou Boulama Kané                | 2015–2016                        | Niger                  |
| Marina Kaljurand                     | 2015–2016                        | Estland                |
| Lilja Dögg Alfreðsdóttir             | 2016–2017                        | Island                 |
| Maria Ubach i Font                   | seit 2017                        | Andorra                |
| Shirley Ayorkor Botchwey             | seit 2017                        | Ghana                  |
| Chrystia Freeland                    | seit 2017                        | Kanada                 |
| Ine Marie Eriksen Søreide            | 2017–2021                        | Norwegen               |
| Karin Kneissl                        | 2017–2019                        | Österreich             |
| Marise Payne                         | seit 2018                        | Australien             |
| Monica Juma                          | seit 2018                        | Kenia                  |
| Kamissa Camara                       | seit 2018                        | Mali                   |
| Ramona Nicole Mănescu                | seit 2019                        | Rumänien               |
| Ann Linde                            | seit 2019                        | Schweden               |
| Margarita Robles (kommissarisch)     | 2019–2020                        | Spanien                |
| Sophie Wilmès                        | seit 2020                        | Belgien                |
| Arancha González                     | seit 2020                        | Spanien                |
| Olta Xhaçka                          | seit 2020                        | Albanien               |
| Annalena Baerbock                    | 2021–2025                        | Deutschland            |
| Anniken Huitfeldt                    | 2021–2023                        | Norwegen               |
| Yōko Kamikawa                        | 2023–2024                        | Japan                  |
| Beate Meinl-Reisinger                | seit 2025                        | Österreich             |
| Außenministerin                      | Amtszeit                         | Staat                  |

## Innenministerinnen
Die folgende Liste ist chronologisch sortiert und beginnt 1970:
| Ministerin                  | Amtszeit             | Staat                  |
| --------------------------- | -------------------- | ---------------------- |
| Indira Gandhi               | 1970–1973            | Indien                 |
| Clara Boscaglia             | 1976–1978            | San Marino             |
| Britta Schall Holberg       | 1982–1986            | Dänemark               |
| Kaisa Raatikainen           | 1984–1987            | Finnland               |
| Ien Dales                   | 1989–1994            | Niederlande            |
| Margaret Austin             | 1990                 | Neuseeland             |
| Lagle Parek                 | 1992–1993            | Estland                |
| Birte Weiss                 | 1993–1997            | Dänemark               |
| Ruth Dreifuss               | 1993–2002            | Schweiz                |
| Dieuwke de Graaff-Nauta     | 1994                 | Niederlande            |
| Rosa Russo Iervolino        | 1998–1999            | Italien                |
| Karen Jespersen             | 2000–2001            | Dänemark               |
| Francesca Michelotti        | 2000–2001            | San Marino             |
| Gale Norton                 | 2001–2006            | Vereinigte Staaten     |
| Emma Rossi                  | 2002                 | San Marino             |
| Solvita Āboltiņa            | 2005                 | Lettland               |
| Liese Prokop                | 2004–2006            | Österreich             |
| Rosa Zafferani              | 2005–2006            | San Marino             |
| Valeria Ciavatta            | 2006–2012            | San Marino             |
| Michèle Alliot-Marie        | 2007–2009            | Frankreich             |
| Anne Holmlund               | 2007–2011            | Finnland               |
| Jacqui Smith                | 2007–2009            | Vereinigtes Königreich |
| Guusje ter Horst            | 2007–2010            | Niederlande            |
| Maria Fekter                | 2008–2011            | Österreich             |
| Annemie Turtelboom          | 2009–2011            | Belgien                |
| Karen Ellemann              | 2009–2010, 2015–2016 | Dänemark               |
| Linda Mūrniece              | 2009–2011            | Lettland               |
| Theresa May                 | 2010–2016            | Vereinigtes Königreich |
| Amy Adams                   | 2011–2012            | Neuseeland             |
| Annamaria Cancellieri       | 2011–2013            | Italien                |
| Johanna Mikl-Leitner        | 2011–2016            | Österreich             |
| Joëlle Milquet              | 2011–2014            | Belgien                |
| Päivi Räsänen               | 2011–2015            | Finnland               |
| Liesbeth Spies              | 2011–2012            | Niederlande            |
| Margrethe Vestager          | 2011–2014            | Dänemark               |
| Hanna Birna Kristjánsdóttir | 2013–2014            | Island                 |
| Sally Jewell                | 2013–2017            | Vereinigte Staaten     |
| Ólöf Nordal                 | 2014–2017            | Island                 |
| Anabela Rodrigues           | 2014–2015            | Portugal               |
| Sanae Takaichi              | 2014–2017            | Japan                  |
| Constança Urbano de Sousa   | 2015–2017            | Portugal               |
| Paula Risikko               | 2016–2018            | Finnland               |
| Amber Rudd                  | 2016–2018            | Vereinigtes Königreich |
| Seiko Noda                  | 2017–2018            | Japan                  |
| Tracey Martin               | seit 2017            | Neuseeland             |
| Kajsa Ollongren             | seit 2017            | Niederlande            |
| Denisa Saková               | 2018–2020            | Slowakei               |
| Katri Raik                  | 2018–2019            | Estland                |
| Astrid Krag                 | seit 2019            | Dänemark               |
| Maria Ohisalo               | seit 2019            | Finnland               |
| Priti Patel                 | seit 2019            | Vereinigtes Königreich |
| Rita Tamašunienė            | seit 2019            | Litauen                |
| Annelies Verlinden          | seit 2020            | Belgien                |
| Deb Haaland                 | 2021–2025            | Vereinigte Staaten     |
| Nancy Faeser                | 2021–2025            | Deutschland            |
| Innenministerin             | Amtszeit             | Staat                  |

## Verteidigungsministerinnen
Die folgende Liste ist chronologisch sortiert und beginnt 1980:
| Ministerin                       | Amtszeit             | Staat                  |
| -------------------------------- | -------------------- | ---------------------- |
| Indira Gandhi                    | 1980–1982            | Indien                 |
| Elisabeth Rehn                   | 1990–1995            | Finnland               |
| Kim Campbell                     | 1993                 | Kanada                 |
| Anneli Taina                     | 1995–1999            | Finnland               |
| Eldbjørg Løwer                   | 1999–2000            | Norwegen               |
| Kristin Krohn Devold             | 2001–2005            | Norwegen               |
| Michèle Alliot-Marie             | 2002–2007            | Frankreich             |
| Michelle Bachelet                | 2002–2004            | Chile                  |
| Lena Hjelm-Wallén                | 2002                 | Schweden               |
| Leni Björklund                   | 2002–2006            | Schweden               |
| Anne-Grete Strøm-Erichsen        | 2005–2009, 2012–2013 | Norwegen               |
| Linda Mūrniece                   | 2006                 | Lettland               |
| Vlasta Parkanová                 | 2007–2009            | Tschechien             |
| Yuriko Koike                     | 2007                 | Japan                  |
| Rasa Juknevičienė                | 2008–2012            | Litauen                |
| Carme Chacón Piqueras            | 2008–2011            | Spanien                |
| Grete Faremo                     | 2009–2011            | Norwegen               |
| Gitte Lillelund Bech             | 2010–2011            | Dänemark               |
| Karin Enström                    | 2012–2014            | Schweden               |
| Jeanine Hennis-Plasschaert       | 2012–2017            | Niederlande            |
| Karolína Peake                   | 2012                 | Tschechien             |
| Milica Pejanović-Đurišić         | 2012–2016            | Montenegro             |
| Mimi Kodheli                     | 2013–2017            | Albanien               |
| Ursula von der Leyen             | 2013–2019            | Deutschland            |
| Raychelle Omamo                  | seit 2013            | Kenia                  |
| Ine Marie Eriksen Søreide        | 2013–2017            | Norwegen               |
| Roberta Pinotti                  | 2014–2018            | Italien                |
| Marise Payne                     | 2015–2018            | Australien             |
| María Dolores de Cospedal García | 2016–2018            | Spanien                |
| Sylvie Goulard                   | 2017                 | Frankreich             |
| Florence Parly                   | seit 2017            | Frankreich             |
| Ank Bijleveld                    | seit 2017            | Niederlande            |
| Karla Šlechtová                  | 2017–2018            | Tschechien             |
| Olta Xhaçka                      | 2017–2021            | Albanien               |
| Aisha Mohammed                   | seit 2018            | Äthiopien              |
| Elisabetta Trenta                | seit 2018            | Italien                |
| Margarita Robles Fernández       | seit 2018            | Spanien                |
| Linda Reynolds                   | seit 2019            | Australien             |
| Viola Amherd                     | 2019–2025            | Schweiz                |
| Trine Bramsen                    | 2019–2022            | Dänemark               |
| Annegret Kramp-Karrenbauer       | 2019–2021            | Deutschland            |
| Penny Mordaunt                   | 2019                 | Vereinigtes Königreich |
| Klaudia Tanner                   | 2020–                | Österreich             |
| Ludivine Dedonder                | seit 2020            | Belgien                |
| Christine Lambrecht              | 2021–2023            | Deutschland            |
| Maya Fernández Allende           | seit 2022            | Chile                  |
| Verteidigungsministerin          | Amtszeit             | Staat                  |

## Finanzministerinnen
Die folgende Liste ist chronologisch sortiert und beginnt 1969:
| Ministerin                   | Amtszeit  | Staat              |
| ---------------------------- | --------- | ------------------ |
| Indira Gandhi                | 1969–1971 | Indien             |
| Ellen Johnson Sirleaf        | 1979–1980 | Liberia            |
| Margaret Guilfoyle           | 1980–1983 | Australien         |
| Clara Boscaglia              | 1986–1990 | San Marino         |
| Uta Nickel                   | 1989–1990 | DDR                |
| Ruth Richardson              | 1990–1993 | Neuseeland         |
| Elvyra Janina Kunevičienė    | 1991–1992 | Litauen            |
| Anne Wibble                  | 1991–1994 | Schweden           |
| Indra Sāmīte                 | 1995      | Lettland           |
| Pia Gjellerup                | 2000–2001 | Dänemark           |
| Fernanda Borges              | 2001–2002 | Osttimor           |
| Dalia Grybauskaitė           | 2001–2004 | Litauen            |
| Madalena Boavida             | 2002      | Osttimor           |
| Manuela Ferreira Leite       | 2002–2004 | Portugal           |
| Kristin Halvorsen            | 2005–2009 | Norwegen           |
| Ngozi Okonjo-Nweala          | 2003–2006 | Nigeria            |
| Teresa Lubińska              | 2005–2006 | Polen              |
| Madalena Boavida             | 2005–2007 | Osttimor           |
| Antoinette Sayeh             | 2006–2008 | Liberia            |
| Zyta Gilowska                | 2006–2007 | Polen              |
| Christine Lagarde            | 2007–2011 | Frankreich         |
| Emília Pires                 | 2007–2015 | Osttimor           |
| Elena Salgado                | 2009–2011 | Spanien            |
| Ingrida Šimonytė             | 2009–2012 | Litauen            |
| Eveline Widmer-Schlumpf      | 2010–2015 | Schweiz            |
| Oddný G. Harðardóttir        | 2011–2012 | Island             |
| Maria Fekter                 | 2011–2013 | Österreich         |
| Jutta Urpilainen             | 2011–2014 | Finnland           |
| Katrín Jakobsdóttir          | 2012–2013 | Island             |
| Siv Jensen                   | 2013–2020 | Norwegen           |
| Maria Luís Albuquerque       | 2013–2015 | Portugal           |
| Magdalena Andersson          | 2014–2021 | Schweden           |
| Maris Lauri                  | 2014–2015 | Estland            |
| Santina Cardoso              | 2015–2017 | Osttimor           |
| Dana Reizniece-Ozola         | 2016–2019 | Lettland           |
| Rasa Budbergytė              | 2016      | Litauen            |
| Helga Vukaj                  | 2017      | Albanien           |
| Alena Schillerová            | seit 2017 | Tschechien         |
| Eva Guidi                    | seit 2018 | San Marino         |
| María Jesús Montero Cuadrado | seit 2018 | Spanien            |
| Katri Kulmuni                | 2019–2020 | Finnland           |
| Janet Yellen                 | seit 2021 | Vereinigte Staaten |
| Finanzministerin             | Amtszeit  | Staat              |

## Justizministerinnen
Die folgende Liste ist chronologisch sortiert und beginnt 1950:
| Ministerin                         | Amtszeit                        | Staat                  |
| ---------------------------------- | ------------------------------- | ---------------------- |
| Helga Pedersen                     | 1950–1953                       | Dänemark               |
| Hilde Benjamin                     | 1953–1967                       | DDR                    |
| Elisabeth Schweigaard Selmer       | 1965–1970                       | Norwegen               |
| Nathalie Lind                      | 1973–1975, 1978–1979            | Dänemark               |
| Inger Louise Valle                 | 1973–1979                       | Norwegen               |
| Inkeri Anttila                     | 1975                            | Finnland               |
| Clara Boscaglia                    | 1976–1978                       | San Marino             |
| Fausta Morganti                    | 1976–1978                       | San Marino             |
| Colette Flesch                     | 1980–1984                       | Luxemburg              |
| Mona Røkke                         | 1981–1985                       | Norwegen               |
| Elisabeth Kopp                     | 1984–1989                       | Schweiz                |
| Wenche Frogn Sellæg                | 1985–1986                       | Norwegen               |
| Helen Bøsterud                     | 1986–1989                       | Norwegen               |
| Anna-Greta Leijon                  | 1987–1988                       | Schweden               |
| Laila Freivalds                    | 1988–1991, 1994–2000            | Schweden               |
| Else Bugge Fougner                 | 1989–1990                       | Norwegen               |
| Kari Gjesteby                      | 1990–1992                       | Norwegen               |
| Tarja Halonen                      | 1990–1991                       | Finnland               |
| Gun Hellsvik                       | 1991–1994                       | Schweden               |
| Hannele Pokka                      | 1991–1994                       | Finnland               |
| Sabine Leutheusser-Schnarrenberger | 1992–1996, 2009–2013            | Deutschland            |
| Grete Faremo                       | 1992–1996                       | Norwegen               |
| Emma Rossi                         | 1992–1993                       | San Marino             |
| Pia Gjellerup                      | 1993                            | Dänemark               |
| Máire Geoghegan-Quinn              | 1993–1994                       | Irland                 |
| Katarína Tóthová                   | 1993–1994                       | Slowakei               |
| Janet Reno                         | 1993–2001                       | Vereinigte Staaten     |
| Anneli Jäätteenmäki                | 1994–1995                       | Finnland               |
| Nora Owen                          | 1994–1997                       | Irland                 |
| Winnie Sorgdrager                  | 1994–1998                       | Niederlande            |
| Anne Holt                          | 1996–1997                       | Norwegen               |
| Margarita Mariscal de Gante Mirón  | 1996–2000                       | Spanien                |
| Ritsuko Nagao                      | 1996                            | Japan                  |
| Élisabeth Guigou                   | 1997–2000                       | Frankreich             |
| Anne McLellan                      | 1997–2002                       | Kanada                 |
| Hanna Suchocka                     | 1997–2000                       | Polen                  |
| Gerd-Liv Valla                     | 1997                            | Norwegen               |
| Aud Inger Aure                     | 1997–1999                       | Norwegen               |
| Vlasta Parkanová                   | 1997–1998                       | Tschechien             |
| Amanda Vanstone                    | 1997–2001                       | Australien             |
| Fatou Bensouda                     | 1998–2000                       | Gambia                 |
| Herta Däubler-Gmelin               | 1998–2002                       | Deutschland            |
| Ingrīda Labucka                    | 1998–1999, 2000–2002            | Lettland               |
| Ruth Metzler-Arnold                | 1999–2003                       | Schweiz                |
| Hanne Harlem                       | 2000–2001                       | Norwegen               |
| Lena Hjelm-Wallén                  | 2000                            | Schweden               |
| Marylise Lebranchu                 | 2000–2002                       | Frankreich             |
| Francesca Michelotti               | 2000–2001                       | San Marino             |
| Barbara Piwnik                     | 2001–2002                       | Polen                  |
| Lene Espersen                      | 2001–2008                       | Dänemark               |
| Ana Pessoa Pinto                   | 2001–2003                       | Osttimor               |
| Mayumi Moriyama                    | 2001–2003                       | Japan                  |
| Celeste Cardona                    | 2002–2004                       | Portugal               |
| Brigitte Zypries                   | 2002–2009                       | Deutschland            |
| Laurette Onkelinx                  | 2003–2007                       | Belgien                |
| Beate Merk                         | 2003–2013                       | Bayern                 |
| Vineta Muižniece                   | 2004                            | Lettland               |
| Solvita Āboltiņa                   | 2004–2006                       | Lettland               |
| Karin Gastinger                    | 2004–2007                       | Österreich             |
| Monica Macovei                     | 2004–2007                       | Rumänien               |
| Chieko Nōno                        | 2004–2005                       | Japan                  |
| Leena Luhtanen                     | 2005–2007                       | Finnland               |
| María Zavala Valladares            | 2006–2007                       | Peru                   |
| Beatrice Ask                       | 2006–2014                       | Schweden               |
| Lucia Žitňanská                    | 2006, 2010–2012, 2016–2018      | Slowakei               |
| Maria Berger                       | 2007–2008                       | Österreich             |
| Tuija Brax                         | 2007–2011                       | Finnland               |
| Rachida Dati                       | 2007–2009                       | Frankreich             |
| Rosario Fernández Figueroa         | 2007–2009, 2010–2011            | Peru                   |
| Annette King                       | 2007–2008                       | Neuseeland             |
| Eveline Widmer-Schlumpf            | 2008–2010                       | Schweiz                |
| Michèle Alliot-Marie               | 2009–2010                       | Frankreich             |
| Ragna Árnadóttir                   | 2009–2010                       | Island                 |
| Claudia Bandion-Ortner             | 2009–2011                       | Österreich             |
| Daniela Kovářová                   | 2009–2010                       | Tschechien             |
| Keiko Chiba                        | 2009–2010                       | Japan                  |
| Simonetta Sommaruga                | seit 2010                       | Schweiz                |
| Judith Collins                     | 2011–2014                       | Neuseeland             |
| Grete Faremo                       | 2011–2013                       | Norwegen               |
| Anna-Maja Henriksson               | 2011–2015, seit 2019            | Finnland               |
| Beatrix Karl                       | 2011–2013                       | Österreich             |
| Paola Severino                     | 2011–2013                       | Italien                |
| Paula Teixeira da Cruz             | 2011–2015                       | Portugal               |
| Annemie Turtelboom                 | 2011–2014                       | Belgien                |
| Eda Rivas Franchini                | 2012–2013                       | Peru                   |
| Christiane Taubira                 | 2012–2016                       | Frankreich             |
| Karen Hækkerup                     | 2013–2014                       | Dänemark               |
| Annamaria Cancellieri              | 2013–2014                       | Italien                |
| Octavie Modert                     | 2013                            | Luxemburg              |
| Marie Benešová                     | 2013–2014, seit 2019            | Tschechien             |
| Maggie De Block                    | 2014                            | Belgien                |
| Mette Frederiksen                  | 2014–2015                       | Dänemark               |
| Frances Fitzgerald                 | 2014–2017                       | Irland                 |
| Baiba Broka                        | 2014                            | Lettland               |
| Amy Adams                          | 2014–2017                       | Neuseeland             |
| Helena Válková                     | 2014–2015                       | Tschechien             |
| Midori Matsushima                  | 2014                            | Japan                  |
| Yōko Kamikawa                      | 2014–2015, 2017–2018, 2020–2021 | Japan                  |
| Loretta Lynch                      | 2015–2017                       | Vereinigte Staaten     |
| Francisca Van Dunem                | seit 2015                       | Portugal               |
| Jody Wilson-Raybould               | 2015–2019                       | Kanada                 |
| Elizabeth Truss                    | 2016–2017                       | Vereinigtes Königreich |
| Milda Vainiutė                     | 2016–2018                       | Litauen                |
| Sigríður Á. Andersen               | seit 2017                       | Island                 |
| Nicole Belloubet                   | 2017–2020                       | Frankreich             |
| Etilda Gjonaj                      | seit 2017                       | Albanien               |
| Katarina Barley                    | 2018–2019                       | Deutschland            |
| Dolores Delgado García             | 2018–2020                       | Spanien                |
| Sylvi Listhaug                     | 2018                            | Norwegen               |
| Taťána Malá                        | 2018                            | Tschechien             |
| Christine Lambrecht                | 2019–2021                       | Deutschland            |
| Masako Mori                        | 2019–2020                       | Japan                  |
| Judit Varga                        | seit 2019                       | Ungarn                 |
| Alma Zadić                         | 2020–2025                       | Österreich             |
| Helen McEntee                      | seit 2020                       | Irland                 |
| Mária Kolíková                     | seit 2020                       | Slowakei               |
| Monica Mæland                      | 2020–2021                       | Norwegen               |
| Emilie Enger Mehl                  | 2021–2025                       | Norwegen               |
| Pam Bondi                          | seit 2025                       | Vereinigte Staaten     |
| Astri Aas-Hansen                   | seit 2025                       | Norwegen               |
| Anna Sporrer                       | seit 2025                       | Österreich             |
| Stefanie Hubig                     | seit 2025                       | Deutschland            |
| Justizministerin                   | Amtszeit                        | Staat                  |

## Sonstige Ministerinnen

### Deutschland
Zuerst die Zusammenfassung der oberen fünf Listen – darunter folgen alle weiteren Ministerinnen aus Deutschland, und darunter folgen DDR-Ministerinnen (1949–1990):
| Ministerin                         | Amtszeit             | Ministerium für …                    |
| ---------------------------------- | -------------------- | ------------------------------------ |
| Hilde Benjamin                     | 1953–1967            | Justizministerin (DDR)               |
| Uta Nickel                         | 1989–1990            | Finanzministerin (DDR)               |
| Sabine Leutheusser-Schnarrenberger | 1992–1996; 2009–2013 | Justizministerin                     |
| Herta Däubler-Gmelin               | 1998–2002            | Justizministerin                     |
| Brigitte Zypries                   | 2002–2009            | Justizministerin & Verbraucherschutz |
| Ursula von der Leyen               | 2013–2019            | Verteidigungsministerin              |
| Katarina Barley                    | 2018–2019            | Justizministerin                     |
| Christine Lambrecht                | 2019–2021            | Justizministerin & Verbraucherschutz |
| Christine Lambrecht                | 2021–2023            | Verteidigungsministerin              |
| Annalena Baerbock                  | 2021–2025            | Außenministerin                      |
| Nancy Faeser                       | 2021–2025            | Innenministerin                      |
| Stefanie Hubig                     | seit 2025            | Justizministerin & Verbraucherschutz |

| Ministerin                | Amtszeit  | Ministerium für …                                              |
| ------------------------- | --------- | -------------------------------------------------------------- |
| Elisabeth Schwarzhaupt    | 1961–1966 | Gesundheit                                                     |
| Käte Strobel              | 1966–1969 | Gesundheit                                                     |
| Käte Strobel              | 1969–1972 | Familie und Jugend                                             |
| Aenne Brauksiepe          | 1968–1969 | Familie und Jugend                                             |
| Katharina Focke           | 1972–1976 | Jugend, Familie und Gesundheit                                 |
| Antje Huber               | 1976–1982 | Jugend, Familie und Gesundheit                                 |
| Marie Schlei              | 1976–1978 | Wirtschaftliche Zusammenarbeit                                 |
| Anke Fuchs                | 1982      | Jugend, Familie und Gesundheit                                 |
| Dorothee Wilms            | 1982–1987 | Bildung und Wissenschaft                                       |
| Dorothee Wilms            | 1987–1991 | Innerdeutsche Beziehungen                                      |
| Rita Süssmuth             | 1985–1986 | Jugend, Familie und Gesundheit                                 |
| Rita Süssmuth             | 1986–1988 | Jugend, Familie, Frauen und Gesundheit                         |
| Ursula Lehr               | 1988–1991 | Jugend, Familie, Frauen und Gesundheit                         |
| Gerda Hasselfeldt         | 1989–1991 | Raumordnung, Bauwesen und Städtebau                            |
| Gerda Hasselfeldt         | 1991–1992 | Gesundheit                                                     |
| Sabine Bergmann-Pohl      | 1990–1991 | Besondere Aufgaben                                             |
| Hannelore Rönsch          | 1991–1994 | Familie und Senioren                                           |
| Irmgard Schwaetzer        | 1991–1994 | Raumordnung, Bauwesen und Städtebau                            |
| Angela Merkel             | 1991–1994 | Frauen und Jugend                                              |
| Angela Merkel             | 1994–1998 | Umwelt                                                         |
| Claudia Nolte             | 1994–1998 | Familie, Senioren, Frauen und Jugend                           |
| Christine Bergmann        | 1998–2002 | Familie, Senioren, Frauen und Jugend                           |
| Edelgard Bulmahn          | 1998–2005 | Bildung und Forschung                                          |
| Andrea Fischer            | 1998–2001 | Gesundheit                                                     |
| Heidemarie Wieczorek-Zeul | 1998–2009 | Wirtschaftliche Zusammenarbeit und Entwicklung                 |
| Renate Künast             | 2001–2005 | Verbraucherschutz, Ernährung und Landwirtschaft                |
| Renate Schmidt            | 2002–2005 | Familie, Senioren, Frauen und Jugend                           |
| Ulla Schmidt              | 2001–2009 | Gesundheit                                                     |
| Annette Schavan           | 2005–2013 | Bildung und Forschung                                          |
| Ursula von der Leyen      | 2005–2009 | Familie, Senioren, Frauen und Jugend                           |
| Ursula von der Leyen      | 2009–2013 | Arbeit und Soziales                                            |
| Ilse Aigner               | 2008–2013 | Ernährung, Landwirtschaft und Verbraucherschutz                |
| Kristina Schröder         | 2009–2013 | Familie, Senioren, Frauen und Jugend                           |
| Johanna Wanka             | 2013–2018 | Bildung und Forschung                                          |
| Barbara Hendricks         | 2013–2018 | Umwelt, Naturschutz, Bau und Reaktorsicherheit                 |
| Andrea Nahles             | 2013–2017 | Arbeit und Soziales                                            |
| Manuela Schwesig          | 2013–2017 | Familie, Senioren, Frauen und Jugend                           |
| Brigitte Zypries          | 2017–2018 | Wirtschaft und Energie                                         |
| Katarina Barley           | 2017–2018 | Familie, Senioren, Frauen und Jugend                           |
| Katarina Barley           | 2017–2018 | Arbeit und Soziales (kommissarisch)                            |
| Franziska Giffey          | 2018–2021 | Familie, Senioren, Frauen und Jugend                           |
| Anja Karliczek            | 2018–2021 | Bildung und Forschung                                          |
| Julia Klöckner            | 2018–2021 | Ernährung und Landwirtschaft                                   |
| Svenja Schulze            | 2018–2021 | Umwelt, Naturschutz und nukleare Sicherheit                    |
| Svenja Schulze            | 2021–2025 | Wirtschaftliche Zusammenarbeit und Entwicklung                 |
| Christine Lambrecht       | 2021      | Familie, Senioren, Frauen und Jugend (kommissarisch)           |
| Klara Geywitz             | 2021–2025 | Wohnen, Stadtentwicklung und Bauwesen                          |
| Steffi Lemke              | 2021–2025 | Umwelt, Naturschutz, nukleare Sicherheit und Verbraucherschutz |
| Anne Spiegel              | 2021–2022 | Familie, Senioren, Frauen und Jugend                           |
| Bettina Stark-Watzinger   | 2021–2024 | Bildung und Forschung                                          |
| Lisa Paus                 | 2022–2025 | Familie, Senioren, Frauen und Jugend                           |
| Katherina Reiche          | seit 2025 | Wirtschaft und Energie                                         |
| Dorothee Bär              | seit 2025 | Forschung, Technologie und Raumfahrt                           |
| Karin Prien               | seit 2025 | Bildung, Familie, Senioren, Frauen und Jugend                  |
| Bärbel Bas                | seit 2025 | Arbeit und Soziales                                            |
| Nina Warken               | seit 2025 | Gesundheit                                                     |
| Reem Alabali Radovan      | seit 2025 | Wirtschaftliche Zusammenarbeit und Entwicklung                 |
| Verena Hubertz            | seit 2025 | Wohnen, Stadtentwicklung und Bauwesen                          |

#### DDR
| Ministerin         | Amtszeit  | Ministerium für …     |
| ------------------ | --------- | --------------------- |
| Marie Torhorst     | 1947–1950 | Volksbildung          |
| Isolde Oschmann    | 1950–1952 | Volksbildung          |
| Elisabeth Zaisser  | 1952–1954 | Volksbildung          |
| Hilde Benjamin     | 1953–1967 | Justiz                |
| Margot Honecker    | 1963–1989 | Volksbildung          |
| Christa Luft       | 1989–1990 | Wirtschaft            |
| Hannelore Mensch   | 1989–1990 | Arbeit und Löhne      |
| Tatjana Böhm       | 1989–1990 | ohne Geschäftsbereich |
| Sybille Reider     | 1990      | Handel und Tourismus  |
| Regine Hildebrandt | 1990      | Arbeit und Soziales   |
| Christa Schmidt    | 1990      | Familie und Frauen    |
| Cordula Schubert   | 1990      | Jugend und Sport      |

### Österreich
Zuerst die Zusammenfassung der oberen fünf Listen – darunter folgen alle weiteren Ministerinnen aus Österreich:
| Ministerin             | Amtszeit  | Ministerium für …  |
| ---------------------- | --------- | ------------------ |
| Benita Ferrero-Waldner | 2000–2004 | Außenministerin    |
| Karin Kneissl          | 2017–2019 | Außenministerin    |
| Ursula Plassnik        | 2004–2008 | Außenministerin    |
| Maria Fekter           | 2008–2011 | Innenministerin    |
| Johanna Mikl-Leitner   | 2011–2016 | Innenministerin    |
| Liese Prokop           | 2004–2006 | Innenministerin    |
| Maria Fekter           | 2011–2013 | Finanzministerin   |
| Claudia Bandion-Ortner | 2009–2011 | Justizministerin   |
| Maria Berger           | 2007–2008 | Justizministerin   |
| Beatrix Karl           | 2011–2013 | Justizministerin   |
| Klaudia Tanner         | seit 2020 | Landesverteidigung |
| Alma Zadić             | 2020–2025 | Justizministerin   |
| Beate Meinl-Reisinger  | seit 2025 | Außenministerin    |
| Anna Sporrer           | seit 2025 | Justizministerin   |

| Ministerin                | Amtszeit            | Ministerium für …                                                   |
| ------------------------- | ------------------- | ------------------------------------------------------------------- |
| Grete Rehor               | 1966–1970           | Soziales                                                            |
| Hertha Firnberg           | 1970–1983           | Wissenschaft und Forschung                                          |
| Ingrid Leodolter          | 1971–1972           | ohne Portefeuille im Bundeskanzleramt                               |
| Ingrid Leodolter          | 1972–1979           | Gesundheit und Umwelt                                               |
| Elfriede Karl             | 1983–1984           | Familie, Jugend und Konsumentenschutz                               |
| Gertrude Fröhlich-Sandner | 1984–1987           | Familie, Jugend und Konsumentenschutz                               |
| Marilies Flemming         | 1987–1991           | Umwelt, Jugend und Familie                                          |
| Hilde Hawlicek            | 1987–1990           | Unterricht, Kunst und Sport                                         |
| Johanna Dohnal            | 1990–1995           | Frauen                                                              |
| Ruth Feldgrill-Zankel     | 1991–1992           | Umwelt, Jugend und Familie                                          |
| Maria Rauch-Kallat        | 1992–1995           | Umwelt, Jugend und Familie                                          |
| Maria Rauch-Kallat        | 2003–2007           | Gesundheit und Frauen                                               |
| Christa Krammer           | 1994–1997           | Gesundheit und Konsumentenschutz                                    |
| Elisabeth Gehrer          | 1995–2000           | Unterricht und kulturelle Angelegenheiten                           |
| Elisabeth Gehrer          | 2000–2007           | Bildung, Wissenschaft und Kultur                                    |
| Helga Konrad              | 1995–1997           | Frauen                                                              |
| Sonja Moser               | 1995–1996           | Jugend und Familie                                                  |
| Eleonora Hostasch         | 1997–2000           | Arbeit, Gesundheit und Soziales                                     |
| Barbara Prammer           | 1997–2000           | Frauen und Verbraucherschutz                                        |
| Monika Forstinger         | 2000–2002           | Verkehr, Innovation und Technologie                                 |
| Susanne Riess             | 2000–2003           | öffentliche Leistung und Sport                                      |
| Elisabeth Sickl           | 2000                | Soziales                                                            |
| Ursula Haubner            | 2005–2007           | soziale Sicherheit, Generationen und Konsumentenschutz              |
| Doris Bures               | 2007–2008           | Frauen, Medien und öffentlichen Dienst                              |
| Doris Bures               | 2008–2014           | Verkehr, Innovation und Technologie                                 |
| Andrea Kdolsky            | 2007–2008           | Gesundheit, Jugend und Familie                                      |
| Claudia Schmied           | 2007–2013           | Unterricht, Kunst und Kultur                                        |
| Heidrun Silhavy           | 2008                | Frauen, Medien und Regionalpolitik                                  |
| Gabriele Heinisch-Hosek   | 2008–2013           | Frauen und öffentlicher Dienst                                      |
| Gabriele Heinisch-Hosek   | 2013–2016           | Bildung und Frauen                                                  |
| Beatrix Karl              | 2010–2011           | Wissenschaft und Forschung                                          |
| Sophie Karmasin           | 2013–2017           | Familien und Jugend                                                 |
| Sabine Oberhauser         | 2014–2017           | Gesundheit / Gesundheit und Frauen                                  |
| Sonja Hammerschmid        | 2016–2017           | Bildung                                                             |
| Juliane Bogner-Strauß     | 2017–2019           | Frauen, Familie, Jugend                                             |
| Juliane Bogner-Strauß     | 2019                | Frauen, Familie, Jugend, öffentlicher Dienst und Sport              |
| Beate Hartinger-Klein     | 2017–2019           | Arbeit, Soziales, Gesundheit, Konsumentenschutz                     |
| Pamela Rendi-Wagner       | 2017                | Gesundheit und Frauen                                               |
| Margarete Schramböck      | 2017–2019 2020–2022 | Digitalisierung und Wirtschaftsstandort (Wirtschaft)                |
| Valerie Hackl             | 2019                | Verkehr, Innovation und Technologie                                 |
| Elisabeth Köstinger       | 2017–2019           | Nachhaltigkeit und Tourismus, (Landwirtschaft, Umwelt, Energie)     |
| Elisabeth Köstinger       | 2020–2022           | Landwirtschaft, Regionen und Tourismus                              |
| Maria Patek               | 2019–2020           | Nachhaltigkeit und Tourismus                                        |
| Iris Eliisa Rauskala      | 2019–2020           | Bildung, Wissenschaft und Forschung                                 |
| Ines Stilling             | 2019–2020           | Frauen, Familie, Jugend (im Bundeskanzleramt)                       |
| Elisabeth Udolf-Strobl    | 2019–2020           | Digitalisierung und Wirtschaftsstandort                             |
| Brigitte Zarfl            | 2019–2020           | Arbeit, Soziales, Gesundheit und Konsumentenschutz                  |
| Leonore Gewessler         | 2020–2025           | Klimaschutz, Umwelt, Energie, Mobilität, Innovation und Technologie |
| Christine Aschbacher      | 2020–2021           | Arbeit, Familie und Jugend                                          |
| Susanne Raab              | 2020–2025           | Integration und Frauen, ab 2021 zusätzlich Familie und Jugend       |
| Karoline Edtstadler       | 2020–2025           | EU und Verfassung                                                   |
| Korinna Schumann          | seit 2025           | Arbeit, Soziales, Gesundheit, Pflege und Konsumentenschutz          |
| Eva-Maria Holzleitner     | seit 2025           | Frauen, Wissenschaft und Forschung                                  |
| Claudia Plakolm           | seit 2025           | Europa, Integration und Familie                                     |

### Schweiz
Zuerst die Zusammenfassung der oberen fünf Listen – darunter folgen alle weiteren Ministerinnen der Schweiz:
| Ministerin              | Amtszeit  | Ministerium für …       |
| ----------------------- | --------- | ----------------------- |
| Micheline Calmy-Rey     | 2003–2011 | Außenministerin         |
| Ruth Dreifuss           | 1993–2002 | Innenministerin         |
| Eveline Widmer-Schlumpf | 2010–2015 | Finanzministerin        |
| Elisabeth Kopp          | 1984–1989 | Justizministerin        |
| Ruth Metzler-Arnold     | 1999–2003 | Justizministerin        |
| Simonetta Sommaruga     | seit 2010 | Justizministerin        |
| Eveline Widmer-Schlumpf | 2008–2010 | Justizministerin        |
| Viola Amherd            | 2019–2025 | Verteidigungsministerin |
| Karin Keller-Sutter     | seit 2023 | Finanzministerin        |

| Ministerin                | Amtszeit  | Ministerium für …                          |
| ------------------------- | --------- | ------------------------------------------ |
| Doris Leuthard            | 2006–2010 | Volkswirtschaft                            |
| Doris Leuthard            | 2010–2018 | Umwelt, Verkehr, Energie und Kommunikation |
| Karin Keller-Sutter       | 2019–2022 | Justiz und Polizei                         |
| Karin Keller-Sutter       | seit 2023 | Finanzen                                   |
| Elisabeth Baume-Schneider | 2023      | Justiz und Polizei                         |
| Elisabeth Baume-Schneider | seit 2024 | Inneres                                    |

### Albanien
| Ministerin         | Amtszeit  | Ministerium für …                                                     |
| ------------------ | --------- | --------------------------------------------------------------------- |
| Naxhije Dume       | 1948      | Bildung                                                               |
| Tefta Cami         | 1976–1987 | Bildung und Kultur                                                    |
| Themie Thomai      | 1976–1989 | Landwirtschaft                                                        |
| Esma Ulqinaku      | 1982      | Leicht- und Nahrungsmittelindustrie                                   |
| Vito Kapo          | 1982–1990 | Leicht- und Nahrungsmittelindustrie                                   |
| Suzana Panariti    | 1995–1997 | Industrie, Verkehr und Handel                                         |
| Arlinda Keçi       | 1996–1997 | Arbeit und Soziale Fragen                                             |
| Arta Dade          | 1997–1998 | Kultur, Jugend und Sport                                              |
| Arta Dade          | 2001–2002 | Außenministerin                                                       |
| Arta Dade          | 2002–2003 | Kultur, Jugend und Sport                                              |
| Ermelinda Meksi    | 1998–2002 | Wirtschaftliche Zusammenarbeit & Handel / Wirtschaft & Privatisierung |
| Ermelinda Meksi    | 2003      | Stellvertretende Ministerpräsidentin                                  |
| Ermelinda Meksi    | 2003–2005 | Europäische Integration                                               |
| Ingrid Shuli       | 1998–2000 | Öffentliche Arbeiten und Transport                                    |
| Esmerelda Uruci    | 2000–2001 | Kultur, Jugend & Sport                                                |
| Valentina Leskaj   | 2002–2004 | Arbeit und Soziale Fragen                                             |
| Arenca Trashani    | 2005–2007 | Europäische Integration                                               |
| Majlinda Bregu     | 2007–2013 | Europäische Integration                                               |
| Eglantina Gjermeni | 2013–2017 | Städtische Entwicklung                                                |
| Klajda Gjosha      | 2013–2017 | Europäische Integration                                               |
| Mirela Kumbaro     | 2013–2018 | Kultur                                                                |
| Lindita Nikolla    | 2013–2018 | Bildung & Sport / Bildung, Sport und Jugend                           |
| Milva Ekonomi      | 2016–2017 | Wirtschaftsentwicklung, Tourismus, Handel und Unternehmen             |
| Mirela Karabina    | 2017      | Bildung & Sport                                                       |
| Xhulieta Kërtusha  | 2017      | Soziale Wohlfahrt & Jugend                                            |
| Ogerta Manastirliu | seit 2017 | Gesundheit                                                            |
| Ledina Mandija     | 2017      | Stellvertretende Ministerpräsidentin                                  |
| Olta Xhaçka        | 2017      | Soziale Wohlfahrt & Jugend                                            |
| Sonila Qato        | 2017–2018 | Soziale Wohlfahrt & Jugend                                            |
| Belinda Balluku    | seit 2018 | Infrastruktur und Energie                                             |
| Anila Denaj        | seit 2018 | Finanzen, Wirtschaft, Arbeit & Soziale Wohlfahrt                      |
| Elva Margariti     | seit 2018 | Kultur                                                                |
| Besa Shahini       | seit 2018 | Bildung, Sport & Jugend                                               |

### Andorra
| Ministerin               | Amtszeit  | Ministerium für …                                           |
| ------------------------ | --------- | ----------------------------------------------------------- |
| Sílvia Calvó Armengol    | seit 2015 | Umwelt, Landwirtschaft und Nachhaltigkeit                   |
| Maria Rosa Ferrer Obiols | 2015      | Beziehungen zwischen den Institutionen, Soziales und Arbeit |
| Maria Rosa Ferrer Obiols | 2015–2016 | Gesundheit, Soziales und Arbeit                             |
| Olga Gelabert Fàbrega    | 2015–2019 | Kultur, Jugend und Sport                                    |
| Eva Descarrega Garcia    | 2016–2019 | Öffentlicher Dienst und Verwaltungsreform                   |
| Verònica Canals Riba     | seit 2019 | Tourismus                                                   |
| Judith Pallarés Cortés   | seit 2019 | öffentlicher Dienst und Verwaltungsreform                   |
| Sílvia Riva González     | seit 2019 | Kultur und Sport                                            |
| Ester Vilarrubla Escales | seit 2019 | Bildung                                                     |

### Australien
| Ministerin              | Amtszeit  | Ministerium für …                                                                                     |
| ----------------------- | --------- | --- |
| Enid Lyons              | 1949–1951 | Vizepräsident des Executive Council                                                                   |
| Annabelle Rankin        | 1966–1971 | Wohnraum                                                                                              |
| Margaret Guilfoyle      | 1975      | Bildung                                                                                               |
| Margaret Guilfoyle      | 1975–1980 | Soziales                                                                                              |
| Susan Ryan              | 1983–1984 | Bildung und Jugend                                                                                    |
| Susan Ryan              | 1984–1987 | Bildung                                                                                               |
| Susan Ryan              | 1987–1988 | Special Minister of State                                                                             |
| Margaret Reynolds       | 1984–1987 | Kommunale Regierung                                                                                   |
| Ros Kelly               | 1987–1989 | Rüstungsforschung und -personal                                                                       |
| Ros Kelly               | 1989–1990 | Telekommunikation und Luftfahrt                                                                       |
| Ros Kelly               | 1990–1991 | Kultur, Sport, Umwelt, Tourismus und Territorien                                                      |
| Ros Kelly               | 1990–1993 | Kultur, Sport, Umwelt und Territorien                                                                 |
| Ros Kelly               | 1993–1994 | Umwelt, Sport und Territorien                                                                         |
| Wendy Fatin             | 1990–1991 | Kommunale Regierung                                                                                   |
| Wendy Fatin             | 1991–1993 | Kultur und Territorien                                                                                |
| Jeannette McHugh        | 1992–1996 | Verbraucherschutz                                                                                     |
| Rosemary Crowley        | 1993–1996 | Familie                                                                                               |
| Carmen Lawrence         | 1994–1996 | Gesundheit                                                                                            |
| Bronwyn Bishop          | 1996–1998 | Rüstungsforschung und -personal                                                                       |
| Bronwyn Bishop          | 1998–2001 | Senioren                                                                                              |
| Judi Moylan             | 1996–1997 | Familie                                                                                               |
| Judi Moylan             | 1997–1998 | Frauen                                                                                                |
| Jocelyn Newman          | 1996–1998 | Soziales                                                                                              |
| Jocelyn Newman          | 1998–2001 | Familie und Community Services                                                                        |
| Amanda Vanstone         | 1996–1997 | Arbeit, Bildung, Erziehung und Jugend                                                                 |
| Amanda Vanstone         | 1997–1998 | Justiz                                                                                                |
| Amanda Vanstone         | 1998–2001 | Justiz und Zölle                                                                                      |
| Amanda Vanstone         | 2001      | Familie und Community Services                                                                        |
| Amanda Vanstone         | 2001–2003 | Familie, Wohnungsbau und Community Services                                                           |
| Amanda Vanstone         | 2003–2006 | Einwanderung, multikulturelle und indigene Angelegenheiten                                            |
| Amanda Vanstone         | 2006–2007 | Einwanderung und multikulturelle Angelegenheiten                                                      |
| Jackie Kelly            | 1998–2001 | Sport und Tourismus                                                                                   |
| Helen Coonan            | 2001–2004 | Staatseinkünfte                                                                                       |
| Helen Coonan            | 2004–2007 | Kommunikation, Informationstechnologie und Kultur                                                     |
| Kay Patterson           | 2001–2003 | Gesundheit und Alter                                                                                  |
| Kay Patterson           | 2003–2006 | Familie und Community Services                                                                        |
| Danna Vale              | 2001–2004 | Veteranen                                                                                             |
| Julie Bishop            | 2003–2006 | Senioren                                                                                              |
| Julie Bishop            | 2006–2007 | Erziehung, Bildung und Wissenschaft                                                                   |
| Fran Bailey             | 2004      | Arbeitsvermittlung                                                                                    |
| Fran Bailey             | 2004–2007 | Kleinunternehmen und Tourismus                                                                        |
| De-Anne Kelly           | 2004–2006 | Veteranen                                                                                             |
| Sharman Stone           | 2006–2007 | Arbeitsbeteiligung                                                                                    |
| Kate Ellis              | 2007–2009 | Jugend                                                                                                |
| Kate Ellis              | 2007–2010 | Sport                                                                                                 |
| Kate Ellis              | 2009–2010 | frühkindliche Erziehung, Kinderbetreuung und Jugend                                                   |
| Kate Ellis              | 2010–2011 | Stellung der Frau, Erwerbsbeteiligung und Kinderbetreuung                                             |
| Kate Ellis              | 2011–2013 | Erwerbsbeteiligung                                                                                    |
| Kate Ellis              | 2011–2013 | frühkindliche Erziehung und Kinderbetreuung                                                           |
| Kate Ellis              | 2013      | frühkindliche Erziehung, Kinderbetreuung und Jugend                                                   |
| Julia Gillard           | 2007–2010 | Arbeit und Bildung                                                                                    |
| Jenny Macklin           | 2007–2011 | Familie, Wohnungsbau, Community Services und indigene Angelegenheiten                                 |
| Jenny Macklin           | 2011–2013 | Familie, Community Services und indigene Angelegenheiten                                              |
| Tanya Plibersek         | 2007–2010 | Wohnraum                                                                                              |
| Tanya Plibersek         | 2010–2011 | Human Services und soziale Inklusion                                                                  |
| Tanya Plibersek         | 2011–2013 | Gesundheit                                                                                            |
| Tanya Plibersek         | 2013      | Gesundheit und medizinische Forschung                                                                 |
| Nicola Roxon            | 2007–2011 | Gesundheit und Senioren                                                                               |
| Nicola Roxon            | 2011–2013 | Generalstattsanwältin                                                                                 |
| Nicola Roxon            | 2012–2013 | Katastrophenschutz                                                                                    |
| Penny Wong              | 2007–2010 | Klimawandel und Wasser                                                                                |
| Penny Wong              | 2010      | Klimawandel, Energieeffizienz und Wasser                                                              |
| Penny Wong              | 2010–2013 | Finanzen und Deregulierung                                                                            |
| Julie Collins           | 2011–2013 | Beschäftigung von Ureinwohnern und wirtschaftliche Entwicklung, Stellung der Frau, Community Services |
| Julie Collins           | 2013      | Wohnraum und Obdachlosigkeit                                                                          |
| Michaelia Cash          | 2015–2017 | Arbeit und Frauen                                                                                     |
| Michaelia Cash          | 2017–2018 | Arbeitsplätze und Innovation                                                                          |
| Michaelia Cash          | 2018–2019 | Klein- und Familienbetriebe, Qualifikation und Berufsausbildung                                       |
| Michaelia Cash          | seit 2019 | Arbeit, Qualifikation, Klein- und Familienbetriebe                                                    |
| Jacinta Collins         | 2013      | seelische Gesundheit und Senioren                                                                     |
| Catherine King          | 2013      | Regionen, lokale Gemeinschaften, Territorien und Straßensicherheit                                    |
| Sussan Ley              | 2013–2014 | Bildung                                                                                               |
| Sussan Ley              | 2014–2016 | Gesundheit                                                                                            |
| Sussan Ley              | 2014–2017 | Sport                                                                                                 |
| Sussan Ley              | 2015–2016 | Altenpflege                                                                                           |
| Sussan Ley              | 2016–2017 | Gesundheit und Altenpflege                                                                            |
| Sussan Ley              | seit 2019 | Umwelt                                                                                                |
| Marise Payne            | 2013–2015 | Human Services                                                                                        |
| Marise Payne            | seit 2019 | Frauen                                                                                                |
| Fiona Nash              | 2015–2016 | ländliche Gesundheit                                                                                  |
| Fiona Nash              | 2016–2017 | regionale Kommunikation und Entwicklung                                                               |
| Fiona Nash              | 2016–2017 | lokale Regierung und Territorien                                                                      |
| Kelly O’Dwyer           | 2015–2016 | Kleinunternehmen                                                                                      |
| Kelly O’Dwyer           | 2016–2018 | Staatseinkünfte und Finanzdienstleistungen                                                            |
| Kelly O’Dwyer           | 2017–2019 | Frauen                                                                                                |
| Kelly O’Dwyer           | 2018–2019 | Arbeitsplätze und Beziehungen zwischen Arbeitgebern und Gewerkschaften                                |
| Connie Fierravati-Wells | 2016–2018 | Internationale Entwicklung und Pazifik                                                                |
| Bridget McKenzie        | 2017–2018 | ländliche Gesundheit und regionale Kommunikation                                                      |
| Bridget McKenzie        | 2017–2019 | Sport                                                                                                 |
| Bridget McKenzie        | 2018–2019 | regionale Dienstleistungen, lokale Regierung und Dezentralisierung                                    |
| Bridget McKenzie        | 2019–2020 | Landwirtschaft                                                                                        |
| Karen Andrews           | seit 2018 | Industrie, Wissenschaft und Technologie                                                               |
| Melissa Price           | 2018–2019 | Umwelt                                                                                                |
| Melissa Price           | seit 2019 | Rüstungsindustrie                                                                                     |
| Linda Reynolds          | 2019      | Rüstungsindustrie, Katastrophenschutz und Wiederaufbau von Nordqueensland                             |
| Anne Ruston             | seit 2019 | Familie und Soziales                                                                                  |

### Belgien
| Ministerin                     | Amtszeit             | Ministerium für …                                                                      |
| ------------------------------ | -------------------- | -------------------------------------------------------------------------------------- |
| Marguerite De Riemaecker-Legot | 1965–1968            | Familie und Wohnungsbau                                                                |
| Rika De Backer-Van Ocken       | 1974–1979            | Niederländische Kultur und flämische Angelegenheiten                                   |
| Rika De Backer-Van Ocken       | 1979–1980            | Flämische Gemeinschaft                                                                 |
| Cécile Goor-Eyben              | 1980                 | Region Brüssel                                                                         |
| Paula D’Hondt                  | 1988–1989            | öffentliche Arbeiten                                                                   |
| Wivina Demeester               | 1991–1992            | Haushalt und Wissenschaftspolitik                                                      |
| Laurette Onkelinx              | 1992–1993            | Gesundheit, Umwelt und soziale Integration                                             |
| Laurette Onkelinx              | 1999–2003            | Arbeit                                                                                 |
| Laurette Onkelinx              | 2003                 | Arbeit, Mobilität und Transport                                                        |
| Laurette Onkelinx              | 2007–2014            | Soziales und Gesundheit                                                                |
| Mieke Offeciers-Van De Wiele   | 1992–1993            | Haushalt                                                                               |
| Miet Smet                      | 1992–1999            | Beschäftigung und Arbeit                                                               |
| Magda De Galan                 | 1993–1994            | Soziales, Gesundheit und Umwelt                                                        |
| Magda De Galan                 | 1994–1995            | Soziales                                                                               |
| Magda De Galan                 | 1995                 | Soziales, Gesundheit und Umwelt                                                        |
| Magda De Galan                 | 1995–1999            | Soziales                                                                               |
| Magda Aelvoet                  | 1999–2002            | Verbraucherschutz, Gesundheit und Umwelt                                               |
| Isabelle Durant                | 1999–2003            | Mobilität und Transport                                                                |
| Annemie Neyts-Uyttebroeck      | 2001–2003            | Landwirtschaft                                                                         |
| Fientje Moerman                | 2003–2004            | Wirtschaft, Energie, Außenhandel und Wissenschaft                                      |
| Freya Van den Bossche          | 2003–2004            | Umwelt, Verbraucherschutz und nachhaltige Entwicklung                                  |
| Freya Van den Bossche          | 2004–2005            | Arbeit                                                                                 |
| Freya Van den Bossche          | 2005–2007            | Haushalt und Verbraucherschutz                                                         |
| Marie Arena                    | 2003                 | öffentlicher Dienst, soziale Integration und die Politik der Großstädte                |
| Marie Arena                    | 2003–2004            | öffentlicher Dienst, soziale Integration, Politik der Großstädte und Chancengleichheit |
| Marie Arena                    | 2008–2009            | soziale Integration, Pensionen und Großstädte                                          |
| Sabine Laruelle                | 2003–2007            | Mittelstand und Landwirtschaft                                                         |
| Sabine Laruelle                | 2007                 | Mittelstand und Landwirtschaft und Entwicklungszusammenarbeit                          |
| Sabine Laruelle                | 2007–2008            | Wirtschaft, Selbständige und Landwirtschaft                                            |
| Sabine Laruelle                | 2008–2011            | kleine und mittlere Unternehmen, Selbständige, Landwirtschaft und Wissenschaft         |
| Sabine Laruelle                | 2011–2014            | Mittelstand, kleine und mittlere Unternehmen, Selbständige und Landwirtschaft          |
| Inge Vervotte                  | 2007–2008, 2009–2011 | öffentlicher Dienst und öffentliche Unternehmen                                        |
| Annemie Turtelboom             | 2008–2009            | Migration und Asylpolitik                                                              |
| Joëlle Milquet                 | 2008–2011            | Arbeit und Chancengleichheit                                                           |
| Monica De Coninck              | 2011–2014            | Arbeit                                                                                 |
| Jacqueline Galant              | 2014–2016            | Mobilität                                                                              |
| Maggie De Block                | 2014–2020            | Soziales und Gesundheit                                                                |
| Marie-Christine Marghem        | 2014–2020            | Energie, Umwelt und nachhaltige Entwicklung                                            |
| Sophie Wilmès                  | 2015–2019            | Haushalt                                                                               |
| Nathalie Muylle                | 2019–2020            | Arbeit, Wirtschaft und Verbraucher                                                     |
| Petra De Sutter                | seit 2020            | Beamtenangelegenheiten und öffentliche Betriebe                                        |
| Zakia Khattabi                 | seit 2020            | Klima, Umwelt, nachhaltige Entwicklung und Green Deal                                  |
| Meryame Kitir                  | seit 2020            | Entwicklungszusammenarbeit                                                             |
| Karine Lalieux                 | seit 2020            | Renten und gesellschaftliche Integration                                               |
| Tinne Van der Straeten         | seit 2020            | Energie                                                                                |

### Brasilien
| Ministerin                           | Amtszeit       | Ministerium für …                        |
| ------------------------------------ | -------------- | ---------------------------------------- |
| Esther de Figueiredo Ferraz          | 1982–1985      | Bildung und Kultur                       |
| Dorothea Werneck                     | 1989–1990      | Arbeit                                   |
| Dorothea Werneck                     | 1995–1996      | Industrie, Handel und Tourismus          |
| Zélia Cardoso de Mello               | 1990–1991      | Wirtschaft, Finanzen und Planung         |
| Sandra Meira Starling                | 2003 (interim) | Arbeit                                   |
| Yeda Crusius                         | 2003           | Planung                                  |
| Marina Silva                         | 2003–2008      | Umwelt                                   |
| Dilma Rousseff                       | 2003–2005      | Bergbau und Energie                      |
| Dilma Rousseff                       | 2005–2010      | Kabinettschefin                          |
| Marta Suplicy                        | 2007–2008      | Tourismus                                |
| Marta Suplicy                        | 2012–2014      | Kultur                                   |
| Erenice Guerra                       | 2010           | Kabinettschefin                          |
| Izabella Teixeira                    | 2010–2016      | Umwelt                                   |
| Ana de Hollanda                      | 2011–2012      | Kultur                                   |
| Gleisi Hoffmann                      | 2011–2014      | Kabinettschefin                          |
| Miriam Belchior                      | 2011–2015      | Planung, Haushalt und Verwaltung         |
| Tereza Campello                      | 2011–16        | Sozialentwicklung und Kampf gegen Hunger |
| Ana Cristina Wanzeler                | 2014 (interim) | Kultur                                   |
| Kátia Abreu                          | 2015–2016      | Landwirtschaft, Viehzucht und Versorgung |
| Eva Chiavon                          | 2016           | Kabinettschefin                          |
| Emília Maria Silva Ribeiro Curi      | 2016 (interim) | Wissenschaft, Technik und Innovation     |
| Maria Fernanda Ramos Coelho          | 2016 (interim) | Agrarentwicklung                         |
| Damares Alves                        | seit 2019      | Frauen, Familie und Menschenrechte       |
| Tereza Cristina Corrêa da Costa Dias | seit 2019      | Landwirtschaft, Viehzucht und Versorgung |

### Dänemark
| Ministerin                 | Amtszeit             | Ministerium für …                                      |
| -------------------------- | -------------------- | ------------------------------------------------------ |
| Nina Bang                  | 1924–1926            | Bildung                                                |
| Fanny Jensen               | 1947–1950            | ohne Portefeuille                                      |
| Bodil Koch                 | 1950                 | Kirche                                                 |
| Bodil Koch                 | 1953–1966            | Kirche                                                 |
| Bodil Koch                 | 1966–1968            | Kultur                                                 |
| Lis Groes                  | 1953–1957            | Industrie, Handel und Seefahrt                         |
| Camma Larsen-Ledet         | 1966–1968            | Familie                                                |
| Nathalie Lind              | 1968–1971            | Soziales                                               |
| Nathalie Lind              | 1973–1975            | Kultur                                                 |
| Eva Gredal                 | 1971–1973            | Soziales                                               |
| Eva Gredal                 | 1975–1978            | Soziales                                               |
| Dorte Bennedsen            | 1971–1973            | Kirche                                                 |
| Dorte Bennedsen            | 1978–1982            | Bildung                                                |
| Tove Nielsen               | 1973–1975            | Bildung                                                |
| Ritt Bjerregaard           | 1973                 | Bildung                                                |
| Ritt Bjerregaard           | 1975–1978            | Bildung                                                |
| Ritt Bjerregaard           | 1979–1981            | Soziales                                               |
| Lise Østergaard            | 1977–1980            | ohne Portefeuille                                      |
| Lise Østergaard            | 1980–1982            | Kultur und nordische Angelegenheiten                   |
| Tove Lindbo Larsen         | 1981–1982            | Kirche und Grönland                                    |
| Grethe Fenger Møller       | 1982–1986            | Arbeit                                                 |
| Elsebeth Kock-Petersen     | 1982–1984            | Kirche                                                 |
| Elsebeth Kock-Petersen     | 1984–1986            | Soziales                                               |
| Elsebeth Kock-Petersen     | 1988–1989            | Gesundheit                                             |
| Mimi Jakobsen              | 1982–1986            | Kultur                                                 |
| Mimi Jakobsen              | 1986–1987            | Soziales                                               |
| Mimi Jakobsen              | 1987                 | Soziales und Grönland                                  |
| Mimi Jakobsen              | 1987–1988            | Soziales                                               |
| Mimi Jakobsen              | 1993–1994            | Koordination                                           |
| Mimi Jakobsen              | 1994–1996            | Koordination und Industrie                             |
| Mimi Jakobsen              | 1996–1998            | Handel und Industrie                                   |
| Mette Madsen               | 1984–1988            | Kirche                                                 |
| Britta Schall Holberg      | 1986–1987            | Landwirtschaft                                         |
| Agnete Laustsen            | 1987–1988            | Gesundheit                                             |
| Agnete Laustsen            | 1988–1990            | Wohnungen                                              |
| Lone Dybkjær               | 1988–1990            | Umwelt                                                 |
| Aase Olesen                | 1988–1990            | Soziales                                               |
| Ester Larsen               | 1989–1993            | Gesundheit                                             |
| Anne Birgitte Lundholt     | 1989–1990            | Industrie                                              |
| Anne Birgitte Lundholt     | 1990–1993            | Industrie und Energie                                  |
| Grethe Rostbøll            | 1990–1993            | Kultur                                                 |
| Else Winther Andersen      | 1990–1993            | Soziales                                               |
| Helle Degn                 | 1993–1994            | Entwicklungszusammenarbeit                             |
| Jytte Hilden               | 1993–1996            | Kultur                                                 |
| Jytte Hilden               | 1996–1998            | Forschung                                              |
| Jytte Andersen             | 1993–1998            | Arbeit                                                 |
| Jytte Andersen             | 1998–1999            | Bau                                                    |
| Jytte Andersen             | 1999–2000            | Bau und Gleichstellung                                 |
| Marianne Jelved            | 1993–1994            | Wirtschaft                                             |
| Marianne Jelved            | 1994–2001            | Wirtschaft und Nordische Zusammenarbeit                |
| Marianne Jelved            | 2012–2014            | Kultur                                                 |
| Marianne Jelved            | 2014–2015            | Kultur und Kirche                                      |
| Karen Jespersen            | 1993–1994, 1994–2000 | Soziales                                               |
| Karen Jespersen            | 2007–2009            | Wohlfahrt und Gleichstellung                           |
| Bente Juncker              | 1994                 | Soziales                                               |
| Yvonne Herløv Andersen     | 1994                 | Soziales                                               |
| Yvonne Herløv Andersen     | 1994–1996            | Gesundheit                                             |
| Birte Weiss                | 1994–1996            | Kirche                                                 |
| Birte Weiss                | 1996–1998            | Gesundheit                                             |
| Birte Weiss                | 1999–2000            | Forschung                                              |
| Birte Weiss                | 2000–2001            | Informationstechnologie und Forschung                  |
| Pia Gjellerup              | 1998–2000            | Handel und Industrie                                   |
| Sonja Mikkelsen            | 1998–2000            | Verkehr                                                |
| Sonja Mikkelsen            | 2000                 | Gesundheit                                             |
| Elsebeth Gerner Nielsen    | 1998–2001            | Kultur                                                 |
| Margrethe Vestager         | 1999–2000            | Bildung und Kirche                                     |
| Margrethe Vestager         | 2000–2001            | Bildung                                                |
| Margrethe Vestager         | 2011–2014            | Wirtschaft                                             |
| Ritt Bjerregaard           | 2000–2001            | Ernährung                                              |
| Anita Bay Bundegaard       | 2000–2001            | Entwicklungszusammenarbeit                             |
| Lotte Bundsgaard           | 2000–2001            | Bau und Gleichstellung                                 |
| Mariann Fischer Boel       | 2001–2004            | Ernährung, Landwirtschaft und Fischerei                |
| Tove Fergo                 | 2001–2005            | Kirche                                                 |
| Henriette Kjær             | 2001–2004            | Soziales und Gleichstellung                            |
| Henriette Kjær             | 2004–2005            | Familie und Verbraucher                                |
| Ulla Tørnæs                | 2001–2005            | Bildung                                                |
| Ulla Tørnæs                | 2005–2010            | Entwicklungszusammenarbeit                             |
| Ulla Tørnæs                | 2016                 | Bildung und Forschung                                  |
| Ulla Tørnæs                | 2016–2019            | Entwicklungszusammenarbeit                             |
| Eva Kjer Hansen            | 2004–2007            | Soziales und Gleichstellung                            |
| Eva Kjer Hansen            | 2007–2010            | Ernährung, Landwirtschaft und Fischerei                |
| Eva Kjer Hansen            | 2015–2016            | Umwelt und Ernährung                                   |
| Eva Kjer Hansen            | 2018–2019            | Gleichstellung, Fischerei und nordische Zusammenarbeit |
| Connie Hedegaard           | 2004–2005            | Umwelt                                                 |
| Connie Hedegaard           | 2005–2007            | Umwelt und nordische Zusammenarbeit                    |
| Connie Hedegaard           | 2007–2009            | Klima und Energie                                      |
| Connie Hedegaard           | 2009                 | UN-Klimakonferenz                                      |
| Rikke Hvilshøj             | 2005–2007            | Flüchtlinge, Einwanderer und Integration               |
| Carina Christensen         | 2006–2007            | Familie und Verbraucherschutz                          |
| Carina Christensen         | 2007–2008            | Transport                                              |
| Carina Christensen         | 2008–2010            | Kultur                                                 |
| Birthe Rønn Hornbech       | 2007–2011            | Flüchtlinge, Einwanderer, Integration und Kirche       |
| Lene Espersen              | 2008–2010            | Wirtschaft                                             |
| Inger Støjberg             | 2009–2010            | Arbeit und Gleichstellung                              |
| Inger Støjberg             | 2010–2011            | Arbeit                                                 |
| Inger Støjberg             | 2015–2016            | Ausländer, Integration und Wohnung                     |
| Inger Støjberg             | 2016–2019            | Ausländer und Integration                              |
| Lykke Friis                | 2009–2010            | Klima und Energie                                      |
| Lykke Friis                | 2010–2011            | Klima, Energie und Gleichstellung                      |
| Karen Ellemann             | 2009–2010            | Soziales                                               |
| Karen Ellemann             | 2010–2011            | Umwelt und nordische Zusammenarbeit                    |
| Karen Ellemann             | 2016–2017            | Gleichstellung und nordische Zusammenarbeit            |
| Karen Ellemann             | 2017–2018            | Gleichstellung, Fischerei und nordische Zusammenarbeit |
| Benedikte Kiær             | 2010–2011            | Soziales                                               |
| Tina Nedergaard            | 2010–2011            | Bildung                                                |
| Charlotte Sahl-Madsen      | 2010–2011            | Wissenschaft, Technologie und Forschung                |
| Mette Gjerskov             | 2011–2013            | Ernährung, Landwirtschaft und Fischerei                |
| Karen Hækkerup             | 2011–2013            | Soziales und Integration                               |
| Karen Hækkerup             | 2013                 | Ernährung, Landwirtschaft und Fischerei                |
| Ida Auken                  | 2011–2014            | Umwelt                                                 |
| Mette Frederiksen          | 2011–2014            | Arbeit                                                 |
| Astrid Krag                | 2011–2014            | Gesundheit und Prävention                              |
| Astrid Krag                | seit 2019            | Soziales und Inneres                                   |
| Pia Olsen Dyhr             | 2011–2013            | Handel und Investitionen                               |
| Pia Olsen Dyhr             | 2013–2014            | Verkehr                                                |
| Christine Antorini         | 2011–2013            | Kinder und Bildung                                     |
| Christine Antorini         | 2013–2015            | Bildung                                                |
| Annette Vilhelmsen         | 2012–2013            | Industrie und Wachstum                                 |
| Annette Vilhelmsen         | 2013–2014            | Soziales und Integration                               |
| Kirsten Brosbøl            | 2014–2015            | Umwelt                                                 |
| Sofie Carsten Nielsen      | 2014–2015            | Hochschule und Forschung                               |
| Sophie Løhde               | 2015–2016            | Gesundheit und Senioren                                |
| Sophie Løhde               | 2016–2019            | öffentliche Innovation                                 |
| Ellen Trane Nørby          | 2015–2016            | Kinder, Unterricht und Gleichstellung                  |
| Ellen Trane Nørby          | 2016–2019            | Gesundheit                                             |
| Mette Bock                 | 2016–2019            | Kultur und Kirche                                      |
| Thyra Frank                | 2016–2019            | Senioren                                               |
| Mai Mercado                | 2016–2019            | Kinder und Soziales                                    |
| Merete Riisager            | 2016–2019            | Bildung                                                |
| Ane Halsboe-Jørgensen      | seit 2019            | Ausbildung und Forschung                               |
| Joy Mogensen               | seit 2019            | Kultur und Kirche                                      |
| Pernille Rosenkrantz-Theil | seit 2019            | Kinder und Bildung                                     |
| Lea Wermelin               | seit 2019            | Umwelt                                                 |
| Trine Bramsen              | 2022                 | Verkehr                                                |

### Estland
| Ministerin                       | Amtszeit                      | Ministerium für …                          |
| -------------------------------- | ----------------------------- | ------------------------------------------ |
| Siiri Oviir                      | 1990–1992                     | Sozialfürsorge                             |
| Siiri Oviir                      | 1995, 2002–2003               | Soziales                                   |
| Klara Hallik                     | 1992                          | ohne Portfolio                             |
| Liia Hänni                       | 1992–1995                     | Reformen                                   |
| Marju Lauristin                  | 1992–1994                     | Soziales                                   |
| Liina Tõnisson                   | 1995                          | Wirtschaft                                 |
| Liina Tõnisson                   | 2002–2003                     | Wirtschaft und Kommunikation               |
| Tiiu Aro                         | 1996–1999                     | Soziales                                   |
| Andra Veidemann                  | 1996–1999                     | ohne Portfolio                             |
| Signe Kivi                       | 1999–2002                     | Kultur                                     |
| Katrin Saks                      | 1999–2002                     | Bevölkerung                                |
| Mailis Reps bis 2003 Mailis Rand | 2002–2003 2005–2007 seit 2016 | Bildung und Forschung                      |
| Ester Tuiksoo                    | 2004–2007                     | Landwirtschaft                             |
| Laine Jänes                      | 2007–2011                     | Kultur                                     |
| Maret Maripuu                    | 2007–2009                     | Soziales                                   |
| Urve Palo                        | 2007–2009                     | Bevölkerung                                |
| Urve Palo                        | 2014                          | Wirtschaft und Kommunikation               |
| Urve Palo                        | 2014–2015                     | Wirtschaft und Infrastruktur               |
| Urve Palo                        | 2015                          | Unternehmertum                             |
| Urve Palo                        | 2016–2018                     | Unternehmertum und Informationstechnologie |
| Keit Pentus-Rosimannus           | 2011–2014                     | Umwelt                                     |
| Urve Tiidus                      | 2013–2015                     | Kultur                                     |
| Helmen Kütt                      | 2014–2015                     | Soziales                                   |
| Anne Sulling                     | 2014–2015                     | Außenhandel und Unternehmertum             |
| Liisa Oviir                      | 2015–2016                     | Unternehmertum                             |
| Kaia Iva                         | 2016–2019                     | Soziales                                   |
| Maris Lauri                      | 2016                          | Bildung und Wissenschaft                   |
| Kadri Simson                     | 2016–2019                     | Wirtschaft und Infrastruktur               |
| Riina Sikkut                     | 2018–2019                     | Gesundheit und Arbeit                      |
| Kert Kingo                       | 2019                          | Außenhandel und Informationstechnologie    |
| Riina Solman                     | seit 2019                     | Bevölkerung                                |

### Finnland
| Ministerin                | Amtszeit                                              | Ministerium für …                                 |
| ------------------------- | ----------------------------------------------------- | ------------------------------------------------- |
| Miina Sillanpää           | 1926–1927                                             | ohne Portefeuille                                 |
| Hertta Kuusinen           | 1948                                                  | ohne Portefeuille                                 |
| Tyyne Leivo-Larsson       |                                                       |                                                   |
| 1948–1950                 | Soziales (beigeordnete Ministerin)                    |                                                   |
| 1949                      | Soziales (kommissarisch)                              |                                                   |
| 1954                      | Soziales                                              |                                                   |
| 1954–1957                 | Soziales (beigeordnete Ministerin)                    |                                                   |
| 1957                      | Soziales                                              |                                                   |
| 1958                      | Soziales und Stellvertreterin des Ministerpräsidenten |                                                   |
| Vieno Simonen             | 1953                                                  | Soziales (beigeordnete Ministerin)                |
| Vieno Simonen             | 1954                                                  | Soziales (beigeordnete Ministerin)                |
| Vieno Simonen             | 1956–1957                                             | Landwirtschaft (beigeordnete Ministerin)          |
| Vieno Simonen             | 1959–1962                                             | Soziales                                          |
| Irma Karvikko             | 1953–1954                                             | Soziales (beigeordnete Ministerin)                |
| Irma Karvikko             | 1957                                                  | Soziales                                          |
| Kerttu Saalasti           | 1954–1956                                             | Bildung                                           |
| Kerttu Saalasti           | 1957                                                  | Bildung                                           |
| Aino Malkamäki            | 1957                                                  | Soziales                                          |
| Armi Hosia                | 1962–1963                                             | Bildung                                           |
| Kyllikki Pohjala          | 1962–1963                                             | Soziales (beigeordnete Ministerin)                |
| Kyllikki Pohjala          | 1963                                                  | Soziales                                          |
| Marja Lahti               | 1964–1966                                             | Landwirtschaft (beigeordnete Ministerin)          |
| Anna-Liisa Tiekso         | 1968–1970                                             | Soziales                                          |
| Anna-Liisa Tiekso         | 1970–1971                                             | Soziales und Gesundheit                           |
| Margit Eskman             | 1970                                                  | Büro des Ministerpräsidenten                      |
| Margit Eskman             | 1972                                                  | Finanzen (beigeordnete Ministerin)                |
| Alli Lahtinen             | 1970                                                  | Soziales und Gesundheit (beigeordnete Ministerin) |
| Alli Lahtinen             | 1971–1972                                             | Soziales und Gesundheit                           |
| Alli Lahtinen             | 1975                                                  | Soziales und Gesundheit                           |
| Katri-Helena Eskelinen    | 1970–1971                                             | Soziales und Gesundheit (beigeordnete Ministerin) |
| Katri-Helena Eskelinen    | 1979–1982                                             | Soziales und Gesundheit (beigeordnete Ministerin) |
| Meeri Kalavainen          | 1970–1971                                             | Bildung (beigeordnete Ministerin)                 |
| Seija Karkinen            | 1972                                                  | Finanzen (beigeordnete Ministerin)                |
| Seija Karkinen            | 1972–1975                                             | Soziales und Gesundheit                           |
| Marjatta Väänänen         | 1972–1975                                             | Bildung (beigeordnete Ministerin)                 |
| Marjatta Väänänen         | 1976–1977                                             | Bildung                                           |
| Marjatta Väänänen         | 1982–1983                                             | Bildung (beigeordnete Ministerin)                 |
| Irma Toivanen             | 1975–1977                                             | Soziales und Gesundheit                           |
| Pirkko Työläjärvi         | 1975–1976                                             | Soziales und Gesundheit (beigeordnete Ministerin) |
| Pirkko Työläjärvi         | 1977–1979                                             | Soziales und Gesundheit                           |
| Pirkko Työläjärvi         | 1979–1981                                             | Finanzen (beigeordnete Ministerin)                |
| Pirkko Työläjärvi         | 1981–1982                                             | Handel und Industrie                              |
| Orvokki Kangas            | 1976–1977                                             | Soziales und Gesundheit (beigeordnete Ministerin) |
| Sinikka Luja-Penttilä     | 1979–1982                                             | Soziales und Gesundheit                           |
| Kaarina Suonio            | 1982                                                  | Bildung (beigeordnete Ministerin)                 |
| Kaarina Suonio            | 1982–1986                                             | Bildung                                           |
| Vappu Taipale             | 1982–1983                                             | Soziales und Gesundheit                           |
| Vappu Taipale             | 1983–1984                                             | Soziales und Gesundheit (beigeordnete Ministerin) |
| Eeva Kuuskoski            | 1983–1987                                             | Soziales und Gesundheit                           |
| Eeva Kuuskoski            | 1991–1992                                             | Soziales und Gesundheit                           |
| Pirjo Ala-Kapee           | 1986–1987                                             | Bildung                                           |
| Tarja Halonen             | 1987–1990                                             | Soziales und Gesundheit (beigeordnete Ministerin) |
| Anna-Liisa Kasurinen      | 1987–1990                                             | Bildung (beigeordnete Ministerin)                 |
| Anna-Liisa Kasurinen      | 1990–1991                                             | Bildung (beigeordnete Ministerin)                 |
| Anna-Liisa Kasurinen      | 1990–1991                                             | Transport (beigeordnete Ministerin)               |
| Helena Pesola             | 1987–1989                                             | Soziales und Gesundheit                           |
| Ulla Puolanne             | 1987–1991                                             | Finanzen (beigeordnete Ministerin)                |
| Tuulikki Hämäläinen       | 1990–1991                                             | Soziales und Gesundheit (beigeordnete Ministerin) |
| Tytti Isohookana-Asunmaa  | 1991–1995                                             | Bildung (beigeordnete Ministerin)                 |
| Sirpa Pietikäinen         | 1991–1995                                             | Umwelt                                            |
| Hannele Pokka             | 1991                                                  | Soziales und Gesundheit (beigeordnete Ministerin) |
| Elisabeth Rehn            | 1991–1995                                             | Soziales und Gesundheit (beigeordnete Ministerin) |
| Pirjo Rusanen             | 1991–1995                                             | Umwelt (beigeordnete Ministerin)                  |
| Riitta Uosukainen         | 1991–1994                                             | Bildung                                           |
| Arja Alho                 | 1995–1997                                             | Finanzen (beigeordnete Ministerin)                |
| Arja Alho                 | 1995–1997                                             | Soziales und Gesundheit (beigeordnete Ministerin) |
| Terttu Huttu-Juntunen     | 1995–1999                                             | Arbeit (beigeordnete Ministerin)                  |
| Terttu Huttu-Juntunen     | 1995–1999                                             | Soziales und Gesundheit (beigeordnete Ministerin) |
| Liisa Jaakonsaari         | 1995–1999                                             | Arbeit                                            |
| Tuula Linnainmaa          | 1995–1997                                             | Transport                                         |
| Sinikka Mönkäre           | 1995–1999                                             | Umwelt (beigeordnete Ministerin)                  |
| Sinikka Mönkäre           | 1995–1999                                             | Soziales und Gesundheit                           |
| Sinikka Mönkäre           | 1999–2000                                             | Arbeit                                            |
| Sinikka Mönkäre           | 2000–2003                                             | Handel und Industrie                              |
| Sinikka Mönkäre           | 2003–2005                                             | Soziales und Gesundheit                           |
| Anneli Taina              | 1995                                                  | Umwelt (beigeordnete Ministerin)                  |
| Suvi-Anne Siimes          | 1998–1999                                             | Bildung (beigeordnete Ministerin)                 |
| Suvi-Anne Siimes          | 1999–2003                                             | Umwelt (beigeordnete Ministerin)                  |
| Suvi-Anne Siimes          | 1999–2003                                             | Finanzen (beigeordnete Ministerin)                |
| Eva Biaudet               | 1999–2000                                             | Gesundheit und Sozialleistungen                   |
| Eva Biaudet               | 2002–2003                                             | Gesundheit und Sozialleistungen                   |
| Satu Hassi                | 1999–2002                                             | Umwelt                                            |
| Satu Hassi                | 1999–2002                                             | Äußeres (beigeordnete Ministerin)                 |
| Suvi Lindén               | 1999–2002                                             | Kultur                                            |
| Suvi Lindén               | 1999–2002                                             | Kommunikation                                     |
| Suvi Lindén               | 2007–2011                                             | Kommunikation                                     |
| Maija Perho               | 1999–2003                                             | Soziales und Gesundheit                           |
| Maija Rask                | 1999–2003                                             | Bildung                                           |
| Tarja Filatov             | 2000–2007                                             | Arbeit                                            |
| Kaarina Dromberg          | 2002–2003                                             | Kultur                                            |
| Tuula Haatainen           | 2003–2005                                             | Bildung                                           |
| Tuula Haatainen           | 2005–2007                                             | Soziales und Gesundheit                           |
| Tuula Haatainen           | seit 2019                                             | Arbeit                                            |
| Liisa Hyssälä             | 2003–2007                                             | Gesundheit und Sozialleistungen                   |
| Liisa Hyssälä             | 2007–2008                                             | Arbeit (beigeordnete Ministerin)                  |
| Liisa Hyssälä             | 2007–2010                                             | Soziales und Gesundheit                           |
| Tanja Karpela             | 2003–2007                                             | Kultur                                            |
| Paula Lehtomäki           | 2003                                                  | Handel und Industrie                              |
| Paula Lehtomäki           | 2003–2005                                             | Außenhandel und Entwicklung                       |
| Paula Lehtomäki           | 2006–2007                                             | Außenhandel und Entwicklung                       |
| Paula Lehtomäki           | 2007                                                  | Umwelt                                            |
| Paula Lehtomäki           | 2008–2011                                             | Umwelt                                            |
| Leena Luhtanen            | 2003–2005                                             | Transport und Kommunikation                       |
| Ulla-Maj Wideroos         | 2003–2007                                             | Finanzen (beigeordnete Ministerin)                |
| Susanna Huovinen          | 2005–2007                                             | Transport und Kommunikation                       |
| Susanna Huovinen          | 2013–2015                                             | Gesundheit und Sozialleistungen                   |
| Mari Kiviniemi            | 2005–2006                                             | Außenhandel und Entwicklung                       |
| Mari Kiviniemi            | 2007–2008                                             | Inneres (beigeordnete Ministerin)                 |
| Mari Kiviniemi            | 2007–2010                                             | Öffentliche Verwaltung und Kommunen               |
| Sirkka-Liisa Anttila      | 2007–2011                                             | Landwirtschaft und Forsten                        |
| Tarja Cronberg            | 2007–2009                                             | Arbeit                                            |
| Paula Risikko             | 2007–2008                                             | Umwelt (beigeordnete Ministerin)                  |
| Paula Risikko             | 2007–2011                                             | Gesundheit und Sozialleistungen                   |
| Paula Risikko             | 2011–2014                                             | Soziales und Gesundheit                           |
| Paula Risikko             | 2014–2015                                             | Transport und Kommunen                            |
| Sari Sarkomaa             | 2007–2008                                             | Bildung                                           |
| Astrid Thors              | 2007–2008                                             | Arbeit (beigeordnete Ministerin)                  |
| Astrid Thors              | 2007–2011                                             | Justiz (beigeordnete Ministerin)                  |
| Astrid Thors              | 2007–2011                                             | Migration und Europa                              |
| Anu Vehviläinen           | 2007–2011                                             | Transport                                         |
| Anu Vehviläinen           | 2015–2019                                             | Kommunen und öffentliche Reformen                 |
| Anu Vehviläinen           | 2019                                                  | Kommunen und Verkehr                              |
| Henna Virkkunen           | 2008–2011                                             | Bildung                                           |
| Henna Virkkunen           | 2011–2014                                             | Öffentliche Verwaltung und Kommunen               |
| Henna Virkkunen           | 2014                                                  | Transport und Kommunen                            |
| Anni Sinnemäki            | 2009–2011                                             | Arbeit                                            |
| Maria Guzenina-Richardson | 2011–2013                                             | Gesundheit und Sozialleistungen                   |
| Heidi Hautala             | 2011–2013                                             | Internationale Entwicklung                        |
| Krista Kiuru              | 2011–2013                                             | Wohnen und Kommunikation                          |
| Krista Kiuru              | 2013–2014                                             | Bildung                                           |
| Krista Kiuru              | 2014–2015                                             | Bildung und Kommunikation                         |
| Krista Kiuru              | seit 2019                                             | Familien und soziale Dienste                      |
| Merja Kyllönen            | 2011–2014                                             | Transport                                         |
| Pia Viitanen              | 2013–2014                                             | Wohnen und Kommunikation                          |
| Pia Viitanen              | 2014–2015                                             | Kultur und Wohnen                                 |
| Sanni Grahn-Laasonen      | 2014–2015                                             | Umwelt                                            |
| Sanni Grahn-Laasonen      | 2015–2017                                             | Bildung und Kultur                                |
| Sanni Grahn-Laasonen      | 2017–2019                                             | Bildung                                           |
| Sirpa Paatero             | 2014–2015                                             | Internationale Entwicklung                        |
| Sirpa Paatero             | seit 2019                                             | Kommunen und Verwaltungsreformen                  |
| Laura Räty                | 2014–2015                                             | Soziales und Gesundheit                           |
| Lenita Toivakka           | 2014–2015                                             | Europa und Außenhandel                            |
| Lenita Toivakka           | 2015–2016                                             | Außenhandel und Entwicklung                       |
| Anne-Catherine Berner     | 2015–2019                                             | Transport und Kommunikation                       |
| Hanna Mäntylä             | 2015–2016                                             | Soziales und Gesundheit                           |
| Pirkko Mattila            | 2016–2019                                             | Soziales und Gesundheit                           |
| Annika Saarikko           | 2017–2019                                             | Familie und Sozialleistungen                      |
| Annika Saarikko           | 2019, seit 2020                                       | Kultur und Wissenschaft                           |
| Anne-Mari Virolainen      | 2018–2019                                             | Außenhandel und Entwicklung                       |
| Li Andersson              | seit 2019                                             | Bildung                                           |
| Hanna Kosonen             | 2019–2020                                             | Wissenschaft und Kultur                           |
| Katri Kulmuni             | 2019                                                  | Wirtschaft                                        |
| Sanna Marin               | 2019                                                  | Verkehr und Kommunikation                         |
| Krista Mikkonen           | seit 2019                                             | Umwelt und Klimaschutz                            |
| Aino-Kaisa Pekonen        | seit 2019                                             | Soziales und Gesundheit                           |
| Tytti Tuppurainen         | seit 2019                                             | Europa                                            |

### Frankreich
| Ministerin                 | Amtszeit  | Ministerium für …                                           |
| -------------------------- | --------- | ----------------------------------------------------------- |
| Germaine Poinso-Chapuis    | 1947–1948 | Gesundheit                                                  |
| Simone Veil                | 1974–1979 | Gesundheit                                                  |
| Simone Veil                | 1993–1995 | Soziales und Gesundheit                                     |
| Alice Saunier-Seïté        | 1977–1981 | Universitäten                                               |
| Nicole Questiaux           | 1981–1982 | nationale Solidarität                                       |
| Catherine Lalumière        | 1981–1983 | Verbraucher                                                 |
| Édith Cresson              | 1981–1983 | Landwirtschaft                                              |
| Édith Cresson              | 1983–1984 | Außenhandel und Tourismus                                   |
| Édith Cresson              | 1984–1986 | industrielle Weiterentwicklung und Außenhandel              |
| Édith Cresson              | 1988–1990 | Europa                                                      |
| Huguette Bouchardeau       | 1984–1986 | Umwelt                                                      |
| Georgina Dufoix            | 1984–1986 | Soziales und nationale Solidarität                          |
| Edwige Avice               | 1991–1992 | Kooperation und Entwicklung                                 |
| Frédérique Bredin          | 1991–1993 | Jugend und Sport                                            |
| Martine Aubry              | 1991–1993 | Arbeit, Beschäftigung und berufliche Bildung                |
| Martine Aubry              | 1997–2000 | Beschäftigung und Solidarität                               |
| Ségolène Royal             | 1992–1993 | Umwelt                                                      |
| Ségolène Royal             | 2014–2017 | Umwelt, nachhaltige Entwicklung und Energie                 |
| Michèle Alliot-Marie       | 1993–1995 | Jugend und Sport                                            |
| Colette Codaccioni         | 1995      | Solidarität zwischen den Generationen                       |
| Élisabeth Hubert           | 1995      | Gesundheit und Krankenversicherung                          |
| Françoise de Panafieu      | 1995      | Tourismus                                                   |
| Corinne Lepage             | 1995–1997 | Umwelt                                                      |
| Catherine Trautmann        | 1997–2000 | Kultur und Kommunikation                                    |
| Dominique Voynet           | 1997–2001 | Raumordnung und Umwelt                                      |
| Marie-George Buffet        | 1997–2002 | Jugend und Sport                                            |
| Élisabeth Guigou           | 2000–2002 | Arbeit                                                      |
| Catherine Tasca            | 2000–2002 | Kultur und Kommunikation                                    |
| Roselyne Bachelot          | 2002–2004 | Umwelt und nachhaltige Entwicklung                          |
| Roselyne Bachelot          | 2007–2010 | Jugend, Gesundheit und Sport                                |
| Roselyne Bachelot          | 2010–2012 | Solidarität und sozialen Zusammenhalt                       |
| Roselyne Bachelot          | seit 2020 | Kultur                                                      |
| Brigitte Girardin          | 2002–2005 | Überseegebiete                                              |
| Marie-Josée Roig           | 2004      | Familie und Kinder                                          |
| Nicole Ameline             | 2004–2005 | Gleichstellung                                              |
| Nelly Olin                 | 2005–2007 | Umwelt und nachhaltige Entwicklung                          |
| Christine Lagarde          | 2007      | Landwirtschaft und Fischerei                                |
| Christine Albanel          | 2007–2009 | Kultur und Kommunikation                                    |
| Christine Boutin           | 2007–2009 | Wohnungs- und Städtebau                                     |
| Valérie Pécresse           | 2007–2011 | Hochschulwesen und Forschung                                |
| Valérie Pécresse           | 2011–2012 | Haushalt                                                    |
| Chantal Jouanno            | 2010–2011 | Sport                                                       |
| Nathalie Kosciusko-Morizet | 2010–2012 | Umwelt                                                      |
| Delphine Batho             | 2012–2013 | Umwelt                                                      |
| Nicole Bricq               | 2012–2014 | Außenhandel                                                 |
| Cécile Duflot              | 2012–2014 | sozialer Wohnungsbau                                        |
| Aurélie Filippetti         | 2012–2014 | Kultur und Kommunikation                                    |
| Geneviève Fioraso          | 2012–2014 | Hochschulen und Forschung                                   |
| Valérie Fourneyron         | 2012–2014 | Ministerin für Sport, Jugend, Volksbildung und Vereinswesen |
| Marylise Lebranchu         | 2012–2016 | Dezentralisierung und den öffentlichen Dienst               |
| Sylvia Pinel               | 2012–2014 | Handwerk, Handel und Tourismus                              |
| Sylvia Pinel               | 2014–2016 | Wohnen und Regionalentwicklung                              |
| Marisol Touraine           | 2012–2014 | Soziales und Gesundheit                                     |
| Marisol Touraine           | 2014–2017 | Soziales, Gesundheit und Frauenrechte                       |
| Najat Vallaud-Belkacem     | 2012–2014 | Frauenrechte                                                |
| Najat Vallaud-Belkacem     | 2014–2017 | Bildung, Hochschulen und Forschung                          |
| George Pau-Langevin        | 2014–2016 | Überseegebiete                                              |
| Fleur Pellerin             | 2014–2016 | Kultur und Kommunikation                                    |
| Myriam El Khomri           | 2015–2017 | Arbeit, Beschäftigung und sozialen Dialog                   |
| Annick Girardin            | 2016–2017 | öffentliche Verwaltung                                      |
| Annick Girardin            | 2017–2020 | Überseegebiete                                              |
| Annick Girardin            | seit 2020 | Meeresangelegenheiten                                       |
| Audrey Azoulay             | 2016–2017 | Kultur und Kommunikation                                    |
| Ericka Bareigts            | 2016–2017 | Überseegebiete                                              |
| Emmanuelle Cosse           | 2016–2017 | Wohnen                                                      |
| Laurence Rossignol         | 2016–2017 | Familie, Jugend und Frauenrechte                            |
| Agnès Buzyn                | 2017–2020 | Solidarität und Gesundheit                                  |
| Laura Flessel-Colovic      | 2017–2018 | Sport                                                       |
| Françoise Nyssen           | 2017–2018 | Kultur                                                      |
| Muriel Pénicaud            | 2017–2020 | Arbeit                                                      |
| Frédérique Vidal           | seit 2017 | Hochschulbildung, Forschung und Innovation                  |
| Jacqueline Gourault        | seit 2018 | Territorialen Zusammenhalt                                  |
| Roxana Maracineanu         | 2018–2020 | Sport                                                       |
| Élisabeth Borne            | 2019–2020 | Umwelt                                                      |
| Élisabeth Borne            | seit 2020 | Arbeit                                                      |
| Amélie de Montchalin       | seit 2020 | Transformation und den öffentlichen Dienst                  |
| Barbara Pompili            | seit 2020 | Umwelt                                                      |

### Irland
| Ministerin             | Amtszeit            | Ministerium für …                                                             |
| ---------------------- | ------------------- | ----------------------------------------------------------------------------- |
| Constance Markiewicz   | 1919–1921           | Arbeit                                                                        |
| Máire Geoghegan-Quinn  | 1979–1981           | Gaeltacht                                                                     |
| Máire Geoghegan-Quinn  | 1992–1993           | Tourismus, Verkehr und Kommunikation                                          |
| Máire Geoghegan-Quinn  | 1994                | Gleichstellung und Justizreform                                               |
| Eileen Desmond         | 1981–1982           | Gesundheit und Soziales                                                       |
| Gemma Hussey           | 1982–1986           | Bildung                                                                       |
| Gemma Hussey           | 1986–1987           | Soziales                                                                      |
| Gemma Hussey           | 1987                | Soziales und Arbeit                                                           |
| Mary O’Rourke          | 1987–1991           | Bildung                                                                       |
| Mary O’Rourke          | 1991–1992           | Gesundheit                                                                    |
| Mary O’Rourke          | 1997                | Verkehr, Energie und Kommunikation                                            |
| Mary O’Rourke          | 1997–2002           | öffentliche Unternehmen                                                       |
| Niamh Bhreathnach      | 1993–1994 1994–1997 | Bildung                                                                       |
| Síle de Valera         | 1997                | Kunst, Kultur und Gaeltacht                                                   |
| Síle de Valera         | 1997–2002           | Kunst, nationales Erbe, Gaeltacht & die Inseln                                |
| Mary Harney            | 1997                | Wirtschaft und Arbeit                                                         |
| Mary Harney            | 1997–2002           | Wirtschaft, Handel und Arbeit                                                 |
| Mary Harney            | 2002–2004           | Wirtschaft und Arbeit                                                         |
| Mary Harney            | 2004–2011           | Gesundheit und Kinder                                                         |
| Mary Coughlan          | 2002                | Soziales, Gemeinschaft und Familien                                           |
| Mary Coughlan          | 2002–2004           | Soziales und Familien                                                         |
| Mary Coughlan          | 2004–2007           | Landwirtschaft und Ernährung                                                  |
| Mary Coughlan          | 2007–2008           | Landwirtschaft, Fischerei und Ernährung                                       |
| Mary Coughlan          | 2008–2010           | Wirtschaft, Handel und Arbeit                                                 |
| Mary Coughlan          | 2010–2011           | Bildung und Weiterbildung                                                     |
| Mary Coughlan          | 2011                | Gesundheit und Kinder                                                         |
| Mary Hanafin           | 2004–2008           | Bildung und Wissenschaft                                                      |
| Mary Hanafin           | 2008–2010           | Soziales und Familien                                                         |
| Mary Hanafin           | 2010–2011           | Tourismus, Kultur und Sport                                                   |
| Mary Hanafin           | 2010–2011           | Wirtschaft, Handel und Innovation                                             |
| Joan Burton            | 2011–2016           | Soziales                                                                      |
| Frances Fitzgerald     | 2011                | Gemeinschaft, Gleichstellung und Gaeltacht                                    |
| Frances Fitzgerald     | 2011–2014           | Kinder und Jugend                                                             |
| Frances Fitzgerald     | 2017                | Wirtschaft, Gewerbe und Innovation                                            |
| Heather Humphreys      | 2014–2016           | Kunst, nationales Erbe und Gaeltacht                                          |
| Heather Humphreys      | 2016–2017           | Kunst, nationales Erbe, regionale und ländliche Angelegenheiten und Gaeltacht |
| Heather Humphreys      | 2017                | Kunst, nationales Erbe und Gaeltacht                                          |
| Heather Humphreys      | 2017–2020           | Handel, Gewerbe und Innovation                                                |
| Heather Humphreys      | seit 2020           | Soziales                                                                      |
| Jan O’Sullivan         | 2014–2016           | Bildung und Weiterbildung                                                     |
| Mary Mitchell O’Connor | 2016–2017           | Arbeit, Unternehmen und Innovation                                            |
| Katherine Zappone      | 2016–2020           | Kinder und Jugend                                                             |
| Regina Doherty         | 2017–2020           | Arbeit und Soziales                                                           |
| Josepha Madigan        | 2017–2020           | Kultur, nationales Erbe und Gaeltacht                                         |
| Norma Foley            | seit 2020           | Bildung                                                                       |
| Catherine Martin       | seit 2020           | Medien, Tourismus, Kunst, Kultur und die Gaeltacht                            |

### Island
| Ministerin                     | Amtszeit  | Ministerium für …                   |
| ------------------------------ | --------- | ----------------------------------- |
| Jóhanna Sigurðardóttir         | 1987–1994 | Soziales                            |
| Jóhanna Sigurðardóttir         | 2007–2009 | Soziales                            |
| Rannveig Guðmundsdóttir        | 1994–1995 | Soziales                            |
| Siv Friðleifsdóttir            | 1999–2004 | Umwelt und Nordische Zusammenarbeit |
| Siv Friðleifsdóttir            | 2006–2007 | Gesundheit und Sozialversicherung   |
| Valgerður Sverrisdóttir        | 1999–2006 | Industrie und Handel                |
| Valgerður Sverrisdóttir        | 2004–2005 | Nordische Zusammenarbeit            |
| Valgerður Sverrisdóttir        | 2006–2007 | Außen                               |
| Þorgerður Katrín Gunnarsdóttir | 2004–2009 | Erziehung, Wissenschaft und Kultur  |
| Þorgerður Katrín Gunnarsdóttir | 2017      | Fischerei und Landwirtschaft        |
| Jónína Bjartmarz               | 2006–2007 | Umwelt                              |
| Þórunn Sveinbjarnardóttir      | 2007–2009 | Umwelt                              |
| Ásta Ragnheiður Jóhannesdóttir | 2009      | Soziales                            |
| Kolbrún Halldórsdóttir         | 2009      | Umwelt                              |
| Katrín Jakobsdóttir            | 2009–2012 | Erziehung, Wissenschaft und Kultur  |
| Katrín Jakobsdóttir            | 2012–2013 | Finanzen und Wirtschaft             |
| Svandís Svavarsdóttir          | 2009–2013 | Umwelt                              |
| Svandís Svavarsdóttir          | seit 2017 | Gesundheit                          |
| Ragnheiður Elín Árnadóttir     | 2013–2017 | Industrie und Handel                |
| Eygló Harðardóttir             | 2013–2017 | Soziales und Wohnen                 |
| Sigrún Magnúsdóttir            | 2014–2017 | Umwelt                              |
| Þórdís Kolbrún R. Gylfadóttir  | seit 2017 | Tourismus, Industrie und Innovation |
| Björt Ólafsdóttir              | 2017      | Umwelt                              |
| Lilja Dögg Alfreðsdóttir       | seit 2017 | Bildung und Kultur                  |

### Italien
| Ministerin                 | Amtszeit  | Ministerium für …                               |
| -------------------------- | --------- | ----------------------------------------------- |
| Tina Anselmi               | 1976–1978 | Arbeit und Sozialversicherung                   |
| Tina Anselmi               | 1978–1979 | Gesundheit                                      |
| Franca Falcucci            | 1982–1987 | Bildung                                         |
| Rosa Russo Iervolino       | 1987–1992 | Soziales                                        |
| Rosa Russo Iervolino       | 1992–1994 | Bildung                                         |
| Vincenza Bono Parrino      | 1988–1989 | Kultur                                          |
| Margherita Boniver         | 1991–1992 | Auslandsitaliener und Einwanderung              |
| Margherita Boniver         | 1992–1993 | Tourismus                                       |
| Mariapia Garavaglia        | 1993–1994 | Gesundheit                                      |
| Fernanda Contri            | 1993–1994 | Soziales                                        |
| Adriana Poli Bortone       | 1994–1995 | Land- und Forstwirtschaft                       |
| Rosy Bindi                 | 1996–2000 | Gesundheit                                      |
| Rosy Bindi                 | 2006–2008 | Familie                                         |
| Anna Finocchiaro           | 1996–1998 | Gleichstellung                                  |
| Livia Turco                | 1996–2001 | Sozialer Zusammenhalt                           |
| Livia Turco                | 2006–2008 | Gesundheit                                      |
| Laura Balbo                | 1998–2000 | Gleichstellung                                  |
| Katia Bellillo             | 1998–2000 | Regionen                                        |
| Katia Bellillo             | 2000–2001 | Gleichstellung                                  |
| Giovanna Melandri          | 1998–2001 | Kultur                                          |
| Giovanna Melandri          | 2006–2008 | Jugend und Sport                                |
| Patrizia Toia              | 1999–2000 | Europa                                          |
| Patrizia Toia              | 2000–2001 | Beziehungen zum Parlament                       |
| Letizia Moratti            | 2001–2006 | Bildung, Hochschulen und Forschung              |
| Stefania Prestigiacomo     | 2001–2006 | Gleichstellung                                  |
| Stefania Prestigiacomo     | 2008–2011 | Umwelt, Landschafts- und Meeresschutz           |
| Rosy Bindi                 | 2006–2008 | Familie                                         |
| Emma Bonino                | 2006–2008 | Europa und Welthandel                           |
| Linda Lanzillotta          | 2006–2008 | Regionen und Kommunen                           |
| Giovanna Melandri          | 2006–2008 | Jugend und Sport                                |
| Barbara Pollastrini        | 2006–2008 | Gleichstellung                                  |
| Mara Carfagna              | 2008–2011 | Gleichstellung                                  |
| Mariastella Gelmini        | 2008–2011 | Bildung, Hochschulen und Forschung              |
| Giorgia Meloni             | 2008–2011 | Jugend                                          |
| Michela Vittoria Brambilla | 2009–2011 | Tourismus                                       |
| Anna Maria Bernini         | 2011      | Europa                                          |
| Elsa Fornero               | 2011–2013 | Arbeit, Soziales und Gleichstellung             |
| Maria Chiara Carrozza      | 2013–2014 | Bildung, Hochschulen und Forschung              |
| Nunzia De Girolamo         | 2013–2014 | Ernährung, Land- und Forstwirtschaft            |
| Josefa Idem                | 2013      | Gleichstellung, Sport und Jugend                |
| Cécile Kyenge              | 2013–2014 | Integration                                     |
| Beatrice Lorenzin          | 2013–2018 | Gesundheit                                      |
| Maria Elena Boschi         | 2014–2016 | Verfassungsreform und Beziehungen zum Parlament |
| Stefania Giannini          | 2014–2016 | Bildung, Hochschulen und Forschung              |
| Federica Guidi             | 2014–2016 | Wirtschaftliche Entwicklung                     |
| Maria Carmela Lanzetta     | 2014–2015 | Regionen und Autonome Provinzen                 |
| Marianna Madia             | 2014–2018 | Öffentliche Verwaltung und Verwaltungsreform    |
| Valeria Fedeli             | 2016–2018 | Bildung, Hochschulen und Forschung              |
| Anna Finocchiaro           | 2016–2018 | Beziehungen zum Parlament                       |
| Giulia Bongiorno           | seit 2018 | Öffentliche Verwaltung                          |
| Giulia Grillo              | seit 2018 | Gesundheit                                      |
| Barbara Lezzi              | seit 2018 | Süditalien                                      |
| Erika Stefani              | seit 2018 | Regionen und Kommunen                           |

### Japan
| Ministerin        | Amtszeit        | Ministerin für … |
| ----------------- | --------------- | --- |
| Masa Nakayama     | 1960            | Soziales |
| Tsuruyo Kondō     | 1962–1963       | Wissenschaft & Technologie |
| Shigeru Ishimoto  | 1984–1985       | Umwelt |
| Mayumi Moriyama   | 1989            | Umwelt |
| Mayumi Moriyama   | 1989–1990       | Kabinettssekretariat |
| Mayumi Moriyama   | 1992–1993       | Kultus |
| Sumiko Takahara   | 1989–1990       | Wirtschaftsplanung |
| Akiko Santō       | 1990–1991       | Wissenschaft & Technologie |
| Ryōko Akamatsu    | 1993–1994       | Kultus |
| Manae Kubota      | 1993–1994       | Wirtschaftsplanung |
| Wakako Hironaka   | 1993–1994       | Umwelt |
| Toshiko Hamayotsu | 1994            | Umwelt |
| Makiko Tanaka     | 1994–1995       | Wissenschaft & Technologie |
| Makiko Tanaka     | 2012            | Kultus & Wissenschaft |
| Michiko Ishii     | 1996–1997       | Umwelt |
| Seiko Noda        | 1998–1999       | Post |
| Seiko Noda        | 2008–2009       | Verbraucher, Wissenschaft & Technologie, Lebensmittelsicherheit                                                                      |
| Seiko Noda        | 2021–2022       | Dezentralisierung, Geburtenrückgang, Geschlechtergleichstellung                                                                      |
| Kayoko Shimizu    | 1999–2000       | Umwelt |
| Chikage Ōgi       | 2000–2001       | Bau, Verkehr, Hokkaidō, Staatsland                                                                                                   |
| Chikage Ōgi       | 2001–2003       | Staatsland & Verkehr |
| Yoriko Kawaguchi  | 2000–2002       | Umwelt |
| Atsuko Tōyama     | 2001–2003       | Kultus & Wissenschaft |
| Yuriko Koike      | 2003–2006       | Umwelt |
| Yuriko Koike      | 2004–2006       | Okinawa & „Nördliche Territorien“ |
| Kiyoko Ono        | 2003–2004       | Öffentliche Sicherheit [=Polizei], Jugend & Geburtenrückgang, Lebensmittelsicherheit                                                 |
| Kuniko Inoguchi   | 2005–2006       | Geburtenrückgang, Geschlechtergleichstellung                                                                                         |
| Hiroko Ōta        | 2006–2008       | Wirtschafts- & Fiskalpolitik |
| Sanae Takaichi    | 2006–2007       | Okinawa & „Nördliche Territorien“, Wissenschaft & Technologie, Geburtenrückgang & Geschlechtergleichstellung, Lebensmittelsicherheit |
| Sanae Takaichi    | 2023–2024       | Wissenschaft & Technologie, Weltraum, geistiges Eigentum, wirtschaftliche Sicherheit                                                 |
| Yōko Kamikawa     | 2007–2008       | Geburtenrückgang, Geschlechtergleichstellung                                                                                         |
| Kyōko Nakayama    | 2008            | „Entführungsproblem“ [Nordkorea] |
| Yūko Obuchi       | 2008–2009       | Geburtenrückgang, Geschlechtergleichstellung                                                                                         |
| Yūko Obuchi       | 2014            | Wirtschaft & Industrie |
| Mizuho Fukushima  | 2009–2010       | Geburtenrückgang, Geschlechtergleichstellung, Verbraucher & Lebensmittelsicherheit                                                   |
| Renhō [Murata]    | 2010–2012       | „Erneuerung der Verwaltung“, „neues Gemeinwesen“, Geburtenrückgang, Geschlechtergleichstellung, Verbraucher & Lebensmittelsicherheit |
| Yōko Komiyama     | 2011–2012       | Arbeit & Soziales |
| Tomomi Inada      | 2012–2014       | Deregulierung |
| Masako Mori       | 2012–2014       | Geburtenrückgang & Geschlechtergleichstellung                                                                                        |
| Eriko Yamatani    | 2014–2015       | Öffentliche Sicherheit |
| Haruko Arimura    | 2014–2015       | Geburtenrückgang & Geschlechtergleichstellung, Verbraucher & Lebensmittelsicherheit, öff. Dienstreform, Deregulierung                |
| Tamayo Marukawa   | 2015–2016       | Umwelt |
| Tamayo Marukawa   | 2016–2017, 2021 | Olympische Spiele |
| Aiko Shimajiri    | 2015–2016       | Okinawa & „Nördliche Territorien“ |
| Satsuki Katayama  | 2018–2019       | Dezentralisierung |
| Seiko Hashimoto   | 2019–2021       | Olympische Spiele |
| Karen Makishima   | 2021–2022       | Digitalisierung, Deregulierung |
| Noriko Horiuchi   | 2021–2022       | Olympische Spiele |
| Keiko Nagaoka     | 2022–2023       | Kultus & Wissenschaft |
| Shinako Tsuchiya  | 2023–2024       | Wiederaufbau |
| Ayuko Katō        | 2023–2024       | Geburtenrückgang, Geschlechtergleichstellung                                                                                         |
| Hanako Jimi       | 2023–2024       | Okinawa & „Nördliche Territorien“ |
| Toshiko Abe       | 2024–           | Kultus & Wissenschaft |
| Junko Mihara      | 2024–           | Geburtenrückgang, Geschlechtergleichstellung, Kinder, „Zusammenleben“                                                                |

### Kanada
| Ministerin              | Amtszeit             | Ministerium für …                                                                       |
| ----------------------- | -------------------- | --------------------------------------------------------------------------------------- |
| Ellen Fairclough        | 1957–1958            | Staatssekretärin für Kanada                                                             |
| Ellen Fairclough        | 1958–1962            | Staatsbürgerschaft und Einwanderer                                                      |
| Ellen Fairclough        | 1962–1963            | Post                                                                                    |
| Jeanne Sauvé            | 1974–1975            | Umwelt                                                                                  |
| Jeanne Sauvé            | 1975–1979            | Kommunikation                                                                           |
| Monique Bégin           | 1976                 | Nationale Einkünfte                                                                     |
| Monique Bégin           | 1977–1984            | Nationale Gesundheit und Wohlfahrt                                                      |
| Iona Campagnolo         | 1976–1979            | Staatsminister für Fitness und Amateursport                                             |
| Anne McLellan           | 2002–2003            | Gesundheit                                                                              |
| Anne McLellan           | 2003–2006            | Öffentliche Sicherheit und Notfallbereitschaft                                          |
| Lucienne Robillard      | 1995–1996            | Arbeit                                                                                  |
| Lucienne Robillard      | 1996–1999            | Staatsbürgerschaft und Einwanderung                                                     |
| Lucienne Robillard      | 2003–2004            | Industrie                                                                               |
| Lucienne Robillard      | 2005                 | Entwicklung von Arbeitskräften und Fähigkeiten                                          |
| Carol Skelton           | 2006–2007            | Nationale Einkünfte                                                                     |
| Bev Oda                 | 2006–2007            | Kulturgut und Status der Frauen                                                         |
| Bev Oda                 | 2007–2012            | Internationale Zusammenarbeit                                                           |
| Rona Ambrose            | 2006–2007            | Umwelt                                                                                  |
| Rona Ambrose            | 2007–2008, 2010–2015 | Wirtschaftliche Diversifikation des Westens                                             |
| Rona Ambrose            | 2008–2010            | Arbeit                                                                                  |
| Rona Ambrose            | 2010–2013            | Staatliche Bauvorhaben und öffentlicher Dienst                                          |
| Rona Ambrose            | 2013–2015            | Gesundheit                                                                              |
| Diane Finley            | 2006–2007, 2008–2013 | Entwicklung von Arbeitskräften und Fähigkeiten                                          |
| Diane Finley            | 2007–2008            | Staatsbürgerschaft und Einwanderung                                                     |
| Diane Finley            | 2013–2015            | Staatliche Bauvorhaben und öffentlicher Dienst                                          |
| Leona Aglukkaq          | 2008–2013            | Gesundheit                                                                              |
| Leona Aglukkaq          | 2013–2015            | Umwelt                                                                                  |
| Lisa Raitt              | 2008–2010            | Natürliche Ressourcen                                                                   |
| Lisa Raitt              | 2010–2013            | Arbeit                                                                                  |
| Lisa Raitt              | 2013–2015            | Verkehr                                                                                 |
| Gail Shea               | 2008–2011, 2013–2015 | Fischerei und Ozeane                                                                    |
| Gail Shea               | 2011–2013            | Nationale Einkünfte                                                                     |
| Kerry-Lynne Findlay     | 2013–2015            | Nationale Einkünfte                                                                     |
| Shelly Glover           | 2013–2015            | Kulturgut                                                                               |
| Kellie Leitch           | 2013–2015            | Arbeit und Status der Frau                                                              |
| Carolyn Bennett         | 2015–2017            | Indianerangelegenheiten und Entwicklung des Nordens                                     |
| Carolyn Bennett         | 2017–2018            | Beziehungen zwischen dem Staat und den Autochthonen und für die Entwicklung des Nordens |
| Carolyn Bennett         | seit 2018            | Beziehungen zwischen dem Staat und den Autochthonen                                     |
| Marie-Claude Bibeau     | 2015–2018            | Internationale Entwicklung und Frankophonie                                             |
| Marie-Claude Bibeau     | 2018–2019            | Internationale Entwicklung                                                              |
| Marie-Claude Bibeau     | seit 2019            | Landwirtschaft                                                                          |
| Bardish Chagger         | 2015–2018            | Kleinbetriebe und Tourismus                                                             |
| Kirsty Duncan           | 2015–2018            | Wissenschaft                                                                            |
| Kirsty Duncan           | 2018                 | Sport und Menschen mit Behinderung                                                      |
| Kirsty Duncan           | seit 2018            | Wissenschaft und Sport                                                                  |
| Judy Foote              | 2015–2017            | Öffentliche Dienste und Beschaffungswesen                                               |
| Chrystia Freeland       | 2015–2017            | Internationaler Handel                                                                  |
| Patty Hajdu             | 2015–2017            | Status der Frau                                                                         |
| Patty Hajdu             | seit 2017            | Beschäftigung und Arbeit                                                                |
| Mélanie Joly            | 2015–2018            | Kulturgut                                                                               |
| Mélanie Joly            | seit 2018            | Tourismus, Landessprachen und Frankophonie                                              |
| Diane Lebouthillier     | seit 2015            | Nationale Einkünfte                                                                     |
| Catherine McKenna       | seit 2015            | Umwelt und Klimawandel                                                                  |
| MaryAnn Mihychuk        | 2015–2017            | Beschäftigung und Arbeit                                                                |
| Maryam Monsef           | 2015–2017            | Demokratische Institutionen                                                             |
| Maryam Monsef           | 2017–2019            | Frauen                                                                                  |
| Maryam Monsef           | seit 2019            | Frauen und internationale Entwicklung                                                   |
| Carla Qualtrough        | 2015–2017            | Sport und Menschen mit Behinderung                                                      |
| Carla Qualtrough        | seit 2017            | Öffentliche Dienste und Beschaffungswesen                                               |
| Jane Philpott           | 2015–2017            | Gesundheit                                                                              |
| Jane Philpott           | 2017–2019            | Dienstleistungen für Autochthone                                                        |
| Jane Philpott           | 2019                 | Digitale Regierung und Präsidentin des Treasury Boards                                  |
| Karina Gould            | seit 2017            | Demokratische Institutionen                                                             |
| Ginette Petitpas Taylor | seit 2017            | Gesundheit                                                                              |
| Mary Ng                 | seit 2018            | Kleine Unternehmen und Exportförderung                                                  |
| Filomena Tassi          | seit 2018            | Senioren                                                                                |
| Bernadette Jordan       | seit 2019            | ländliche Wirtschaftsentwicklung                                                        |
| Jody Wilson-Raybould    | 2019                 | Veteranen                                                                               |
| Joyce Murray            | 2019                 | Digitale Regierung und Präsidentin des Treasury Boards                                  |

### Lettland
| Ministerin             | Amtszeit             | Ministerium für …                                    |
| ---------------------- | -------------------- | ---------------------------------------------------- |
| Vita Anda Tērauda      | 1994–1995            | Nationalreform                                       |
| Indra Sāmīte           | 1994–1995            | Äußere Angelegenheiten (Staatsministerin)            |
| Indra Sāmīte           | 1995–1996            | Investitionen und Kredite (Staatsministerin)         |
| Aija Poča              | 1995–1998            | Staatseinkünfte (Staatsministerin)                   |
| Ramona Umblija         | 1997–1998            | Kultur                                               |
| Karina Pētersone       | 1998–2002            | Kultur                                               |
| Karina Pētersone       | 2006                 | Soziale Integration                                  |
| Inese Vaidere          | 1998–1999            | Umwelt                                               |
| Silva Golde            | 1999                 | Bildung und Wissenschaft                             |
| Ingrīda Ūdre           | 1999                 | Wirtschaft                                           |
| Tatjana Koķe           | 1999                 | Hochschule und Wissenschaft                          |
| Tatjana Koķe           | 2007–2010            | Bildung und Wissenschaft                             |
| Inguna Rībena          | 2002–2004            | Kultur                                               |
| Dagnija Staķe          | 2002–2007            | Soziales                                             |
| Dagnija Staķe          | 2010                 | Regionale Entwicklung und kommunale Selbstverwaltung |
| Ingrīda Circene        | 2003–2004, 2011–2014 | Gesundheit                                           |
| Helēna Demakova        | 2004–2009            | Kultur                                               |
| Ina Druviete           | 2004–2006, 2014      | Bildung und Wissenschaft                             |
| Ina Gudele             | 2006–2008            | E-Regierung                                          |
| Baiba Rivža            | 2006–2007            | Bildung und Wissenschaft                             |
| Iveta Purne            | 2007–2009            | Soziales                                             |
| Signe Bāliņa           | 2008–2009            | E-Regierung                                          |
| Baiba Rozentāle        | 2009–2010            | Gesundheit                                           |
| Sarmīte Ēlerte         | 2010–2011            | Kultur                                               |
| Ilona Jurševska        | 2010–2011            | Soziales                                             |
| Žaneta Jaunzeme-Grende | 2011–2013            | Kultur                                               |
| Laimdota Straujuma     | 2011–2014            | Landwirtschaft                                       |
| Ilze Viņķele           | 2011–2014            | Soziales                                             |
| Ilze Viņķele           | seit 2019            | Gesundheit                                           |
| Dace Melbārde          | 2013–2019            | Kultur                                               |
| Dana Reizniece-Ozola   | 2014–2016            | Wirtschaft                                           |
| Mārīte Seile           | 2014–2016            | Bildung und Wissenschaft                             |
| Anda Čakša             | 2016–2019            | Gesundheit                                           |
| Ramona Petraviča       | seit 2019            | Soziales                                             |
| Ilga Šuplinska         | seit 2019            | Bildung und Wissenschaft                             |

### Liberia
| Ministerin             | Amtszeit  | Ministerium für …   |
| ---------------------- | --------- | ------------------- |
| Varbah Gayflor         | seit 2006 | Frauen und Soziales |
| Frances Johnson Morris | seit 2006 | Wirtschaft          |

### Litauen
| Ministerin                    | Amtszeit  | Ministerium für …        |
| ----------------------------- | --------- | ------------------------ |
| Laima Liucija Andrikienė      | 1996      | Industrie und Handel     |
| Laima Liucija Andrikienė      | 1996–1999 | Europa-Angelegenheiten   |
| Aldona Baranauskienė          | 1996      | Bau und Urbanistik       |
| Irena Degutienė               | 1996–2000 | Soziales und Arbeit      |
| Vilija Blinkevičiūtė          | 2000–2008 | Soziales und Arbeit      |
| Roma Dovydėnienė (Žakaitienė) | 2001–2004 | Kultur                   |
| Kazimira Danutė Prunskienė    | 2004–2008 | Landwirtschaft           |
| Roma Žakaitienė               | 2006–2008 | Bildung und Wissenschaft |
| Birutė Vėsaitė                | 2012–2013 | Wirtschaft               |
| Algimanta Pabedinskienė       | 2012–2016 | Soziales und Arbeit      |
| Audronė Pitrėnienė            | 2015–2016 | Bildung und Wissenschaft |
| Virginija Baltraitienė        | 2014–2016 | Landwirtschaft           |
| Rimantė Šalaševičiūtė         | 2014–2016 | Gesundheit               |
| Jurgita Petrauskienė          | 2016–2018 | Bildung und Wissenschaft |
| Liana Ruokytė Jonsson         | 2016–2019 | Kultur                   |

### Luxemburg
| Ministerin               | Amtszeit  | Ministerium für …                                                               |
| ------------------------ | --------- | ------------------------------------------------------------------------------- |
| Madeleine Frieden-Kinnen | 1969–1972 | Familie, Jugend, Soziales, Gesundheit und Kultur                                |
| Marie-Josée Jacobs       | 1992–1995 | Landwirtschaft und Weinbau                                                      |
| Marie-Josée Jacobs       | 1995–1999 | Familie und Frauenförderung                                                     |
| Marie-Josée Jacobs       | 1999–2004 | Familie, Soziales, Jugend und Frauenförderung                                   |
| Marie-Josée Jacobs       | 2004–2009 | Familie, Integration und Chancengleichheit                                      |
| Marie-Josée Jacobs       | 2009–2013 | Familie, Integration, Entwicklungszusammenarbeit und humanitäre Angelegenheiten |
| Mady Delvaux-Stehres     | 1994–1999 | Sozialversicherung, Transport und Kommunikation                                 |
| Mady Delvaux-Stehres     | 2004–2013 | Bildung und Berufsausbildung                                                    |
| Erna Hennicot-Schoepges  | 1995–1999 | Erziehung, Berufsausbildung, Kultur und Kultus                                  |
| Erna Hennicot-Schoepges  | 1999–2004 | kultur, Hochschulwesen, Forschung und öffentliche Arbeiten                      |
| Anne Brasseur            | 1999–2004 | Erziehung, Berufsausbildung und Sport                                           |
| Françoise Hetto-Gaasch   | 2009–2013 | Chancengleichheit, Mittelstand und Tourismus                                    |
| Octavie Modert           | 2009–2013 | Kultur                                                                          |
| Martine Hansen           | 2013      | Hochschulwesen und Forschung                                                    |
| Maggy Nagel              | 2013–2015 | Kultur und Wohnungsbau                                                          |
| Corinne Cahen            | seit 2013 | Familie, Integration und die Großregion                                         |
| Carole Dieschbourg       | seit 2013 | Umwelt                                                                          |
| Lydia Mutsch             | seit 2013 | Gesundheit und Chancengleichheit                                                |

### Malta
| Ministerin   | Amtszeit  | Ministerium für …                                             |
| ------------ | --------- | ------------------------------------------------------------- |
| Helena Dalli | 2013–2017 | Sozialen Dialog, Verbraucherangelegenheiten und Bürgerrechte  |
| Helena Dalli | 2017–2019 | Angelegenheiten der Europäischen Union und Gleichberechtigung |

### Neuseeland
| Ministerin                | Amtszeit  | Ministerium für …                                          |
| ------------------------- | --------- | ---------------------------------------------------------- |
| Mabel Howard              | 1947–1949 | Gesundheit                                                 |
| Mabel Howard              | 1957–1960 | Sozialversicherung                                         |
| Whetu Tirikatene-Sullivan | 1972–1974 | Tourismus                                                  |
| Whetu Tirikatene-Sullivan | 1974–1975 | Tourismus und Umwelt                                       |
| Ann Hercus                | 1984–1987 | Frauen                                                     |
| Helen Clark               | 1987–1989 | Naturschutz und Wohnungsbau                                |
| Helen Clark               | 1989–1990 | Gesundheit                                                 |
| Margaret Shields          | 1987–1990 | Frauen                                                     |
| Fran Wilde                | 1987–1990 | Tourismus                                                  |
| Margaret Austin           | 1990      | Kunst, Kultur, Nationales Erbe und Zivilverteidigung       |
| Annette King              | 1990      | Einwanderung                                               |
| Annette King              | 1999–2005 | Gesundheit                                                 |
| Annette King              | 2005–2006 | Polizei und Staatliche Dienstleistungen                    |
| Annette King              | 2006–2007 | Polizei, Verkehr und Staatliche Dienstleistungen           |
| Annette King              | 2007–2008 | Polizei und Verkehr                                        |
| Jenny Shipley             | 1990–1993 | Soziales                                                   |
| Jenny Shipley             | 1993–1996 | Gesundheit                                                 |
| Jenny Shipley             | 1996–1997 | Verkehr                                                    |
| Lianne Dalziel            | 1999–2004 | Einwanderung                                               |
| Lianne Dalziel            | 2005–2007 | Frauen                                                     |
| Laila Harré               | 1999–2002 | Frauen                                                     |
| Marian Hobbs              | 1999–2005 | Umwelt                                                     |
| Sandra Lee                | 1999–2002 | Naturschutz                                                |
| Margaret Wilson           | 1999–2005 | Generalstaatsanwältin                                      |
| Ruth Dyson                | 2002–2005 | Frauen                                                     |
| Ruth Dyson                | 2007–2008 | Arbeit und Soziales, Gemeinschaft und Freiwilligensektor   |
| Tariana Turia             | 2002–2004 | Gemeinschaft und Freiwilligensektor                        |
| Winnie Laban              | 2005–2007 | Gemeinschaft und Freiwilligensektor                        |
| Paula Bennett             | 2008–2014 | Soziales                                                   |
| Paula Bennett             | 2014–2016 | Kommunen                                                   |
| Paula Bennett             | 2016–2017 | Polizei und Tourismus                                      |
| Judith Collins            | 2008–2011 | Polizei                                                    |
| Judith Collins            | 2011–2014 | Ethnische Angelegenheiten                                  |
| Judith Collins            | 2015–2016 | Polizei                                                    |
| Judith Collins            | 2016–2017 | Ethnische Gemeinschaften                                   |
| Georgina te Heuheu        | 2008–2011 | Gerichte                                                   |
| Anne Tolley               | 2008–2011 | Bildung                                                    |
| Anne Tolley               | 2011–2014 | Polizei                                                    |
| Anne Tolley               | 2014–2016 | Soziales                                                   |
| Anne Tolley               | 2016–2017 | Soziales und Kommunen                                      |
| Kate Wilkinson            | 2008–2013 | Arbeit                                                     |
| Pansy Wong                | 2008–2011 | Ethnische Angelegenheiten                                  |
| Hekia Parata              | 2011      | Ethnische Angelegenheiten                                  |
| Hekia Parata              | 2011–2017 | Bildung                                                    |
| Amy Adams                 | 2012–2014 | Umwelt                                                     |
| Amy Adams                 | 2014–2017 | Gerichte                                                   |
| Maggie Barry              | 2014–2017 | Kultur                                                     |
| Nikki Kaye                | 2017      | Bildung                                                    |
| Jacinda Ardern            | seit 2017 | Kultur, Reduktion der Kinderarmut und Nationale Sicherheit |
| Clare Curran              | 2017–2018 | Rundfunk, Kommunikation und Digitale Medien                |
| Julie Anne Genter         | seit 2017 | Frauen                                                     |
| Nanaia Mahuta             | seit 2017 | Maori Angelegenheiten                                      |
| Eugenie Sage              | seit 2017 | Naturschutz                                                |
| Jenny Salesa              | seit 2017 | Bau                                                        |
| Carmel Sepuloni           | seit 2017 | Soziales                                                   |
| Meka Whaitiri             | 2017–2018 | Zölle                                                      |
| Megan Woods               | seit 2017 | Wissenschaft                                               |

### Niederlande
| Ministerin                 | Amtszeit  | Ministerium für …                          |
| -------------------------- | --------- | ------------------------------------------ |
| Marga Klompé               | 1956–1963 | Sozialfürsorge                             |
| Marga Klompé               | 1966–1967 | Kultur                                     |
| Jo Schouwenaar-Franssen    | 1963–1965 | Sozialfürsorge                             |
| Irene Vorrink              | 1973–1979 | Gesundheit                                 |
| Til Gardeniers-Berendsen   | 1977–1981 | Kultur                                     |
| Til Gardeniers-Berendsen   | 1981–1982 | Gesundheit                                 |
| Neelie Smit-Kroes          | 1982–1989 | Verkehr                                    |
| Eegje Schoo                | 1982–1986 | Entwicklungszusammenarbeit                 |
| Hedy d’Ancona              | 1989–1994 | Gesundheit und Kultur                      |
| Hanja Maij-Weggen          | 1989–1994 | Verkehr                                    |
| Margreeth de Boer          | 1994–1998 | Wohnungsbau, Raumordnung und Umwelt        |
| Els Borst-Eilers           | 1994–2002 | Gesundheit                                 |
| Annemarie Jorritsma        | 1994–1998 | Verkehr                                    |
| Annemarie Jorritsma        | 1998–2002 | Wirtschaft                                 |
| Eveline Herfkens           | 1998–2002 | wirtschaftliche Zusammenarbeit             |
| Tineke Netelenbos          | 1998–2002 | Verkehr                                    |
| Maria van der Hoeven       | 2002–2007 | Bildung                                    |
| Maria van der Hoeven       | 2007–2010 | Wirtschaft                                 |
| Agnes van Ardenne          | 2003–2007 | wirtschaftliche Zusammenarbeit             |
| Sybilla Dekker             | 2003–2006 | Wohnungsbau, Raumordnung und Umwelt        |
| Karla Peijs                | 2003–2007 | Verkehr                                    |
| Rita Verdonk               | 2003–2007 | Integration und Einwanderung               |
| Jacqueline Cramer          | 2007–2010 | Umwelt                                     |
| Gerda Verburg              | 2007–2010 | Landwirtschaft                             |
| Tineke Huizinga            | 2010      | Umwelt                                     |
| Marja van Bijsterveldt     | 2010–2012 | Bildung, Kultur und Wissenschaft           |
| Edith Schippers            | 2010–2017 | Gesundheit, Wohlfahrt und Sport            |
| Melanie Schultz van Haegen | 2010–2017 | Infrastruktur und Umwelt                   |
| Jet Bussemaker             | 2012–2017 | Bildung, Kultur und Wissenschaft           |
| Lilianne Ploumen           | 2012–2017 | Außenhandel und Entwicklungszusammenarbeit |
| Ingrid van Engelshoven     | seit 2017 | Bildung, Kultur und Wissenschaft           |
| Sigrid Kaag                | seit 2017 | Außenhandel und Entwicklungszusammenarbeit |
| Cora van Nieuwenhuizen     | seit 2017 | Infrastruktur und Wasserwirtschaft         |
| Carola Schouten            | seit 2017 | Landwirtschaft                             |

### Niger
| Ministerin                           | Amtszeit             | Ministerium für …                                                                  |
| ------------------------------------ | -------------------- | ---------------------------------------------------------------------------------- |
| Aïssata Moumouni                     | 1989–1991            | Soziale Angelegenheiten und Frauenförderung                                        |
| Aïssata Moumouni                     | 1996–1999            | Bildung                                                                            |
| Aïssata Bagna                        | 1991–1993            | Soziale Entwicklung, Bevölkerung und Frauenförderung                               |
| Mariama Banakoye                     | 1991–1993            | Öffentlicher Dienst und Arbeit                                                     |
| Ali Mariama Tahirou                  | 1993–1994            | Soziale Entwicklung, Bevölkerung und Frauenförderung                               |
| Ben Wahab Aïchatou Djido             | 1994–1995            | Industrie, Handwerk, kleine und mittlere Unternehmen                               |
| Mariama Maïlélé                      | 1994–1995            | Soziale Entwicklung, Bevölkerung und Frauenförderung                               |
| Bouli Ali Diallo                     | 1995–1996            | Unterricht; Regierungssprecherin                                                   |
| Aïchatou Mindaoudou                  | 1995–1996            | Soziale Entwicklung, Bevölkerung und Frauenförderung                               |
| Mariama Hima                         | 1996                 | Soziale Entwicklung, Bevölkerung und Förderung von Frauen und Kindern              |
| Rabi Daddy Gaoh                      | 1996–1997            | Soziale Entwicklung, Bevölkerung und Förderung von Frauen und Kindern              |
| Mariama Sambo Abdoulaye              | 1996–1997            | Gesundheit                                                                         |
| Mariama Sambo Abdoulaye              | 1997                 | Soziale Entwicklung, Bevölkerung und Förderung von Frauen und Kindern              |
| Mariama Sambo Abdoulaye              | 1997–1999            | Soziale Entwicklung, Bevölkerung, Frauenförderung und Kindesschutz                 |
| Aïssa Diallo Abdoulaye               | 1996; 1997           | Tourismus und Handwerk                                                             |
| Aïssa Diallo Abdoulaye               | 1996–1997            | Industrie und Handwerk                                                             |
| Aïssa Diallo Abdoulaye               | 1997–1999            | Tourismus und Handwerk, Beziehungen zu den Versammlungen                           |
| Aïssa Diallo Abdoulaye               | 2004–2007; 2007–2009 | Stadtplanung, Wohnbau und Kataster                                                 |
| Aïssa Diallo Abdoulaye               | 2009–2010            | Stadtplanung und Wohnbau                                                           |
| Mariama Gamatié Bayard               | 1997                 | Kommunikation und Kultur; Regierungssprecherin                                     |
| Aïchatou Foumakoye                   | 1999–2002            | Soziale Entwicklung, Bevölkerung, Frauenförderung und Kindesschutz                 |
| Mireille Fatouma Ausseil             | 2000–2001            | Arbeit und Modernisierung der Verwaltung                                           |
| Fatima Trapsida                      | 2001–2002            | Privatisierung und Unternehmensrestrukturierung                                    |
| Halimatou Abdoulwahid                | 2002–2004            | Soziale Entwicklung, Bevölkerung, Frauenförderung und Kindesschutz                 |
| Kanda Siptey                         | 2004–2007; 2007–2010 | Öffentlicher Dienst und Arbeit                                                     |
| Boukari Zila Mahamadou               | 2004–2007            | Bevölkerung und Sozialaktion                                                       |
| Boukari Zila Mahamadou               | 2007–2009            | Bevölkerung und Sozialreformen                                                     |
| Gazobi Laouali Rahamou               | 2004–2007            | Privatisierung und Unternehmensrestrukturierung                                    |
| Ousmane Zeinabou Moulay              | 2004–2007            | Frauenförderung und Kindesschutz                                                   |
| Amadou Aïssa Siddo                   | 2007–2009            | Tourismus und Handwerk                                                             |
| Affizou Saadé Soulèye                | 2007–2010            | Raumordnung und Gemeindeentwicklung                                                |
| Hadiza Maïzama                       | 2007–2009            | Berufliche und technische Ausbildung                                               |
| Hadiza Maïzama                       | 2009                 | Jungunternehmerförderung und Reform der öffentlichen Unternehmen                   |
| Bibata Niandou Barry                 | 2007–2010            | Frauenförderung und Kindesschutz                                                   |
| Fatouma Sani Morou                   | 2009–2010            | Tourismus und Handwerk                                                             |
| Fatimata Moussa                      | 2009–2010            | Gesundheit                                                                         |
| Tchimadem Hadattan Sanady            | 2010–2011            | Bevölkerung, Frauenförderung und Kindesschutz                                      |
| Fadjimata Sidibé                     | 2010–2011            | Bildung                                                                            |
| Aminata Boureima Takoubakoyé         | 2010–2011            | Kommunikation, neue Informationstechnologien und Kultur                            |
| Djibo Salamatou Gourouza Magagi      | 2010                 | Stadtplanung, Wohnbau und Raumordnung                                              |
| Djibo Salamatou Gourouza Magagi      | 2010–2011            | Bergbau und Energie                                                                |
| Maïkibi Kadidiatou Dandobi           | 2011–2016            | Bevölkerung, Frauenförderung und Kindesschutz                                      |
| N’Gadé Nana Hadiza Noma Kaka         | 2011–2013            | Berufsausbildung und Beschäftigung                                                 |
| Ali Mariama Elhadj Ibrahim           | 2011–2013            | Bildung, Alphabetisierung und Förderung der Nationalsprachen                       |
| Ali Mariama Elhadj Ibrahim           | 2013–2016            | Grundschulwesen, Alphabetisierung, Förderung der Nationalsprachen und Volksbildung |
| Salami Maïmouna Almou                | 2011–2012            | Verkehr                                                                            |
| Sabo Fatouma Zara Boubacar Zakaria   | 2011–2013            | Öffentlicher Dienst und Arbeit                                                     |
| Yahaya Baaré Haoua Abdou             | 2011–2013; 2013–2016 | Tourismus und Handwerk                                                             |
| Bety Aïchatou Habibou Oumani         | 2013–2016            | Sekundarschulwesen                                                                 |
| Hama Hadiza Oumarou Tchiani          | 2013–2016            | Tourismus und Handwerk                                                             |
| Rakiatou Kaffa-Jackou                | 2013–2015            | Industrielle Entwicklung                                                           |
| Rakiatou Kaffa-Jackou                | 2015–2016            | Afrikanische Integration                                                           |
| Rakiatou Kaffa-Jackou                | 2016–2017            | Bevölkerung                                                                        |
| Rakiatou Kaffa-Jackou                | seit 2017            | Öffentlicher Dienst und Verwaltungsreform                                          |
| Sani Mariama Moussa                  | 2013–2015            | Afrikanische Integration                                                           |
| Sani Mariama Moussa                  | 2015–2016            | Industrielle Entwicklung                                                           |
| Ibrahim Binta Fodi                   | 2013–2016            | Gemeindeentwicklung und Raumordnung                                                |
| Aïchatou Boulama Kané                | seit 2016            | Planung                                                                            |
| Amina Moumouni                       | 2016                 | Kommunikation                                                                      |
| Amina Moumouni                       | seit 2016            | Energie                                                                            |
| Abdou Zainaba Chaoulani              | 2016                 | Beschäftigung, Arbeit und Sozialschutz                                             |
| Aïssata Amadou                       | 2016                 | Frauenförderung und Kindesschutz                                                   |
| Aïssata Amadou                       | 2016–2017            | Öffentlicher Dienst und Verwaltungsreform                                          |
| Aïssata Amadou                       | seit 2017            | Bevölkerung                                                                        |
| Djika Rakiatou Bako                  | 2016                 | Gemeindeentwicklung und Raumordnung                                                |
| Elback Zeinabou Tari Bako            | 2016                 | Afrikanische Integration und Auslandsnigrer                                        |
| Elback Zeinabou Tari Bako            | seit 2016            | Frauenförderung und Kindesschutz                                                   |
| Hadiza Alfari Saley                  | 2016                 | Dezentralisierung                                                                  |
| Sani Hadiza Koubra                   | 2016–2018            | Kommunikation                                                                      |
| Lamido Ousseïni Salamatou Balla Goga | seit 2016            | Afrikanische Integration und Auslandsnigrer                                        |
| Maïzoumbou Hapsatou ldrissa          | seit 2016            | Dezentralisierung                                                                  |

### Norwegen
| Ministerin                   | Amtszeit            | Ministerium für …                             |
| ---------------------------- | ------------------- | --------------------------------------------- |
| Kirsten Hansteen             | 1945                | Beratende Ministerin für Soziales             |
| Aaslaug Aasland              | 1945–1948           | ohne Geschäftsbereich                         |
| Aaslaug Aasland              | 1948–1953           | Soziales                                      |
| Rakel Seweriin               | 1953–1955           | Soziales                                      |
| Aase Bjerkholt               | 1955–1963 1963–1965 | Familie und Verbraucher                       |
| Aase Bjerkholt               | 1962–1963           | Soziales                                      |
| Karen Grønn-Hagen            | 1963                | Familie und Verbraucher                       |
| Elsa Skjerven                | 1965–1971           | Familie und Verbraucher                       |
| Inger Louise Valle           | 1971–1972           | Familie und Verbraucher                       |
| Inger Louise Valle           | 1979–1980           | Kommunen und Arbeit                           |
| Bergfrid Fjose               | 1972–1973           | Soziales                                      |
| Eva Kolstad                  | 1972–1973           | Verwaltung und Verbraucher                    |
| Helga Gitmark                | 1973                | Umwelt                                        |
| Annemarie Lorentzen          | 1973–1976           | Verkehr und Kommunikation                     |
| Annemarie Lorentzen          | 1976–1978           | Verwaltung und Verbraucher                    |
| Sonja Ludvigsen              | 1973–1974           | Soziales                                      |
| Gro Harlem Brundtland        | 1974–1979           | Umwelt                                        |
| Ruth Ryste                   | 1976–1979           | Soziales                                      |
| Kirsten Myklevoll            | 1978–1979           | Verwaltung und Verbraucher                    |
| Sissel Rønbeck               | 1979–1981           | Verwaltung und Verbraucher                    |
| Sissel Rønbeck               | 1986–1989           | Umwelt                                        |
| Sissel Rønbeck               | 1996–1997           | Verkehr und Kommunikation                     |
| Harriet Andreassen           | 1980–1981           | Kommunen und Arbeit                           |
| Kari Gjesteby                | 1981                | Handel und Schifffahrt                        |
| Astrid Gjertsen              | 1981–1986           | Verwaltung und Verbraucher                    |
| Inger Koppernæs              | 1981–1983           | Verkehr und Kommunikation                     |
| Wenche Frogn Sellæg          | 1981–1983           | Umwelt                                        |
| Wenche Frogn Sellæg          | 1989–1990           | Soziales                                      |
| Reidun Brusletten            | 1983                | ohne Portfolio                                |
| Reidun Brusletten            | 1983–1986           | Entwicklungshilfe                             |
| Rakel Surlien                | 1983–1986           | Umwelt                                        |
| Astrid N. Heiberg            | 1986                | Verwaltung und Verbraucher                    |
| Tove Strand Gerhardsen       | 1986–1989           | Soziales                                      |
| Tove Strand Gerhardsen       | 1990–1992           | Verwaltung und Arbeit                         |
| Kirsti Kolle Grøndahl        | 1986–1988           | Kirche und Erziehung                          |
| Kirsti Kolle Grøndahl        | 1988–1989           | Entwicklungshilfe                             |
| Gunhild Øyangen              | 1986–1989           | Landwirtschaft                                |
| Gunhild Øyangen              | 1989                | Fischerei                                     |
| Gunhild Øyangen              | 1990–1996           | Landwirtschaft                                |
| Anne-Lise Bakken             | 1986–1988           | Verwaltung und Verbraucher                    |
| Vesla Vetlesen               | 1986–1988           | Entwicklungshilfe                             |
| Einfrid Halvorsen            | 1988–1989           | Verwaltung und Verbraucher                    |
| Mary Kvidal                  | 1988–1989           | Kirche und Erziehung                          |
| Oddrunn Pettersen            | 1989                | Verwaltung und Verbraucher                    |
| Oddrunn Pettersen            | 1990–1992           | Fischerei                                     |
| Eleonore Bjartveit           | 1989                | Kultur und Wissenschaft                       |
| Eleonore Bjartveit           | 1990                | Kirche und Kultur                             |
| Kristin Clemet               | 1989–1990           | Arbeit und Verwaltung                         |
| Kristin Clemet               | 2001–2005           | Bildung und Forschung                         |
| Kaci Kullmann Five           | 1989–1990           | Handel und Schifffahrt                        |
| Solveig Sollie               | 1989                | Verwaltung und Verbraucher                    |
| Solveig Sollie               | 1990                | Familie und Verbraucher                       |
| Kristin Hille Valla          | 1989–1990           | Umwelt                                        |
| Anne Petrea Vik              | 1989–1990           | Landwirtschaft                                |
| Grete Faremo                 | 1990–1992           | Entwicklungshilfe                             |
| Grete Faremo                 | 1996                | Industrie und Energie                         |
| Åse Kleveland                | 1990                | Kultur und Kirche                             |
| Åse Kleveland                | 1991–1996           | Kultur                                        |
| Tove Veierød                 | 1990–1992           | Soziales                                      |
| Eldrid Nordbø                | 1990–1991           | Handel und Schifffahrt                        |
| Grete Berget                 | 1991–1996           | Kinder und Familie                            |
| Grete Knudsen                | 1992–1994           | Soziales                                      |
| Grete Knudsen                | 1994–1996           | Handel und Schifffahrt                        |
| Grete Knudsen                | 1996–1997           | Industrie und nordische Zusammenarbeit        |
| Grete Knudsen                | 2000–2001           | Handel und Industrie                          |
| Kari Nordheim-Larsen         | 1992–1997           | Entwicklungshilfe                             |
| Oddny Aleksandersen          | 1992                | Verwaltung und Arbeit                         |
| Oddny Aleksandersen          | 1993                | Verwaltung                                    |
| Hill-Marta Solberg           | 1994–1997           | Soziales                                      |
| Turid Birkeland              | 1996–1997           | Kultur                                        |
| Sylvia Brustad               | 1996                | Verwaltung                                    |
| Sylvia Brustad               | 1996–1997           | Kinder und Familie                            |
| Sylvia Brustad               | 2000–2001           | Kommunen und regionale Entwicklung            |
| Sylvia Brustad               | 2005–2008           | Gesundheit und Pflege                         |
| Sylvia Brustad               | 2008–2009           | Handel und Industrie                          |
| Ranveig Frøiland             | 1996–1997           | Industrie und Energie                         |
| Ranveig Frøiland             | 1997                | Erdöl und Energie                             |
| Marit Arnstad                | 1997–2000           | Erdöl und Energie                             |
| Marit Arnstad                | 2012–2013           | Verkehr und Kommunikation                     |
| Anne Enger                   | 1997–1999           | Kultur                                        |
| Guro Fjellanger              | 1997–2000           | Umweltschutz                                  |
| Hilde Frafjord Johnson       | 1997                | Entwicklungshilfe                             |
| Hilde Frafjord Johnson       | 2001–2005           | Entwicklungshilfe                             |
| Hilde Frafjord Johnson       | 1997–2000           | Entwicklungshilfe und Menschenrechte          |
| Eldbjørg Løwer               | 1997                | Planung und Koordination                      |
| Eldbjørg Løwer               | 1997–1999           | Verwaltung und Arbeit                         |
| Magnhild Meltveit Kleppa     | 1997–2000           | Soziales                                      |
| Magnhild Meltveit Kleppa     | 2007–2009           | Kommunen und Regionalentwicklung              |
| Magnhild Meltveit Kleppa     | 2009–2012           | Verkehr und Kommunikation                     |
| Ragnhild Queseth Haarstad    | 1997                | Kommunen und Arbeit                           |
| Ragnhild Queseth Haarstad    | 1998–1999           | Kommunen und Regionalentwicklung              |
| Valgerd Svarstad Haugland    | 1997–2000           | Kinder und Familie                            |
| Valgerd Svarstad Haugland    | 2001–2005           | Kultur und Kirche                             |
| Laila Dåvøy                  | 1999–2000           | Verwaltung und Arbeit                         |
| Laila Dåvøy                  | 2001–2005           | Kinder und Familie                            |
| Åslaug Haga                  | 1999–2000           | Kultur                                        |
| Åslaug Haga                  | 2005–2007           | Kommunen und Regionalentwicklung              |
| Åslaug Haga                  | 2007–2008           | Erdöl und Energie                             |
| Siri Bjerke                  | 2000–2001           | Umwelt                                        |
| Ellen Horn                   | 2000–2001           | Kultur                                        |
| Guri Ingebrigtsen            | 2000–2001           | Gesundheit und Soziales                       |
| Karita Bekkemellem           | 2000–2001           | Kinder und Familie                            |
| Karita Bekkemellem           | 2005                | Kinder und Familie                            |
| Karita Bekkemellem           | 2006–2007           | Kinder und Gleichstellung                     |
| Anne Kristin Sydnes          | 2000–2001           | Entwicklungshilfe                             |
| Ingjerd Schou                | 2001–2005           | Soziales                                      |
| Torild Skogsholm             | 2001–2005           | Verkehr und Kommunikation                     |
| Erna Solberg                 | 2001–2005           | Kommunen und Regionalentwicklung              |
| Thorhild Widvey              | 2004–2005           | Erdöl und Energie                             |
| Thorhild Widvey              | 2013–2015           | Kultur                                        |
| Helen Bjørnøy                | 2005–2007           | Umwelt                                        |
| Heidi Grande Røys            | 2005                | Modernisierung                                |
| Heidi Grande Røys            | 2005–2009           | Verwaltung und Reformen                       |
| Helga Pedersen               | 2005–2009           | Fischerei und Küsten                          |
| Liv Signe Navarsete          | 2005–2009           | Verkehr und Kommunikation                     |
| Liv Signe Navarsete          | 2009–2013           | Kommunen und Regionalentwicklung              |
| Tora Aasland                 | 2007–2012           | Forschung und Hochschulen                     |
| Manuela Ramin-Osmundsen      | 2007–2008           | Kinder und Gleichstellung                     |
| Anniken Huitfeldt            | 2008–2009           | Kinder und Gleichstellung                     |
| Anniken Huitfeldt            | 2009–2012           | Kultur                                        |
| Anniken Huitfeldt            | 2012–2013           | Arbeit                                        |
| Rigmor Aasrud                | 2009                | Verwaltung und Reformen                       |
| Rigmor Aasrud                | 2009–2013           | Verwaltung, Reformen und Kirche               |
| Lisbeth Berg-Hansen          | 2009–2013           | Fischerei und Küste                           |
| Hanne Inger Bjurstrøm        | 2009–2012           | Arbeit                                        |
| Kristin Halvorsen            | 2009–2012           | Schulen und Kindergärten                      |
| Kristin Halvorsen            | 2012–2013           | Bildung und Wissenschaft                      |
| Anne-Grete Strøm-Erichsen    | 2009–2012           | Gesundheit und Pflege                         |
| Hadia Tajik                  | 2012–2013           | Kultur                                        |
| Hadia Tajik                  | 2021–2022           | Arbeit und soziale Teilhabe                   |
| Inga Marte Thorkildsen       | 2012–2013           | Kinder, Gleichstellung und Inklusion          |
| Monica Mæland                | 2013–2018           | Handel und Industrie                          |
| Monica Mæland                | 2018–2020           | Kommunen und Modernisierung                   |
| Monica Mæland                | 2020–2021           | Justiz und Bereitschaft                       |
| Solveig Horne                | 2013–2018           | Kinder und Gleichstellung                     |
| Sylvi Listhaug               | 2013–2015           | Landwirtschaft und Ernährung                  |
| Sylvi Listhaug               | 2015–2018           | Migration und Integration                     |
| Sylvi Listhaug               | 2019                | Senioren und Gesundheitsvorsorge              |
| Sylvi Listhaug               | 2019–2020           | Energie und Öl                                |
| Elisabeth Aspaker            | 2013                | Fischerei, Küste und nordische Zusammenarbeit |
| Elisabeth Aspaker            | 2014–2015           | Fischerei und nordische Zusammenarbeit        |
| Elisabeth Aspaker            | 2015–2016           | Europa                                        |
| Tine Sundtoft                | 2013–2015           | Klima und Umwelt                              |
| Anniken Hauglie              | 2015–2020           | Arbeit und Soziales                           |
| Linda Hofstad Helleland      | 2015–2018           | Kultur                                        |
| Linda Hofstad Helleland      | 2018–2019           | Kinder, Gleichstellung und Integration        |
| Linda Hofstad Helleland      | 2020–2021           | Distrikte und Digitalisierung                 |
| Marit Berger Røsland         | 2017–2018           | Europa                                        |
| Trine Skei Grande            | 2018–2020           | Kultur                                        |
| Trine Skei Grande            | 2020                | Bildung und Integration                       |
| Åse Michaelsen               | 2018–2019           | Senioren und Volksgesundheit                  |
| Iselin Nybø                  | 2018–2020           | Forschung                                     |
| Iselin Nybø                  | 2020–2021           | Wirtschaft                                    |
| Olaug Bollestad              | 2019–2021           | Landwirtschaft und Ernährung                  |
| Olaug Bollestad              | 2021                | Kinder und Familie                            |
| Ingvil Smines Tybring-Gjedde | 2019–2020           | öffentliche Sicherheit                        |
| Tina Bru                     | 2020–2021           | Erdöl und Energie                             |
| Guri Melby                   | 2020–2021           | Bildung und Integration                       |
| Sandra Borch                 | 2021–2023           | Landwirtschaft und Ernährung                  |
| Sandra Borch                 | 2023–2024           | Forschung und Hochschulbildung                |
| Tonje Brenna                 | 2021–2023           | Bildung                                       |
| Tonje Brenna                 | seit 2023           | Arbeit und soziale Teilhabe                   |
| Ingvild Kjerkol              | 2021–2024           | Gesundheit und Pflege                         |
| Marte Mjøs Persen            | 2021–2022           | Erdöl und Energie                             |
| Marte Mjøs Persen            | 2022–2023           | Arbeit und soziale Teilhabe                   |
| Kjersti Toppe                | 2021–2025           | Kinder und Familie                            |
| Anette Trettebergstuen       | 2021–2023           | Kultur und Gleichstellung                     |
| Anne Beathe Tvinnereim       | 2021–2025           | Entwicklungshilfe                             |
| Lubna Jaffery                | seit 2023           | Kultur und Gleichstellung                     |
| Cecilie Myrseth              | 2023–2024           | Fischerei und Meerespolitik                   |
| Cecilie Myrseth              | seit 2024           | Wirtschaft                                    |
| Kari Nessa Nordtun           | seit 2023           | Bildung                                       |
| Karianne Tung                | seit 2023           | Digitalisierung und Verwaltung                |
| Marianne Sivertsen Næss      | seit 2024           | Fischerei und Meerespolitik                   |
| Kjersti Stenseng             | seit 2025           | Kommunalverwaltung und regionale Entwicklung  |
| Sigrun Aasland               | seit 2025           | Forschung und Hochschulbildung                |
| Lene Vågslid                 | seit 2025           | Kinder und Familie                            |

### Osttimor
| Ministerin                                    | Amtszeit        | Ministerium für …                   |
| --------------------------------------------- | --------------- | ----------------------------------- |
| Ana Pessoa Pinto                              | 2000–2001       | Innere Verwaltung                   |
| Fernanda Borges                               | 2001–2002       | Finanzen                            |
| Ana Pessoa Pinto                              | 2001–2003       | Justiz                              |
| Madalena Boavida                              | 2002            | Finanzen                            |
| Ana Pessoa Pinto                              | 2003–2005       | Ministerrat                         |
| Ana Pessoa Pinto                              | 2005–2007       | Staatsadministration                |
| Madalena Boavida                              | 2005–2007       | Planung und Finanzen                |
| Rosária Corte-Real                            | 2006–2007       | Bildung und Kultur                  |
| Adaljíza Magno                                | 2007, 2020–2023 | Äußeres                             |
| Emília Pires                                  | 2007–2015       | Planung und Finanzen                |
| Maria Domingas Alves                          | 2007–2012       | Soziale Solidarität                 |
| Isabel Guterres                               | 2012–2017       | Soziale Solidarität                 |
| Santina Cardoso                               | 2015–2017       | Finanzen                            |
| Maria do Céu Sarmento                         | 2015–2017       | Gesundheit                          |
| Florentina da Conceição Pereira Martins Smith | 2017–2018       | Soziale Solidarität                 |
| Dulce Soares                                  | 2018–2020       | Bildung, Jugend und Sport           |
| Armanda Berta dos Santos                      | 2018–2023       | Soziale Solidarität und Integration |
| Odete Maria Freitas Belo                      | 2020–2023       | Gesundheit                          |
| Santina Cardoso                               | seit 2023       | Planung und Finanzen                |
| Élia António de Araújo dos Reis Amaral        | seit 2023       | Gesundheit                          |
| Dulce Soares                                  | seit 2023       | Bildung                             |
| Verónica das Dores                            | seit 2023       | Soziale Solidarität                 |

### Polen
| Ministerin               | Amtszeit  | Ministerium für …                 |
| ------------------------ | --------- | --------------------------------- |
| Barbara Blida            | 1993–1996 | Bau                               |
| Joanna Wnuk-Nazarowa     | 1997–1999 | Kultur und Nationales Erbe        |
| Krystyna Łybacka         | 2001–2004 | Erziehung und Sport               |
| Grażyna Gęsicka          | 2005–2007 | Regionalentwicklung               |
| Anna Kalata              | 2006–2007 | Arbeit und Soziales               |
| Elżbieta Bieńkowska      | 2007–2013 | Regionalentwicklung               |
| Elżbieta Bieńkowska      | seit 2013 | Infrastruktur und Entwicklung     |
| Jolanta Fedak            | 2007–2011 | Arbeit und Soziales               |
| Katarzyna Hall           | 2007–2011 | Bildung                           |
| Ewa Kopacz               | 2007–2011 | Gesundheit                        |
| Barbara Kudrycka         | 2007–2013 | Wissenschaft und Hochschulbildung |
| Joanna Mucha             | 2011–2013 | Sport und Touristik               |
| Krystyna Szumilas        | 2011–2013 | Volksbildung                      |
| Joanna Kluzik-Rostkowska | seit 2013 | Volksbildung                      |
| Lena Kolarska-Bobińska   | seit 2013 | Wissenschaft und Hochschulbildung |

### Portugal
| Ministerin                  | Amtszeit  | Ministerium für …                                             |
| --------------------------- | --------- | ------------------------------------------------------------- |
| Maria de Lourdes Pintasilgo | 1974–1975 | Soziales                                                      |
| Leonor Beleza               | 1985–1990 | Gesundheit                                                    |
| Teresa Gouveia              | 1991–1993 | Umwelt                                                        |
| Teresa Gouveia              | 2003–2004 | Außenhandel und portugiesische Gemeinschaften                 |
| Manuela Ferreira Leite      | 1993–1995 | Bildung                                                       |
| Elisa Ferreira              | 1995–1999 | Umwelt                                                        |
| Elisa Ferreira              | 1999–2002 | Planung                                                       |
| Maria João Rodrigues        | 1995–1997 | Qualifikation und Beschäftigung                               |
| Maria de Belém Roseira      | 1995–1999 | Gesundheit                                                    |
| Maria de Belém Roseira      | 1999–2000 | Gleichstellung                                                |
| Manuela Arcanjo             | 1999–2001 | Gesundheit                                                    |
| Maria da Graça Carvalho     | 2003–2004 | Wissenschaft und Hochschulen                                  |
| Maria da Graça Carvalho     | 2004–2005 | Wissenschaft, Innovation und Hochschulen                      |
| Maria João Bustorff         | 2004–2005 | Kultur                                                        |
| Maria do Carmo Seabra       | 2004–2005 | Bildung                                                       |
| Isabel Pires de Lima        | 2005–2008 | Kultur                                                        |
| Maria de Lurdes Rodrigues   | 2005–2009 | Bildung                                                       |
| Ana Jorge                   | 2008–2011 | Gesundheit                                                    |
| Isabel Alçada               | 2009–2011 | Bildung                                                       |
| Helena André                | 2009–2011 | Arbeit und Sozialversicherung                                 |
| Gabriela Canavilhas         | 2009–2011 | Kultur                                                        |
| Dulce Pássaro               | 2009–2011 | Umwelt und Liegenschaftsverwaltung                            |
| Assunção Cristas            | 2011–2013 | Landwirtschaft, Meeresangelegenheiten, Umwelt und Raumordnung |
| Assunção Cristas            | 2013–2015 | Landwirtschaft und Meeresangelegenheiten                      |
| Margarida Mano              | 2015      | Bildung und Wissenschaft                                      |
| Teresa Morais               | 2015      | Kultur, Gleichstellung und Staatsbürgerschaft                 |
| Maria Manuel Leitão Marques | 2015–2019 | Präsidentschaft und Modernisierung der Verwaltung             |
| Ana Paula Vitorino          | seit 2015 | Meeresangelegenheiten                                         |
| Graça Fonseca               | seit 2018 | Kultur                                                        |
| Marta Temido                | seit 2018 | Gesundheit                                                    |
| Mariana Vieira da Silva     | seit 2019 | Präsidentschaft und Modernisierung der Verwaltung             |

### San Marino
| Ministerin           | Amtszeit             | Ministerium für … |
| -------------------- | -------------------- | ----------------- |
| Fausta Morganti      | 1978–1992, 2002      | Bildung           |
| Emma Rossi           | 1983–1986            | Gesundheit        |
| Emma Rossi           | 1992–1993, 2000–2001 | Bildung           |
| Emma Rossi           | 1993–1997            | Territorium       |
| Rosa Zafferani       | 2002–2003            | Gesundheit        |
| Rosa Zafferani       | 2003–2006            | Bildung           |
| Francesca Michelotti | 2006–2008            | Bildung           |
| Antonella Mularoni   | 2014–2016            | Territorium       |

### Schweden
| Ministerin                 | Amtszeit  | Ministerium für …                                                     |
| -------------------------- | --------- | --------------------------------------------------------------------- |
| Karin Kock-Lindberg        | 1947–1948 | ohne Portefeuille                                                     |
| Karin Kock-Lindberg        | 1948–1949 | Wirtschaft                                                            |
| Hildur Nygren              | 1951      | Bildung                                                               |
| Ulla Lindström             | 1954–1966 | Verbraucherschutz und Entwicklungshilfe                               |
| Alva Myrdal                | 1966–1969 | Abrüstung                                                             |
| Alva Myrdal                | 1969–1973 | Abrüstung und Kirche                                                  |
| Camilla Odhnoff            | 1967–1969 | Familie und Einwanderer                                               |
| Camilla Odhnoff            | 1969–1973 | Familie, Jugend und Einwanderer                                       |
| Anna-Greta Leijon          | 1973–1976 | Einwanderer und Gleichstellung                                        |
| Anna-Greta Leijon          | 1982–1986 | Arbeitsmarkt                                                          |
| Gertrud Sigurdsen          | 1973–1976 | Entwicklungshilfe                                                     |
| Gertrud Sigurdsen          | 1982–1985 | Gesundheit                                                            |
| Gertrud Sigurdsen          | 1985–1990 | Soziales                                                              |
| Lena Hjelm-Wallén          | 1974–1976 | Schule                                                                |
| Lena Hjelm-Wallén          | 1982–1985 | Bildung                                                               |
| Lena Hjelm-Wallén          | 1985–1991 | Entwicklungshilfe                                                     |
| Birgit Friggebo            | 1976–1978 | Planung                                                               |
| Birgit Friggebo            | 1978–1982 | Wohnungen                                                             |
| Birgit Friggebo            | 1991      | Wohnungen                                                             |
| Birgit Friggebo            | 1991–1993 | Kultur, Einwanderer und Gleichstellung                                |
| Birgit Friggebo            | 1993–1994 | Kultur und Einwanderer                                                |
| Britt Mogård               | 1976–1981 | Schule                                                                |
| Elvy Olsson                | 1976–1978 | Wohnungen                                                             |
| Ingegerd Troedsson         | 1976–1978 | Gesundheit                                                            |
| Anitha Bondestam           | 1978–1979 | Kommunikation                                                         |
| Hedda Lindahl              | 1978–1979 | Gesundheit                                                            |
| Birgit Rodhe               | 1978–1979 | Schule                                                                |
| Marianne Wahlberg          | 1978–1979 | Löhne                                                                 |
| Eva Winther                | 1978–1979 | Einwanderer und Gleichstellung                                        |
| Karin Andersson            | 1979–1982 | Einwanderer und Gleichstellung                                        |
| Elisabet Holm              | 1979–1981 | Gesundheit                                                            |
| Karin Söder                | 1979–1982 | Soziales                                                              |
| Karin Ahrland              | 1981–1982 | Gesundheit                                                            |
| Ulla Tillander             | 1981–1982 | Schule und Jugend                                                     |
| Birgitta Dahl              | 1982–1990 | Energie                                                               |
| Birgitta Dahl              | 1990–1991 | Umwelt                                                                |
| Anita Gradin               | 1982–1986 | Einwanderer und Gleichstellung                                        |
| Anita Gradin               | 1986–1991 | Handel                                                                |
| Ingela Thalén              | 1987–1989 | Arbeit und Gleichstellung                                             |
| Ingela Thalén              | 1987–1990 | Arbeit                                                                |
| Ingela Thalén              | 1990–1991 | Soziales                                                              |
| Ingela Thalén              | 1994–1996 | Soziales                                                              |
| Ingela Thalén              | 1999–2002 | Sozialversicherung                                                    |
| Margot Wallström           | 1988–1991 | Kirche, Jugend und Verbraucher                                        |
| Margot Wallström           | 1994–1996 | Kultur                                                                |
| Margot Wallström           | 1996–1998 | Soziales                                                              |
| Maj-Lis Lööw               | 1989–1991 | Einwanderer und Gleichstellung                                        |
| Mona Sahlin                | 1990–1991 | Arbeit                                                                |
| Mona Sahlin                | 1998–2002 | Arbeit                                                                |
| Mona Sahlin                | 2002–2004 | Demokratie, Gleichstellung, Integration, Wirtschaft und Sport         |
| Mona Sahlin                | 2004–2006 | Energie, Gesellschaft und Wohnungen                                   |
| Beatrice Ask               | 1991–1994 | Schule                                                                |
| Inger Davidson             | 1991–1994 | Zivil, Firche, Verbraucher und Jugend                                 |
| Görel Thurdin              | 1991–1994 | Planung                                                               |
| Görel Thurdin              | 1994      | Umwelt                                                                |
| Anna Hedborg               | 1994–1996 | Sozialversicherung                                                    |
| Ylva Johansson             | 1994–1998 | Schule                                                                |
| Ylva Johansson             | 2004–2006 | Gesundheit und Senioren                                               |
| Ylva Johansson             | 2014–2019 | Arbeit                                                                |
| Anna Lindh                 | 1994–1998 | Umwelt                                                                |
| Marita Ulvskog             | 1994–1996 | Gleichstellung, Jugend, Kirche, Sport, Verbraucher und Zivil          |
| Marita Ulvskog             | 1996–2004 | Kirche und Kultur                                                     |
| Ines Uusmann               | 1994–1996 | Kommunikation                                                         |
| Ines Uusmann               | 1996–1998 | Kommunikation und IT                                                  |
| Margareta Winberg          | 1994–1996 | Landwirtschaft                                                        |
| Margareta Winberg          | 1996–1998 | Arbeit und Nordische Zusammenarbeit                                   |
| Margareta Winberg          | 1998–2002 | Landwirtschaft und Gleichstellung                                     |
| Annika Åhnberg             | 1996–1998 | Landwirtschaft                                                        |
| Maj-Inger Klingvall        | 1996–1999 | Sozialversicherung                                                    |
| Maj-Inger Klingvall        | 1998      | Soziales                                                              |
| Maj-Inger Klingvall        | 1999–2001 | Entwicklungshilfe und Migration                                       |
| Ulrica Messing             | 1996–1998 | Arbeit und Gleichstellung                                             |
| Ulrica Messing             | 1998–2000 | Integration, Jugend und Sport                                         |
| Ulrica Messing             | 2000–2006 | Infrastruktur                                                         |
| Britta Lejon               | 1998–2000 | Demokratie und Verbraucher                                            |
| Britta Lejon               | 2000–2002 | Demokratie, Jugend und Verbraucher                                    |
| Ingegerd Wärnersson        | 1998–2002 | Schule                                                                |
| Berit Andnor               | 2002–2004 | Familie, Kinder und Nordische Zusammenarbeit                          |
| Berit Andnor               | 2004–2006 | Soziales und Nordische Zusammenarbeit                                 |
| Lena Hallengren            | 2002–2004 | Integration, Jugend, Sport und Verbraucher                            |
| Lena Hallengren            | 2002–2006 | Integration, Jugend, Kirche, Sport und Verbraucher                    |
| Ann-Christin Nykvist       | 2002–2006 | Landwirtschaft und Verbraucher                                        |
| Lena Sommestad             | 2002–2006 | Umwelt                                                                |
| Barbro Holmberg            | 2003–2006 | Migration                                                             |
| Carin Jämtin               | 2003–2006 | Entwicklungshilfe                                                     |
| Lena Adelsohn Liljeroth    | 2006–2010 | Gesellschaft, Kultur und Sport                                        |
| Lena Adelsohn Liljeroth    | 2010–2014 | Kultur und Sport                                                      |
| Maria Borelius             | 2006      | Handel                                                                |
| Gunilla Carlsson           | 2006–2013 | Entwicklungshilfe                                                     |
| Cecilia Stegö Chilò        | 2006      | Gesellschaft, Kultur und Sport                                        |
| Cristina Husmark Pehrsson  | 2006–2010 | Sozialversicherung und Nordische Zusammenarbeit                       |
| Maria Larsson              | 2006–2010 | Gesundheit und Senioren                                               |
| Maria Larsson              | 2010–2014 | Kinder und Senioren                                                   |
| Cecilia Malmström          | 2006–2010 | Europäische union                                                     |
| Maud Olofsson              | 2006–2011 | Wirtschaft und Energie                                                |
| Åsa Torstensson            | 2006–2010 | Infrastruktur und IT                                                  |
| Nyamko Sabuni              | 2006–2010 | Demokratie, Gleichstellung, Integration, Jugend und Verbraucher       |
| Nyamko Sabuni              | 2010–2013 | Gleichstellung und Jugend                                             |
| Ewa Björling               | 2007–2010 | Handel                                                                |
| Ewa Björling               | 2010–2014 | Handel und Nordische Zusammenarbeit                                   |
| Catharina Elmsäter-Svärd   | 2010–2014 | Infrastruktur                                                         |
| Hillevi Engström           | 2010–2013 | Arbeit                                                                |
| Hillevi Engström           | 2013–2014 | Entwicklungshilfe                                                     |
| Anna-Karin Hatt            | 2010–2011 | Regionen und IT                                                       |
| Anna-Karin Hatt            | 2011–2014 | Energie und IT                                                        |
| Birgitta Ohlsson           | 2010      | Europäische Union                                                     |
| Birgitta Ohlsson           | 2010–2014 | Europäische Union, Demokratie und Verbraucher                         |
| Lena Ek                    | 2011–2014 | Umwelt                                                                |
| Annie Lööf                 | 2011–2014 | Wirtschaft und Regionen                                               |
| Maria Arnholm              | 2013–2014 | Demokratie, Gleichstellung, Integration, Jugend und Verbraucher       |
| Elisabeth Svantesson       | 2013–2014 | Arbeit                                                                |
| Alice Bah Kuhnke           | 2014–2019 | Kultur und Demokratie                                                 |
| Aida Hadzialic (Hadžialić) | 2014–2016 | Bildung                                                               |
| Anna Johansson             | 2014–2017 | Infrastruktur                                                         |
| Helene Hellmark Knutsson   | 2014–2019 | Hochschulen und Forschung                                             |
| Isabella Lövin             | 2014–2016 | Entwicklungshilfe                                                     |
| Isabella Lövin             | 2016–2019 | Entwicklungshilfe und Klima                                           |
| Isabella Lövin             | seit 2019 | Umwelt und Klima                                                      |
| Kristina Persson           | 2014–2016 | Strategische Entwicklung, Zukunftsfragen und Nordische Zusammenarbeit |
| Åsa Regnér                 | 2014–2018 | Gleichstellung, Kinder und Senioren                                   |
| Åsa Romson                 | 2014–2016 | Klima und Umwelt                                                      |
| Annika Strandhäll          | 2014–2017 | Sozialversicherung                                                    |
| Annika Strandhäll          | 2017–2019 | Soziales                                                              |
| Annika Strandhäll          | seit 2019 | Sozialversicherung                                                    |
| Anna Ekström               | seit 2016 | Bildung                                                               |
| Ann Linde                  | 2016–2019 | Europäische Union und Handel                                          |
| Ann Linde                  | 2019      | Handel und Nordische Zusammenarbeit                                   |
| Karolina Skog              | 2016–2019 | Umwelt                                                                |
| Heléne Fritzon             | 2017–2019 | Migration                                                             |
| Lena Hallengren            | 2018–2019 | Gleichstellung, Kinder und Senioren                                   |
| Lena Hallengren            | seit 2019 | Soziales                                                              |
| Matilda Ernkrans           | seit 2019 | Hochschulen und Forschung                                             |
| Anna Hallberg              | seit 2019 | Handel und nordische Zusammenarbeit                                   |
| Amanda Lind                | seit 2019 | Demokratie, Kultur und Sport                                          |
| Åsa Lindhagen              | seit 2019 | Gleichstellung und Integration                                        |
| Jennie Nilsson             | seit 2019 | ländlicher Raum                                                       |
| Eva Nordmark               | seit 2019 | Arbeit                                                                |

### Slowakei
| Ministerin           | Amtszeit  | Ministerium für …                          |
| -------------------- | --------- | ------------------------------------------ |
| Oľga Keltošová       | 1993–1994 | Arbeit und Soziales                        |
| Oľga Keltošová       | 1994–1998 | Arbeit, Soziales und Familie               |
| Irena Belohorská     | 1993–1994 | Gesundheit                                 |
| Brigita Schmögnerová | 1994      | Vizeministerpräsidentin                    |
| Eva Slavkovska       | 1994–1998 | Bildung und Wissenschaft                   |
| Katarína Tóthová     | 1994–1998 | Vizeministerpräsidentin                    |
| Gabriela Matečná     | 2016–2020 | Landwirtschaft und ländliche Entwicklung   |
| Martina Lubyová      | 2017–2020 | Bildung, Wissenschaft, Forschung und Sport |
| Andrea Kalavská      | 2018–2019 | Gesundheit                                 |
| Ľubica Laššáková     | 2018–2020 | Kultur                                     |
| Natália Milanová     | seit 2020 | Kultur                                     |
| Veronika Remišová    | seit 2020 | Investitionen und Regionalentwicklung      |

### Sowjetunion
| Ministerin                    | Amtszeit  | Ministerium für … |
| ----------------------------- | --------- | ----------------- |
| Jekaterina Alexejewna Furzewa | 1960–1974 | Volksbildung      |

### Spanien
| Ministerin                                 | Amtszeit  | Ministerium für …                                                          |
| ------------------------------------------ | --------- | -------------------------------------------------------------------------- |
| Federica Montseny Mañé                     | 1936–1937 | Gesundheit und Sozialfürsorge                                              |
| Soledad Becerril Bustamante                | 1981–1982 | Kultur                                                                     |
| Rosa Conde Gutiérrez del Álamo             | 1988–1993 | Regierungssprecherin                                                       |
| Matilde Fernández Sanz                     | 1988–1993 | Soziales                                                                   |
| Cristina Alberdi Alonso                    | 1993–1996 | Soziales                                                                   |
| Carmen Alborch Bataller                    | 1993–1996 | Kultur                                                                     |
| Ángeles Amador Millán                      | 1993–1996 | Gesundheit und Verbraucher                                                 |
| Esperanza Aguirre y Gil de Biedma          | 1996–1999 | Bildung und Kultur                                                         |
| Loyola de Palacio Vallelersundi            | 1996–1999 | Landwirtschaft, Fischerei und Ernährung                                    |
| Isabel Tocino Biscarolasaga                | 1996–2000 | Umwelt                                                                     |
| Anna María Birulés Bertrán                 | 2000–2002 | Wissenschaft und Technologie                                               |
| Pilar del Castillo Vera                    | 2000–2004 | Bildung, Kultur und Sport                                                  |
| Celia Villalobos Talero                    | 2000–2002 | Gesundheit und Verbraucher                                                 |
| Ana María Pastor Julián                    | 2002–2004 | Gesundheit und Verbraucher                                                 |
| Julia García-Valdecasas Salgado            | 2003–2004 | Öffentliche Verwaltung                                                     |
| María Elvira Rodríguez Herrer              | 2003–2004 | Umwelt                                                                     |
| Magdalena Álvarez Arza                     | 2004–2009 | Infrastruktur und Verkehr                                                  |
| Carmen Calvo Poyato                        | 2004–2007 | Kultur                                                                     |
| Elena Espinosa Mangana                     | 2004–2008 | Landwirtschaft, Fischerei und Ernährung                                    |
| Elena Espinosa Mangana                     | 2008–2010 | Umwelt und Landwirtschaft                                                  |
| María Teresa Fernández de la Vega Sanz     | 2004–2010 | Präsidentschaft                                                            |
| Cristina Narbona Ruiz                      | 2004–2008 | Umwelt                                                                     |
| Elena Salgado Méndez                       | 2004–2007 | Gesundheit und Verbraucher                                                 |
| Elena Salgado Méndez                       | 2007–2009 | Öffentliche Verwaltung                                                     |
| Elena Salgado Méndez                       | 2009–2011 | Wirtschaft und Finanzen                                                    |
| María Jesús San Segundo Gómez de Cadiñanos | 2004–2006 | Bildung und Wissenschaft                                                   |
| María Antonia Trujillo Rincón              | 2004–2007 | Wohnungsbau                                                                |
| Mercedes Cabrera Calvo-Sotelo              | 2006–2008 | Bildung und Wissenschaft                                                   |
| Mercedes Cabrera Calvo-Sotelo              | 2008–2009 | Bildung, Soziales und Sport                                                |
| Carme Chacón Piqueras                      | 2007–2008 | Wohnungsbau                                                                |
| Bibiana Aído Almagro                       | 2008–2010 | Gleichstellung                                                             |
| Beatriz Corredor Sierra                    | 2008–2010 | Wohnungsbau                                                                |
| Cristina Garmendia Mendizábal              | 2008–2011 | Wissenschaft und Innovation                                                |
| Ángeles González-Sinde Reig                | 2009–2011 | Kultur                                                                     |
| Trinidad Jiménez García-Herrera            | 2009–2010 | Gesundheit und Soziales                                                    |
| Rosa Aguilar Rivero                        | 2010–2011 | Umwelt und Landwirtschaft                                                  |
| Leire Pajín Iraola                         | 2010–2011 | Gesundheit, Soziales und Gleichstellung                                    |
| María Fátima Báñez García                  | 2011–2016 | Arbeit und Sozialversicherung                                              |
| María Fátima Báñez García                  | 2016      | Arbeit, Sozialversicherung, Gesundheit, soziale Dienste und Gleichstellung |
| María Fátima Báñez García                  | 2016–2018 | Arbeit und Sozialversicherung                                              |
| Ana Mato Adrover                           | 2011–2014 | Gesundheit, soziale Dienste und Gleichstellung                             |
| Ana María Pastor Julián                    | 2011–2016 | Infrastruktur und Verkehr                                                  |
| María Soraya Sáenz de Santamaría Antón     | 2011–2016 | Präsidentschaft                                                            |
| María Soraya Sáenz de Santamaría Antón     | 2016–2018 | Präsidentschaft und Territorialverwaltung                                  |
| Isabel García Tejerina                     | 2014–2016 | Landwirtschaft, Ernährung und Umwelt                                       |
| Isabel García Tejerina                     | 2016–2018 | Landwirtschaft, Fischerei, Ernährung und Umwelt                            |
| Dolors Montserrat Montserrat               | 2016–2018 | Gesundheit, soziale Dienste und Gleichstellung                             |
| Meritxell Batet Lamaña                     | 2018–2019 | Territorial- und öffentliche Verwaltung                                    |
| Nadia María Calviño Santamaría             | 2018–2023 | Wirtschaft und Unternehmen                                                 |
| Carmen Calvo Poyato                        | 2018–2021 | Präsidentschaft, Beziehungen zum Parlament und Gleichstellung              |
| Maria Luisa Carcedo Roces                  | 2018–2020 | Gesundheit, Verbraucher und Sozialwesen                                    |
| María Isabel Celaá Diéguez                 | 2018–2021 | Bildung und berufliche Bildung                                             |
| María Reyes Maroto Illera                  | 2018–2023 | Industrie, Handel und Tourismus                                            |
| Carmen Montón Giménez                      | 2018      | Gesundheit, Verbraucher und Sozialwesen                                    |
| Teresa Ribera Rodríguez                    | 2018–2024 | ökologischer Wandel                                                        |
| Magdalena Valerio Cordero                  | 2018–2020 | Arbeit, Migration und Sozialversicherung                                   |
| Carolina Darias                            | 2020–2021 | Regionalpolitik und öffentlicher Dienst                                    |
| Carolina Darias                            | 2021–2023 | Gesundheit                                                                 |
| Yolanda Díaz Pérez                         | seit 2020 | Arbeit und Sozialwirtschaft                                                |
| Irene Montero Gil                          | 2020–2023 | Gleichstellung                                                             |
| Ione Belarra Urteaga                       | 2021–2023 | Soziale Rechte und Agenda 2030                                             |
| Isabel Rodríguez García                    | 2021–2023 | Regionalpolitik                                                            |
| Isabel Rodríguez García                    | seit 2023 | Wohnungsbau und städtische Agenda                                          |
| Raquel Sánchez Jiménez                     | 2021–2023 | Transport und städtische Agenda                                            |
| María Alegría Continente                   | seit 2021 | Bildung                                                                    |
| Diana Morant Ripoll                        | seit 2021 | Wissenschaft und Innovation                                                |
| Mónica García Gómez                        | seit 2023 | Gesundheit                                                                 |
| Ana Redondo García                         | seit 2023 | Gleichstellung                                                             |
| Elma Saiz Delgado                          | seit 2023 | Inklusion, soziale Sicherheit und Migration                                |
| Sira Abed Rego                             | seit 2023 | Jugend und Kinder                                                          |
| Sara Aagesen Muñoz                         | seit 2024 | ökologischer Wandel                                                        |

### Tansania
| Ministerin         | Amtszeit  | Ministerium für …   |
| ------------------ | --------- | ------------------- |
| Bibi Titi Mohammed | 1961–1962 | Frauen und Soziales |

### Tschechien
| Ministerin         | Amtszeit            | Ministerium für …               |
| ------------------ | ------------------- | ------------------------------- |
| Zuzana Roithová    | 1998                | Gesundheit                      |
| Petra Buzková      | 2002–2006           | Bildung, Jugend und Sport       |
| Marie Součková     | 2002–2004           | Gesundheit                      |
| Milada Emmerová    | 2004–2005           | Gesundheit                      |
| Dana Bérová        | 2005–2006           | Informatik                      |
| Miroslava Kopicová | 2006–2007 2009–2010 | Bildung, Jugend und Sport       |
| Milena Vicenová    | 2006–2007           | Landwirtschaft                  |
| Dana Kuchtová      | 2007                | Bildung, Jugend und Sport       |
| Helena Třeštíková  | 2007                | Kultur                          |
| Džamila Stehlíková | 2007–2009           | Menschenrechte und Minderheiten |
| Daniela Filipiová  | 2009                | Gesundheit                      |
| Dana Jurásková     | 2009–2010           | Gesundheit                      |
| Rut Bízková        | 2010                | Umwelt                          |
| Alena Hanáková     | 2011–2013           | Kultur                          |
| Ludmila Müllerová  | 2012–2013           | Arbeit und Soziales             |
| Věra Jourová       | 2014                | Regionalentwicklung             |
| Michaela Marksová  | 2014–2017           | Arbeit und Soziales             |
| Karla Šlechtová    | 2014–2017           | Regionalentwicklung             |
| Kateřina Valachová | 2015–2017           | Bildung, Jugend und Sport       |
| Jaroslava Němcová  | 2017–2018           | Arbeit und Soziales             |
| Klára Dostálová    | seit 2017           | Regionalentwicklung             |
| Marta Nováková     | 2018–2019           | Industrie und Handel            |
| Jana Maláčová      | 2018–2021           | Arbeit und Soziales             |

### Tschechoslowakei
| Ministerin                 | Amtszeit  | Ministerium für …                    |
| -------------------------- | --------- | ------------------------------------ |
| Ludmila Jankovcová         | 1947–1954 | Ernährung                            |
| Ludmila Jankovcová         | 1954–1963 | stellvertretende Ministerpräsidentin |
| Božena Machačová-Dostálová | 1954–1956 | Einkauf                              |
| Božena Machačová-Dostálová | 1956–1968 | Konsumgüterindustrie                 |
| Květoslava Kořínková       | 1989–1992 | Kontrolle                            |

### Vereinigtes Königreich
| Ministerin                                  | Amtszeit   | Ministerium für …                                                   |
| ------------------------------------------- | ---------- | ------------------------------------------------------------------- |
| Barbara Castle                              | 1964–1965  | Entwicklung in Übersee                                              |
| Barbara Castle                              | 1965–1968  | Verkehr                                                             |
| Barbara Castle                              | 1968–1970  | Arbeit                                                              |
| Barbara Castle                              | 1974–1976  | Sozialversicherung                                                  |
| Shirley Williams                            | 1974–1976  | Preise und Verbraucherschutz                                        |
| Shirley Williams                            | 1976–1979  | Bildung und Wissenschaft                                            |
| Virginia Bottomley                          | 1992–1995  | Gesundheit                                                          |
| Virginia Bottomley                          | 1995–1997  | Nationales Erbe                                                     |
| Gillian Shephard                            | 1992–1993  | Arbeit                                                              |
| Gillian Shephard                            | 1993–1994  | Landwirtschaft, Fischerei und Ernährung                             |
| Gillian Shephard                            | 1994–1995  | Bildung                                                             |
| Gillian Shephard                            | 1995–1997  | Arbeit und Bildung                                                  |
| Margaret Beckett                            | 1997–1998  | Handel und Industrie                                                |
| Margaret Beckett                            | 2001–2006  | Umwelt, Nahrung und ländliche Angelegenheiten                       |
| Margaret Beckett                            | 2006–2007  | Außen                                                               |
| Harriet Harman                              | 1997–1998  | Sozialversicherung                                                  |
| Harriet Harman                              | 2007–2010  | Frauen und Gleichstellung                                           |
| Clare Short                                 | 1997–2003  | Entwicklungshilfe                                                   |
| Patricia Hewitt                             | 2001–2005  | Handel und Industrie                                                |
| Patricia Hewitt                             | 2005–2007  | Gesundheit                                                          |
| Tessa Jowell                                | 2001–2007  | Kultur, Medien und Sport                                            |
| Valerie Amos                                | 2003       | Entwicklungshilfe                                                   |
| Valerie Amos                                | 2006–2007  | Frauen und Gleichstellung                                           |
| Tessa Jowell                                | 2001–2007  | Kultur, Medien und Sport                                            |
| Estelle Morris                              | 2001–2002  | Bildung                                                             |
| Ruth Kelly                                  | 2004–2006  | Bildung                                                             |
| Ruth Kelly                                  | 2006–2007  | Kommunen und lokale Selbstverwaltung                                |
| Ruth Kelly                                  | 2007–2008  | Verkehr                                                             |
| Hazel Blears                                | 2006–2007  | ohne Portfolio                                                      |
| Hazel Blears                                | 2007–2009  | Kommunen und lokale Selbstverwaltung                                |
| Harriet Harman                              | 2007–2010  | Lordsiegelbewahrerin                                                |
| Caroline Spelman                            | 2010–2012  | Umwelt, Ernährung und ländlicher Raum                               |
| Cheryl Gillan                               | 2010–2012  | Wales                                                               |
| Sayeeda Warsi, Baroness Warsi               | 2010–2012  | ohne Geschäftsbereich                                               |
| Justine Greening                            | 2011–2012  | Verkehr                                                             |
| Justine Greening                            | 2012–2016  | Internationale Entwicklung                                          |
| Justine Greening                            | 2016–2018  | Bildung, Frauen und Gleichstellung                                  |
| Theresa Villiers                            | 2012–2016  | Nordirland                                                          |
| Theresa Villiers                            | seit 2019  | Umwelt, Ernährung und ländlicher Raum                               |
| Nicky Morgan                                | 2014–2016  | Bildung                                                             |
| Nicky Morgan                                | seit 2019  | Kultur, Medien und Sport                                            |
| Tina Stowell, Baroness Stowell of Beeston   | 2014–2016  | Lordsiegelbewahrerin                                                |
| Elizabeth Truss                             | 2014–2016  | Umwelt                                                              |
| Elizabeth Truss                             | seit 2019  | Internationaler Handel                                              |
| Andrea Leadsom                              | 2015–2016  | Energie                                                             |
| Andrea Leadsom                              | 2016–2017  | Umwelt, Ernährung und ländlicher Raum                               |
| Andrea Leadsom                              | seit 2019  | Wirtschaft, Energie und Industriestrategie                          |
| Amber Rudd                                  | 2015–2016  | Energie und Klimawandel                                             |
| Amber Rudd                                  | seit 2018  | Arbeit und Pensionen                                                |
| Priti Patel                                 | 2016–2017  | Internationale Entwicklung                                          |
| Karen Bradley                               | 2016–2018  | Kultur, Medien und Sport                                            |
| Karen Bradley                               | 2018–2019  | Nordirland                                                          |
| Natalie Evans, Baroness Evans of Bowes Park | 2016–2022  | Lordsiegelbewahrerin                                                |
| Penny Mordaunt                              | 2017–2019  | Internationale Entwicklung                                          |
| Esther McVey                                | 2018       | Arbeit und Pensionen                                                |
| Suella Braverman                            | 2022–2023  | Innen                                                               |
| Thérèse Coffey                              | 2022–2023  | Umwelt, Ernährung und ländlicher Raum                               |
| Gillian Keegan                              | 2022–2024  | Bildung                                                             |
| Kemi Badenoch                               | 2022–2024  | Handel, Wirtschaft, Frauen                                          |
| Michelle Donelan                            | 2023–2024  | Wissenschaft, Technologie, Innovation                               |
| Victoria Atkins                             | 2023–2024  | Gesundheit und Soziale Dienste                                      |
| Claire Coutinho                             | 2023–2024  | Energiesicherheit                                                   |
| Angela Smith, Baroness Smith of Basildon    | seit 2024– | Lordsiegelbewahrerin                                                |
| Angela Rayner                               | seit 2024– | Vizepreminierministerin, Wohnungsbau, Kommunen und Selbstverwaltung |
| Elizabeth Kendall                           | seit 2024– | Arbeit und Pensionen                                                |
| Jo Stevens                                  | seit 2024– | Wales                                                               |
| Louise Haigh                                | seit 2024– | Verkehr                                                             |
| Lisa Nandy                                  | seit 2024– | Kultur, Medien und Sport                                            |
| Bridget Phillipson                          | seit 2024– | Bildung                                                             |
| Yvette Cooper                               | seit 2024– | Innen                                                               |
| Shabana Mahmood                             | seit 2024– | Justiz                                                              |

### Vereinigte Staaten
| Ministerin               | Amtszeit                        | Ministerium für …                 |
| ------------------------ | ------------------------------- | --------------------------------- |
| Frances Perkins          | 1933–1945                       | Arbeit                            |
| Oveta Culp Hobby         | 1953–1955                       | Gesundheit, Bildung, Wohlfahrt    |
| Carla Anderson Hills     | 1975–1977                       | Bau                               |
| Juanita M. Kreps         | 1977–1979                       | Handel                            |
| Patricia Roberts Harris  | 1977–1979                       | Wohnungsbau                       |
| Patricia Roberts Harris  | 1979–1980                       | Gesundheit, Bildung, Wohlfahrt    |
| Patricia Roberts Harris  | 1980–1981                       | Gesundheit                        |
| Margaret Heckler         | 1983–1985                       | Gesundheit                        |
| Elizabeth Dole           | 1983–1987                       | Verkehr                           |
| Elizabeth Dole           | 1989–1990                       | Arbeit                            |
| Ann McLaughlin Korologos | 1987–1989                       | Arbeit                            |
| Lynn Morley Martin       | 1991–1993                       | Arbeit                            |
| Barbara Franklin         | 1992–1993                       | Handel                            |
| Hazel R. O’Leary         | 1993–1997                       | Energie                           |
| Donna Shalala            | 1993–2001                       | Gesundheit                        |
| Mary L. Good             | 1996                            | Handel (kommissarisch)            |
| Alexis Herman            | 1997–2001                       | Arbeit                            |
| Elaine Chao              | 2001–2009                       | Arbeit                            |
| Elaine Chao              | 2017–2021                       | Verkehr                           |
| Ann Veneman              | 2001–2005                       | Landwirtschaft                    |
| Christine Todd Whitman   | 2001–2003                       | Umweltschutz                      |
| Margaret Spellings       | 2005–2009                       | Bildung                           |
| Mary Peters              | 2006–2009                       | Verkehr                           |
| Susan Schwab             | 2006–2009                       | Handel                            |
| Janet Napolitano         | 2009–2013                       | Innere Sicherheit                 |
| Hilda Solis              | 2009–2013                       | Arbeit                            |
| Kathleen Sebelius        | 2009–2014                       | Gesundheit                        |
| Rebecca Blank            | 2011, 2012–2013 (kommissarisch) | Handel                            |
| Penny Pritzker           | 2013–2017                       | Handel                            |
| Sylvia Mathews Burwell   | 2014–2017                       | Gesundheit                        |
| Betsy DeVos              | 2017–2021                       | Bildung                           |
| Elaine Duke              | 2017                            | Innere Sicherheit (kommissarisch) |
| Kirstjen Nielsen         | 2017–2019                       | Innere Sicherheit                 |
| Marcia Fudge             | seit 2021                       | Wohnungsbau und Stadtentwicklung  |
| Jennifer Granholm        | seit 2021                       | Energie                           |
| Gina Raimondo            | seit 2021                       | Handel                            |